# Festung Akershus
Die Festung Akershus (norwegisch Akershus festning) ist eine historisch wichtige Anlage im Herzen der norwegischen Hauptstadt Oslo. Sie befindet sich auf der Halbinsel Akersneset direkt am Ufer des Oslofjords. Dort prägt sie die Silhouette der Stadt und sticht als Landmarke hervor. In seiner Geschichte wurde Akershus neunmal belagert und kam während des Zweiten Weltkrieges unter deutsche Besatzung. Des Weiteren wurde die Festung als Landesgefängnis gefürchtet. Seit seiner Stilllegung werden die prunkvollen Räume des Schlosses von der norwegischen Regierung zu Repräsentationszwecken genutzt. Im königlichen Mausoleum befindet sich die Grablege der norwegischen Könige der Neuzeit. Das äußere Festungsgelände, Hovedtangen, wird nach wie vor vom norwegischen Militär genutzt. Es dient aber auch als Freizeit- und Grünanlage. Weiterhin kann man auf der Festung in den Museen Norges Hjemmefrontmuseum (deutsch: Norwegens Widerstandsmuseum) und Forsvarsmuseet (deutsch: Verteidigungsmuseum) Näheres zur Militärgeschichte Norwegens erfahren.

## Geschichte

### Entstehung und historischer Hintergrund

Oslo und Tønsberg am Oslofjord

Es ist nicht überliefert, wann die Burg angelegt wurde. Als wahrscheinlich gilt der Zeitraum zwischen 1287 und 1300. Schon vor 1287 soll es dort eine Wehranlage gegeben haben. Derzeit war Håkon V. Magnussen, Sohn des Magnus Lagabøte und letzter männlicher Nachkomme des Sverre-Geschlechts, Herzog im Verwaltungsbezirk Oslosysla. Im Jahr 1287 plünderte Jarl Alv Erlingsson die Stadt Oslo und brannte sie samt Bischofsburg nieder. Daraufhin entsandte der Bruder Håkons, König Erik Magnusson, seine Männer, um den Jarl auf seiner Burg auf der Insel Isegran (heute Fredrikstad) zu töten. Der 17-jährige Herzog Håkon befand sich seinerzeit nicht in der Stadt.
Es ist möglich, dass sich die Burg Akershus zu dieser Zeit schon im Aufbau befand. Erstmals wird sie im Jahr 1300 erwähnt. Es heißt, Håkon V., der seit 1299 König von Norwegen war, ließ ein Dokument der Mariakirche in der Burg aufbewahren. Ihm wird auch der Bau der Burg zugeschrieben. Unklar ist aber, ob die Burg in kurzer Zeit vollständig errichtet oder nach und nach ausgebaut und erweitert wurde. Da sie im Jahr 1300 schon als Lagerstätte für Dokumente diente, geht man davon aus, dass sie bereits bemannt war.
Die mittelalterliche Burg sitzt auf einem Felssporn und nutzt die natürlichen Gegebenheiten des Terrains aus. Im Süden und Westen grenzt die Ringmauer an eine Felskante, die früher steil in den Oslofjord abfiel. Im Norden und Osten stieg das Gelände zur Burg hin an. Hier standen ebenfalls hohe Ringmauern. Die Burg selbst bestand aus dem mächtigen Burgturm Vågehalstårnet, Nord- und Sydfløyen, Romeriksfløyen, sowie Skriverstuefløyen, Fadeburet und Fruerstuefløyen. Im Süden und Westen befand sich die Vorburg mit einem Brunnen und den Türmen Knutstårnet und Jomfrutårnet. Der Jomfrutårn mit Zugbrücke diente als Torturm und war der Hauptzugang zur Burg. Zwischen ihm und dem Sydfløy gab es den abgewinkelten Verbindungsgang Mørkegang. Dieser verlief teilweise unterirdisch unter dem Sydfløy und endete in einem der Burghöfe. Er war durch Fallgitter und Tore geschützt. Zudem machte der Winkel des Gangs den Einsatz eines Rammbocks unmöglich, da dieser nicht um die Ecke transportiert werden konnte. Über dem Mørkegang verlief ein zweiter Gang, der Lønngang. Von ihm aus konnte man den Mørkegang überwachen. Dieser Gang erstreckte sich noch weiter als der Erste. Innerhalb der Burg verlief er versteckt in den drei Meter dicken Burgmauern bis zum Nordfløyen. Er hatte vermutlich auch einen Abzweig zum Vågehalstårnet. Genutzt wurde der Lønngang als innerer Kommunikationsgang. Die Wachen konnten über ihn schnell von der nördlichen Burg zum Haupttor und anderen wichtigen Verteidigungsstellungen gelangen.
Innere Spannungen zwischen König und Aristokratie sowie ständige Grenzkonflikte mit dem Nachbarstaat Schweden erforderten neue Wehranlagen. Freie Bauern waren verpflichtet, in Kriegsfällen eine Miliz zu stellen und Schiffe auszustatten. Doch dieses System war nicht mehr so effektiv wie in den letzten Jahrhunderten, da die Boote der Bauern sich nicht mit den neuen und besseren Kriegsschiffen der Gegner messen konnten. So ließ König Håkon V. weitere Festungen wie Vardøhus in Nordnorwegen und Båhus in Südostnorwegen (heute Schweden) anlegen. Er verstärkte auch die Festung Tunsberghus in Tønsberg. Des Weiteren dienten ihm die Burgen als Residenzen während seiner Reisen.

### 14. und 15. Jahrhundert
Im Winter 1308 rückte der schwedische Herzog Erik Magnusson von Södermanland nach Oslo vor. Ein Teil der unzufriedenen reichen Bürger Norwegens schlossen sich seinem Heer an. Oslos Heer bestand hauptsächlich aus deutschen Rittern. König Håkon V. hielt sich derzeit in seiner Residenzstadt Bergen auf. Die Nachricht über die Belagerung erreichte auch die Bauern aus dem Umland. Daraufhin stellten sie eine Miliz von rund 3.000 Mann auf und zogen in den Krieg. Akershus hielt der Belagerung stand und als die Bauern in Oslo eintrafen, kam es zu Kämpfen am Fluss Akerselv. Der Herzog hob die Belagerung auf und zog sich zurück. Im Jahr 1312 kam es zu einem Vergleich zwischen König Håkon V. und dem Herzog. Der Herzog bekam die elfjährige Tochter Håkons zur Braut und sie heirateten im gleichen Jahr in Oslo. Noch während seiner Herrschaft verlegte Håkon V. seinen Regierungssitz nach Oslo. Somit löste die Burg Akershus die Festung Bergenhus als Königssitz ab. Möglicherweise befand sich schon zu dieser Zeit eine königliche Kanzlei auf der Burg.
Als König Håkon 1319 starb, erbte sein dreijähriger Enkel Magnus Eriksson die norwegische Krone. Er war der Sohn Håkons Tochter Ingebjørg Håkonsdatter und Erik Magnusson. Im selben Jahr wurde Magnus Eriksson auch zum schwedischen König gewählt. Unter seiner Herrschaft gab es mehrere Unruhen seitens der Norweger, da sie mit seinem Führungsstil unter der Doppelherrschaft unzufrieden waren. Sie besetzten 1333 die Festung Tunsberghus und belagerten erfolglos die Burg Akershus im Jahr 1338. Anführer der Belagerung von Akershus war Sigurd Hafthorsson. Er war der Sohn von Håkons unehelicher Tochter Agnes und dem Baron Hafthor Johnson auf Sudrheim.
Von 1360 bis 1370 hielt sich Magnus Erikssons Sohn, Håkon VI., häufig auf der Burg Akershus auf. Unter seiner Herrschaft wurde die Burg weiter ausgebaut. Er richtete unter anderem die königlichen Gemächer im Nordfløyen und die Kanzlei ein. Vermutlich wurden die Arbeiten an der mittelalterlichen Burg samt der Vorburg während seiner Regierungszeit abgeschlossen. Håkon VI. war mit der Schwedin Margarethe I. verheiratet. Sie brachte den gemeinsamen Sohn Olav in Oslo, wahrscheinlich auf der Burg Akershus, zur Welt. Dieser war von 1380 bis 1387 König von Dänemark und Norwegen und wurde nur 17 Jahre alt. Die Ehe mit Magarethe I. markiert das Ende des selbstständigen Königreiches Norwegen, denn sie war Begründerin der Kalmarer Union und regierte nach Håkons und Olavs Tod, die Reiche Norwegen, Schweden und Dänemark.
Im Jahr 1448 starb der kinderlose König Christoph III., König über die Reiche Dänemark, Norwegen und Schweden. Da Norwegen den in Dänemark gewählten König Christian I. nicht anerkannte, kam es um 1450 zu einem Thronfolgestreit zwischen ihm und Karl VIII. Dieser wurde vom schwedischen Adel zum König gewählt und ein Jahr später auch im Nidarosdom in Norwegen gekrönt. Während des Thronfolgestreits belagerte man die Burg Akershus erfolglos. Derzeit war der dänische Adelsmann Hartvig Krummedike Hauptmann der Burg. Doch auf dem Friedenstreffen von Halmstad trat König Karl VIII. Norwegen an Christian I. ab und man beschloss eine ewige Union zwischen Dänemark und Norwegen.
So blieb die Burg Akershus bis ins 15. Jahrhundert von Angriffen verschont. Durch ihre hohen Mauern war sie gut gegen Belagerungen und die einfachen, mittelalterlichen Schusswaffen geschützt. Allerdings nahm die Bedeutung der Schusswaffen im Laufe der Zeit zu und in der Burg wurde es eng mit der neuen Einheit Artillerie. Um 1487 und 1488 verzeichnete die Burg vier Handschusswaffen und eine Kanone des Typs Veuglaire. Zwei der Handschusswaffen und die Kanone waren Hinterlader. Die Hauptmänner der Burg hatten jedoch auch eigene Waffen vorzuweisen. Die Besitztümer des Hauptmanns und Bischofs Karl Sigurdsson listen bei seinem Tod zehn Schusswaffen und zwölf alte und kaputte Armbrüste auf.
Nach Christians Tod folgte 1483 Johann I., auch Hans genannt. Er entließ 1499 den Ritter Knut Alvsson aus seiner Stellung als Hauptmann von Akershus und setzte den Adelsmann Peder Griis, den früheren Hauptmann der Burg Tunsberghus, ein. Alvsson, einer der mächtigsten Adelsmänner Norwegens, war daraufhin so verbittert, dass er nach Schweden fuhr, um einen Aufstand gegen König Hans anzustrengen. Dort hatte er Verwandte aus dem Hochadelsgeschlecht Tre Rosor und besaß einflussreiche Verbindungen. Der Einfall von 1501 missglückte, doch schon im Februar 1502 kehrte er mit einem Heer nach Norwegen zurück. Seine Armee bestand hauptsächlich aus der schwedischen Grenzbevölkerung, es bekam jedoch auch Unterstützung aus dem norwegischen Oppland. Nach einer kurzen Belagerung nahm er die Burg Akershus ein und vertrieb Peder Griis. Danach eroberte und plünderte Alvsson die Burg Tunsberghus und belagerte die Festung Båhus, wo Henrik Krummedike, Hartvigs Sohn, das Kommando führte. Währenddessen schürte er Aufstände im Vestlandet. Båhus wurde im Juni vom Thronfolger Herzog Christian, später Christian II., befreit. Alvssons Heer wurde geschlagen und zog nach Schweden ab. Im Juli belagerte nun Henrik Krummedike die Burg Akershus mit einem Heer aus schottischen Leihsoldaten. Doch auch diese Belagerung schlug fehl. Einen Monat später kam Krummedike nach Oslo zurück. Alvsson, der immer noch über die Burg herrschte, bekam indessen Verstärkung durch die Bauern aus dem Umland. Um Zeit zu gewinnen, startete er Friedensverhandlungen mit Krummedike. Mit einer Zusage um freies Geleit begab er sich auf eines von Krummedikes Schiffen im Hafen, wo er und ein Teil seines Gefolges erschlagen wurden. Die Besatzung übergab Krummedike die Burg ohne Widerstand, da er faktisch Sieger über das Østlandet war. Er soll Knut Alvsson daraufhin 12 Jahre unbegraben in den Karnniketårnet geworfen haben. Es sollte als Mahnmal und zur Abschreckung gegen seine Feinde dienen. Fortan hieß der Kanniketårnet in der Bevölkerung nur noch Knutstårnet.

### 16. Jahrhundert

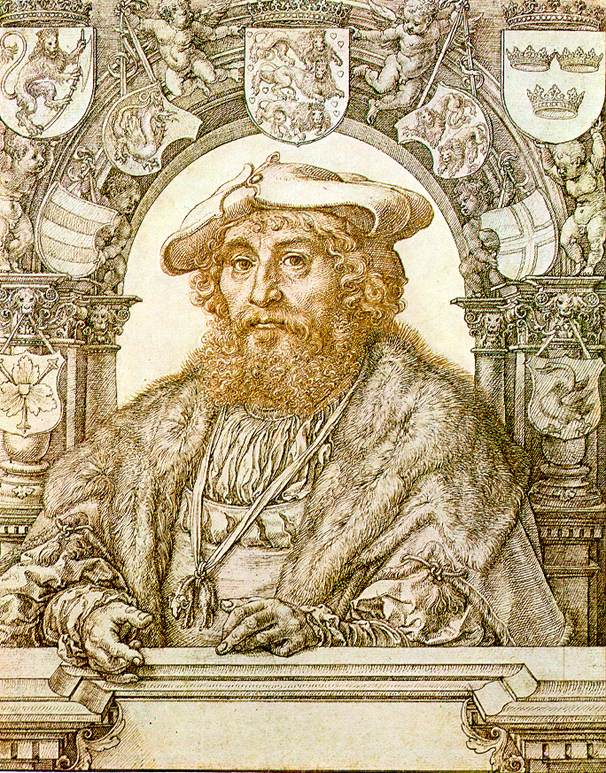
Christian II.

Einige Jahre später lebte Herzog Christian als Vizekönig (1506–1513) auf der Burg. Er baute sie aus und errichtete unter anderem das Karnapp. Es ist jedoch nicht gesichert, wo es sich befand. Des Weiteren ließ er den Sydfløyen umbauten. Auch hier ist unklar, welchen Umfang die Arbeiten annahmen.
Durch einen Adelsaufstand in Dänemark wurde Christian, inzwischen König Christian II., 1523 aus dem Land vertrieben. In Schweden unterwarf Gustav Vasa im gleichen Jahr den Großteil des Landes und zog mit seinem Heer gegen Oslo. Auf Befehl des dänischen Hauptmanns von Akershus und Bischofs Hans Mule, auch Meister Hans genannt, brannten die Bürger Oslos ihre Stadt nieder. Dieser Befehl erging, damit der Feind keine Grundlage, wie beispielsweise Haushaltswaren und Nahrung, für eine Belagerung finden konnte. Allerdings wurde die Marienkirche vom Brand beschädigt. Die Burg Akershus hielt der Belagerung stand und Vasas Heer zog sich nach kurzer Zeit zurück.

#### Belagerung durch ChristianII.
Im Jahr 1527 schlug im Nordfløyen der Blitz ein. Große Teile der Burg brannten aus, darunter befanden sich außer dem Nordfløyen, der Vestfløy, Knutstårnet und Fateburet. Der mächtige Turm Vågehals wurde so nachhaltig beschädigt, dass der obere Teil des Turms 30 Jahre später abgerissen werden musste. Als König Christian II. 1531, nach acht Jahren im Exil, einen Angriff auf die Burg Akershus startete, war diese sich noch nicht vollständig wieder aufgebaut. Christian II. hielt sich während seines Exils in den Niederlanden bei seinem Schwager Kaiser Karl V. auf. Doch er wollte sein Reich wiedergewinnen und stellte ein Heer von 6.000–7.000 Mann aus größtenteils deutschen Landsknechten zusammen. Mit einer Flotte aus 25 größeren und kleineren Schiffen brach er im Oktober 1531 nach Oslo auf. Der Hauptmann der Burg Akershus, der dänische Adelsmann Mogens Gyldenstjerne, wusste über einen möglichen Angriff seitens Christian II. Bescheid und schrieb dem König bereits Ende August mit Bitte um Unterstützung. Am 10. Oktober erhielt er die Antwort, in der es hieß, der König könne keine Landsknechte erübrigen und er solle allen Eifer aufbringen, um seine Burg zu verteidigen. Gyldenstjerne verblieben nur 20–30 Mann für eine Verteidigung der Burg. Der Großteil der Besatzung war in den Provinzen unterwegs, um die Steuern einzutreiben. Möglicherweise rechnete Gyldenstjerne nicht damit, dass Christian das Meer noch so spät im Jahr befahren würde und die Steuereintreibung hatte hohe Priorität. Einerseits musste Gyldenstjerne die Abgaben für den König eintreiben und andererseits hatte er hohe Ausgaben für die Verwaltung, Essen und Kleidung und um Löhne zu bezahlen. Auch der Proviant auf der Burg war knapp. Christian segelte indessen durch die Nordsee. Die Herbststürme trieben seine Flotte auseinander und einige Schiffe landeten in Schottland, andere in Jütland, Südnorwegen und an der Küste von Bohuslän. Mehrere Schiffe versanken und über 1000 Menschen ertranken, darunter befanden sich auch viele lose Frauenzimmer, die der Armee folgten. Christian II. kam schließlich mit vier Schiffen und rund 1.200 Mann in Oslo an. Dort wurden sie von den Bürgern, Mönchen und Priestern aufgenommen und belagerten die Burg. Ihm war die schwierige Lage der Gyldenstjernes nicht bewusst. Dieser schrieb weiterhin an den König. Im November 1531 drohte er alles in Brand zu stecken, sollte der König ihm keine Unterstützung zu kommen lassen. Gyldenstjerne und Christian II. nahmen ebenfalls Korrespondenz auf und vereinbarten eine Waffenruhe. Christian versuchte seinerseits, mit der übrigen Flotte in Kontakt zu kommen. Eine weitere Frist für eine Waffenruhe wurde gesetzt, nach Ablauf dieser sollte die Burg an Christian übergeben werden. Daraufhin postierte Christian II. eine Wachtruppe vor der Burg und fuhr nach Konghelle, einer Stadt in der Nähe der Festung Båhus. Hier traf er auf einen Teil seiner verlorenen Armee, die nun auf 4.500 Mann anwuchs. Als sie zurück in Oslo waren, kam es zu mehreren Angriffen, ohne dass sie die Burg dabei einnahmen. Doch Christians Heer erlitt große Verluste, vor allem durch Kälte, Hunger und Krankheiten, insbesondere Keuchhusten. Im Winter traf die lang ersehnte Verstärkung aus Dänemark ein. 40 Männer aus Krogen, dem heutigen Schloss Kronborg, brachten außerdem Nahrung und Munition. Da der Oslofjord zugefroren war, kamen sie über Land. Gyldenstjerne sagte die Waffenruhe auf. Er drohte abermals die Stadt in Brand zu stecken und forderte 1000 Mark von der Bevölkerung. Im Kloster Hovedøya nahm er viele Äbte und Mönche gefangen, da er nicht ohne Grund an ihrer Loyalität zweifelte. Christian II. zog sich zurück und kam im März 1532 wieder. Auch diesmal ging ein Großteil seiner Flotte aus den Niederlanden verloren. Er schlug sein Lager zwischen der Stadt und der Burg Akershus auf, aber seine Truppe war zu klein um etwas ausrichten zu können. Oslo, heute der Stadtteil Gamle Oslo, lag auf der anderen Seite der Bucht Bjørvika am Fuß des Ekebergs. Im selben Monat trafen auch drei Schiffe aus Dänemark und vier Schiffe aus der Hansestadt Lübeck zur Unterstützung Gyldenstjernes ein. Diese hatten unterwegs in der Nähe von Tønsberg schon fünf Schiffe von Christian II. besiegt. Der Oslofjord war zu dieser Jahreszeit immer noch gefroren und die Bevölkerung hielt nur eine kleine Fahrrinne offen. So schlich sich in einer Nacht ein Bote aus Burg zu den Schiffen und die Flotte sandte 37 Männer mit Schießpulver und Versorgungsgütern über den eisbedeckten Fjord. Weiterhin bekam Gyldenstjerne eine Trommel geliefert, um die er gebeten hatte. Als die Männer wohlbehalten in der Burg eintrafen, entzündete Gyldenstjerne das Feuer und feuerte drei Kanonenschüsse ab. Seine Flotte antwortete ebenfalls mit drei Salutschüssen. Am nächsten Morgen begann der Überfall auf Christians Lager. Die Flotte ging auf Hovedøya an Land. Sie setzten das Kloster in Brand, in dem ein Teil von Christians Gefolge hauste. Danach segelten sie nach Skagen und Lindesnes, mit dem Versprechen, an Ostern zurückzukehren, wenn das Eis im Fjord schmolz. Christian sandte seine Männer mehrere Male zu einem Sturmlauf gegen die Burg aus. Sie versuchten eine Bresche in die Mauern zu schlagen, aber die Burgmauern hielten stand. Am 7. Mai segelte die dänisch-hanseatische Flotte unter Führung des Rostocker Ratsherrn Thomas Kaske unter lauter Musik in den Osloer Hafen ein. An Bord befanden sich 6.000 Mann aus Dänemark, Lübeck, Rostock und Stralsund. Unter ihnen war auch Gyldenstjernes Bruder Knut, Bischof von Odense. Christians Truppen setzten daraufhin ihr eigenes Lager in Brand und zogen sich in die Stadt Oslo zurück. Am 9. Mai, Christi Himmelfahrt, begann der Kampf unter der Leitung des deutschen Schiffspedigers Reimar Kock. Am Abend fanden Scheinangriffe auf der Brücke über den Akerselv statt und von Schiffen und Booten nahm man die Stadt unter Beschuss. An den Landungsbrücken der Stadt verbrannte man die Schiffe. Letztendlich musste sich Christian II. geschlagen geben. Mit dem Versprechen um freies Geleit überführte man ihn nach Kopenhagen. Dort saß er 27 Jahre in Haft. Gyldenstierne der noch bis 1533 Hauptmann der Burg war, zählte wie seine Vorgänger eigene Waffen für Kampf in seinem Besitz. Diese und das verbrauchte Schießpulver verlangte er vom König erstattet.

#### Ausbau der Burg durch Peder Hansen Litle und Christen Munk
Von 1536 bis 1551 war der Lehnsherr Peder Hansen Litle (auch Basse genannt) Hauptmann der Burg. Er galt als strenger Steuereintreiber, der sich auch den Bodengrund von Bauern aneignete. Die notwendigen Reparaturen an der Burg waren bereits erledigt. Doch da Anfang des 16. Jahrhunderts die Waffentechnik weiter voranschritt, bot eine mittelalterliche Burg keinen ausreichenden Schutz mehr. Daher führte er umfassende Umbauten durch. Der Nordfløyen und Knutstårnet wurden wiederhergerichtet und die Wehrgänge bekamen eine hohe Priorität. Die zerstörten Wandpartien im ersten Obergeschoss des Westflügels wurden in Fachwerkbauweise aufgebaut. An der Stelle, an der das Haus Fåtebur stand, errichtete man ein Fachwerkgebäude. Der Jomfrutårn und Sydfløyen wurden jeweils um eine Etage aufgestockt. Im Sydfløyen richtete man eine Schreibstube ein. Vorburg und Vedhagen verband man durch eine Mauer. 1551 starb Hansen in der „grünen Kammer“ im Erdgeschoss des Sydfløyen. Der Lehnsherr und dänischer Adelsmann Christen Munk führte die Arbeiten als Hauptmann ab 1556 fort. Er ließ nördlich und östlich des Nordfløyen provisorische Verteidigungswerke mit Schanzenkörben und Geschützen anlegen. Solche Arbeiten führten gern Bauern aus, die zum Pflichtdienst einberufenen waren. Im Süden wurde der Wasserturm der Vorburg abgerissen und durch einen Kanonenturm ersetzt. Dieser erhielt später den Namen Munkstårnet. Zwischen ihm und dem Jomfrutårnet erneuerte man die Mauer und stattete sie mit Geschützen und Schießscharten aus. Die Schießscharten des Nordfløyen stammen vermutlich auch aus dieser Zeit. Des Weiteren wurden die Zugbrücke und das Tor im Jomfrutårnet zurückgebaut. Der Turm erhielt darüber hinaus noch einen Anbau in gleicher Höhe und Länge und diente fortan als inneres Torwächterhaus vor dem Schlosstor. Da der Hauptzugang zur Burg und Vorburg bisher durch den Jomfrutårnet verlief, benötigte man einen neuen Zugang. Dieser führte durch den Munkstårnet. Aber auch dieses Tor wurde bald verschlossen und ein neues Tor wurde direkt neben dem Turm in der Mauer geöffnet. Das hatte den Vorteil, dass man von der Stadt und Landseite aus nicht sehen konnte, ob das Tor nun geöffnet oder geschlossen war. Weiterhin richtete Munk die Schlosskirche im westlichen Teil des Sydfløyen ein. Um diese umfangreichen Umbauten voranzutreiben, trieb er Handel mit den Erzeugnissen Holz, Schnittholz, Lederwaren und Butter, die er in den Süden verkaufte. Er ließ auch einige Kirchen und Kapellen der Stadt abbrechen, um an Baumaterial zu kommen. Und auch die Steine des Hovedøya Klosters wurden in der Burg verbaut.

#### Belagerung während des Dreikronenkriegs

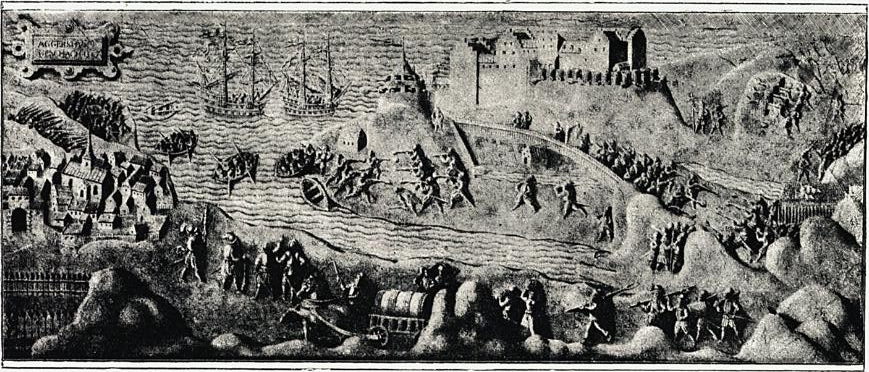
Darstellung der Schwedischen Belagerung der Burg Akershus von 1567 auf dem Sarg König Frederiks II. in der Domkirche zu Roskilde

Die politische Lage in Skandinavien war in den Jahren sehr unruhig und im Jahr 1563 begann der Dreikronenkrieg. In Schweden gab es mehrere Kriegsschauplätze und in Norwegen hielten die Schweden die ganze Provinz Trondheimlän (heute die Provinz Trøndelag) besetzt. Die Grenzfestung Båhus im Südosten wurde vielen Sturmläufen ausgesetzt und hielt dennoch stand. Fünf Jahre nach Beginn des Krieges kamen die Schweden nach Oslo. Als Christen Munk hörte, dass der Feind auf dem Weg nach Oslo war, befahl er den Bürgern die Stadt in Brand zu stecken. Wenige Häuser überstanden das Feuer. Nur Tage später, im Februar, traf die schwedische Armee ein und schlug ihr Lager westlich des Flusses Akerselv auf. Das Heer umfasste rund 200 Ritter. Jon Siggesson aus dem Jämtland war Heerführer des Königs Erik XIV. Er versuchte die Burg mehrere Male zu stürmen, doch es mangelte ihm an schweren Geschützen. Die Burg verteidigte sich vermutlich mit circa 50 Kanonen und 30 Handfeuerwaffen. Davon waren viele alt, gebraucht und leicht. Er gab die Belagerung auf und fuhr in die zuvor eroberte Stadt Harmar zurück. An seiner Stelle kam im März die Armee von Reichsrat Tönnis Olofsson nach Oslo, der ursprünglich die Festung Båhus einnehmen sollte. Seine Armee bestand aus drei Ritterabteilungen und zehn Infanterie Kompanien. Da auch sie die Burg nicht einnehmen konnten, kam Siggesson mit seiner Truppe zurück nach Oslo. Weitere drei Abteilungen unter Peder Nilsson Gyllenstråle verstärkten sie. Die Belagerung dauerte zwei Monate an, als am 17. Mai 1567 eine dänische Flotte von 26 Schiffen aus Helsingør eintraf. Die Armee bestand aus sechs Kompanien deutscher Landsknechte, die auf Hovedøya ihr Lager aufschlugen. Doch auch die Schweden erhielten erneut Verstärkung. Darunter befand sich auch eine Lieferung von sechs Kanonen schweren Kalibers. Am nächsten Tag ging die deutsch-dänische Flotte am Fuß des Ekebergs an Land. Gleichzeitig lief die Besatzung der Burg Sturm auf die Schanzen der schwedischen Belagerer vor den Burgmauern. Es kam zu mehreren Kämpfen und eine besonders schwere Schlacht tobte auf der Svenskesletta am Ekeberg, im heutigen Stadtteil Nordstranda. Die Schweden gewannen bei den Gefechten die Oberhand. Nach zwei Tagen versuchte die Besatzung der Burg einen erneuten Sturmlauf, doch die Burg erlitt erheblichen Schaden. Kurze Zeit später traf Erik Munk mit seiner Galeere und weiteren kleineren Schiffen aus Bergen ein. Die Besatzung der fünf Kompanien aus norwegischen Knechten und deutschen Kaufleuten der Tyskebryggen wurde unter mehreren Unruhen vom Lehnsherrn Erik Ottesen Rosenkrantz zusammengestellt. Sie beschossen die Belagerer vom Hafen aus, die nun einen Zwei-Frontenkrieg führten. Die Schlacht ging als großes Blutbad in die Geschichte Oslos ein. Die schwedischen Angreifer zogen sich zurück, brannten jedoch die verbliebene Stadt samt dem Oslo Hospital nieder. Nach Ende der Belagerung gewährte König Frederik II. den Bürgern Oslos zwölf Jahre Steuerfreiheit, weil er ihre Häuser vor dem Angriff niederbrennen ließ.

#### Anlage erster Verteidigungswerke durch Hans van Pæschen und Hans van Steenwinkel

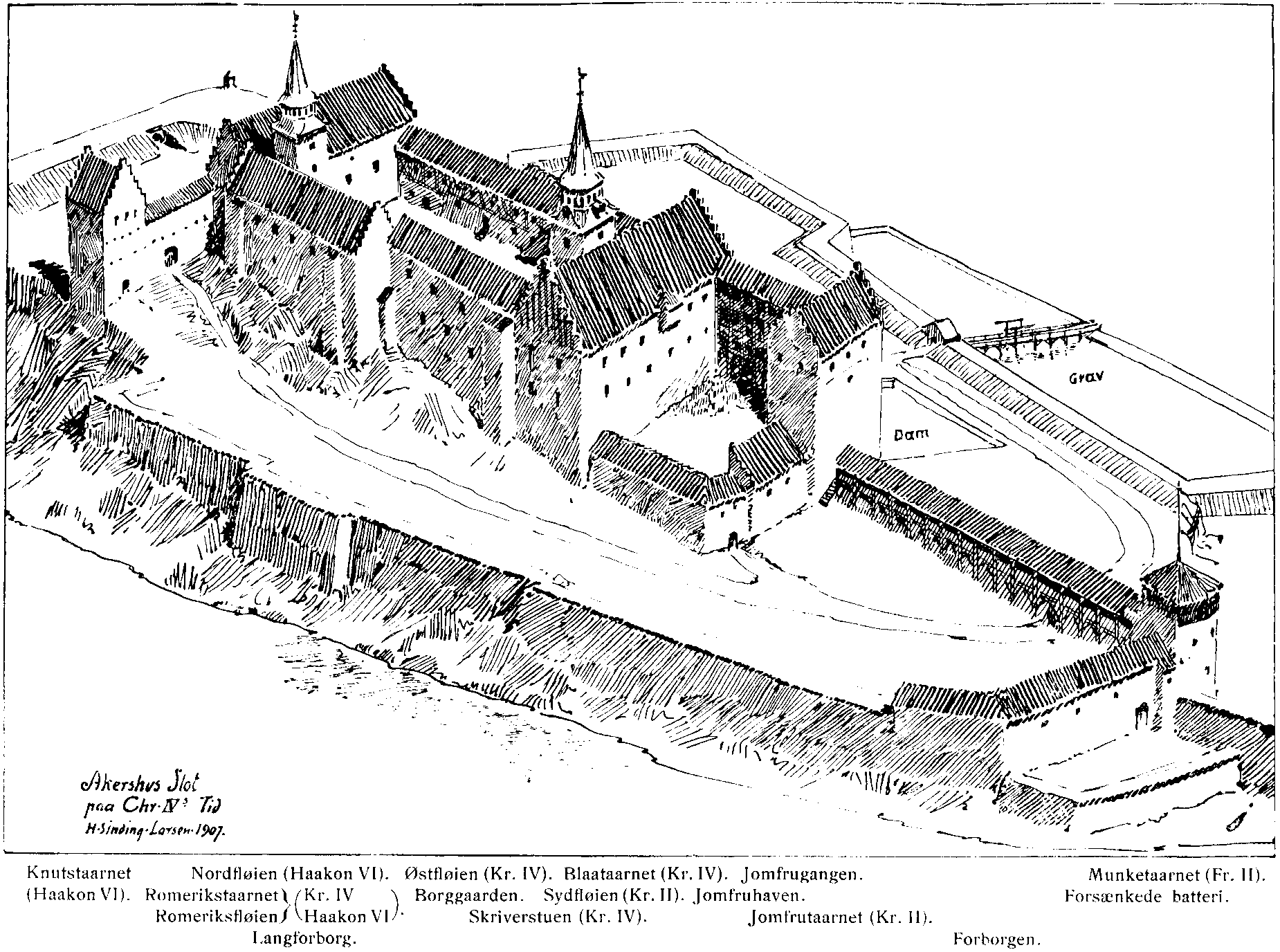
Akershus unter Christian IV. als Mørkegangen und Lønngangen noch vorhanden sind, der Hauptzugang wurde vom Jomfrutårnet schon auf die östliche Kurtine verlegt

Nachdem die schwedischen Truppen abgezogen waren, beauftragte König Frederik II. den flämischen Architekten Hans van Pæschen, um landseitig eine bessere Verteidigung anzulegen. Pæschen war zu dieser Zeit ein bekannter Befestigungsingenieur, der sich sowohl mit den neuen niederländischen als auch italienischen Bastionsanlagen der Renaissance auskannte. Zuvor hatte er ebenfalls für König Frederik II. das Schloss Kronenborg ausgebaut. Im Norden der Burg Akershus legte Pæschen ein geschlossenes Festungswerk an, die Dronningens- und Kongens batteri. Es bestand aus großen Erdwällen und war eine Weiterführung der unter Munk angelegten Schanzenkörbe. Unter der Kongens batteri wurde eine Kasematte ausgebildet, die im Süden Kanonentore besaß. Sie sollten die östliche Flanke der Burg schützen. In der Dronningens batteri entstand ein Munitionslager und ein weiterer Brunnen. Auf dem Hof zwischen den Wällen und dem Nordfløyen errichtete man das Arkelihus, das in Friedenszeiten zur Aufbewahrung der Geschütze diente. Der Nordfløyen erhielt ein neues Tor auf der Nordseite, dass nun die Burg mit dem neuen Verteidigungswerk verband. Das Außenwerk war schon zu Beginn der 1580er Jahre fertiggestellt.
Seit 1588 war Christian IV. König von Dänemark und Norwegen. Da sich das Gelände des neuen Außenwerks von van Pæschen als zu klein für eine effektive Verteidigung erwies, ließ Christian IV. 1592 seinen niederländischen Ingenieur Hans van Steenwinkel einen neuen Plan für ein Festungswerk entwerfen. Dieser hatte zuvor ebenfalls am Schloss Kronborg gearbeitet. Sein Vorschlag basierte auf dem italienischen Bastionssystem. Die ideelle Grundform dieses Typs bestand aus Polygonen, bevorzugt aus Vier- oder Fünfecken. Die nach außenlaufenden Ecken wurden als Bastionen ausgebildet und mit Geschützen bestückt. Innerhalb der Bastionen wurden Erdwälle angeschüttet, um die Mauern zu stützen, sollten feindliche Kanonenkugeln einschlagen. Zwischen den Bastionen befanden sich Kurtinen, lange, gerade bis schwach gebogene Mauern, die einen gegenseitigen Beschuss von den Bastionen verhindern sollten. Die Mauern waren hoch und steil. Vor ihnen legte man Gräben an, damit feindliche Truppen nicht an ihnen hochklettern konnten. Dieses System hatte sich schon etliche Jahre bewährt. Durch die örtlichen Gegebenheiten der Halbinsel Akersneset ließen sich die Polygone nicht als Idealformen anlegen. Sie waren schief, wodurch auch nur drei Bastionen und eine Halbbastion als Idealform ausgebildet werden konnten. Der vorhandene Store voll, wie der Erdwall der Dronningens- und Kongens batteri genannt wurde, diente in dem System als Kavalier. Van Steenwinkel fertigte ein bemaltes Holzmodell an, um den König von diesem Plan zu überzeugen. Im Jahr 1593 begannen daraufhin die Arbeiten auf der Nordseite. Sie wurden unter anderem von Fremdarbeitern und den Gefangenen der Burg ausgeführt. Christian IV. erließ eine neue Steuer, um die anfallenden Baukosten zu finanzieren.

### 17. Jahrhundert

#### Ausbau der Festung und Umbau zum Schloss

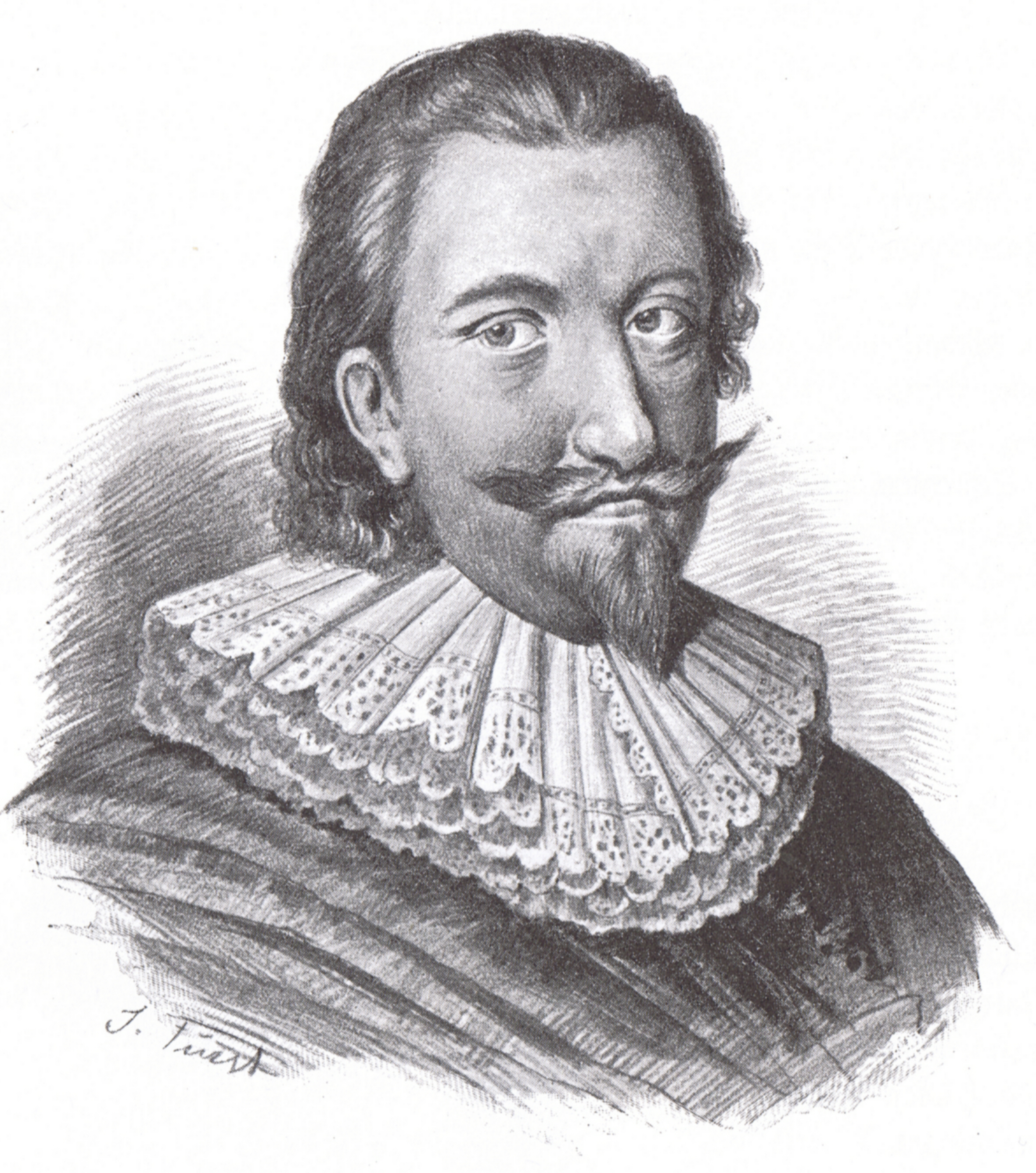
Christian IV.

Im Jahr 1601 starb Steenwinckel und die Arbeiten wurden von seinem Freund, dem niederländischen Baumeister Jan Jansen, bis 1630 fortgeführt. Christian IV. erließ 1604 einen Baustopp, da er mit einem Krieg durch die Schweden rechnete. Er trieb zwar weiterhin die Steuer für die Umbauarbeiten an Akershus ein, wollte aber kein Geld für langfristige Bauprojekte ausgeben. Daraufhin führte man über die nächsten Jahre nur notwendige Wallreparaturen aus. Im Jahr 1611 gab es erneut eine kurze Bauperiode. Doch im selben Jahr leitete die Kriegserklärung von Christian IV. an den schwedischen König Karl IX. den dreijährigen Kalmarkrieg ein.
Ab 1616 wurden die Arbeiten fortgeführt. Neue Mauern wurden gezogen und man legte die Dämme vor den Burgmauern an. Die Festungsanlage wurde jedoch nicht wie geplant umgesetzt. Ein Orillon an der rechten Flanke der Kronprinsen bastion wurde zwar fertiggestellt, blieb allerdings ohne Funktion, da mit Ausnahme der Bastion Skapenord keine Kasematten in den Bastionen angelegt wurden. Auch an der linken Flanke der Kronprinsen bastion wurden Reste eines nicht zu Ende gebauten Orillons entdeckt. Im Zuge der Arbeiten an den Verteidigungswerken wurde die Burg zu einem Schloss im Renaissancestil ausgebaut. Mehrere Teile der Burg wurden abgetragen und wiedererrichtet, unter anderem Romeriksfløyen und Skriversturfløyen. Inwendig fanden ebenfalls umfassende Restaurierungen statt und Christian IV. richtete sich das Schloss als Residenz her. Im obersten Geschoss des Sydfløyen fanden die königlichen Gemächer platz. Dort wurden die Säle Kongens sal (deutsch: Königssaal) und Dronningens sal (deutsch: Königinnensaal) eingerichtet. Die Räume erhielten goldene Ledertapeten, Marmorkamine und zeitgemäße Möbel. Die Wohnung des Statthalters Hannibal Sehested stattete man mit dem Forglyte sal (deutsch: vergoldeter Saal) und Frøkenes vinterstue (deutsch: Fräuleins Winterstube) aus. Frøken war Sehesteds Gemahlin Christiane. Sie war die Tochter des Königs mit seiner Frau Kristen Munk. Weiterhin entstanden die Türme Blåtårnet und Romerikstårnet. Rechnungen belegen, dass auch Frauen und Firmenarbeiter an den Bauarbeiten beteiligt waren.

#### Christiania

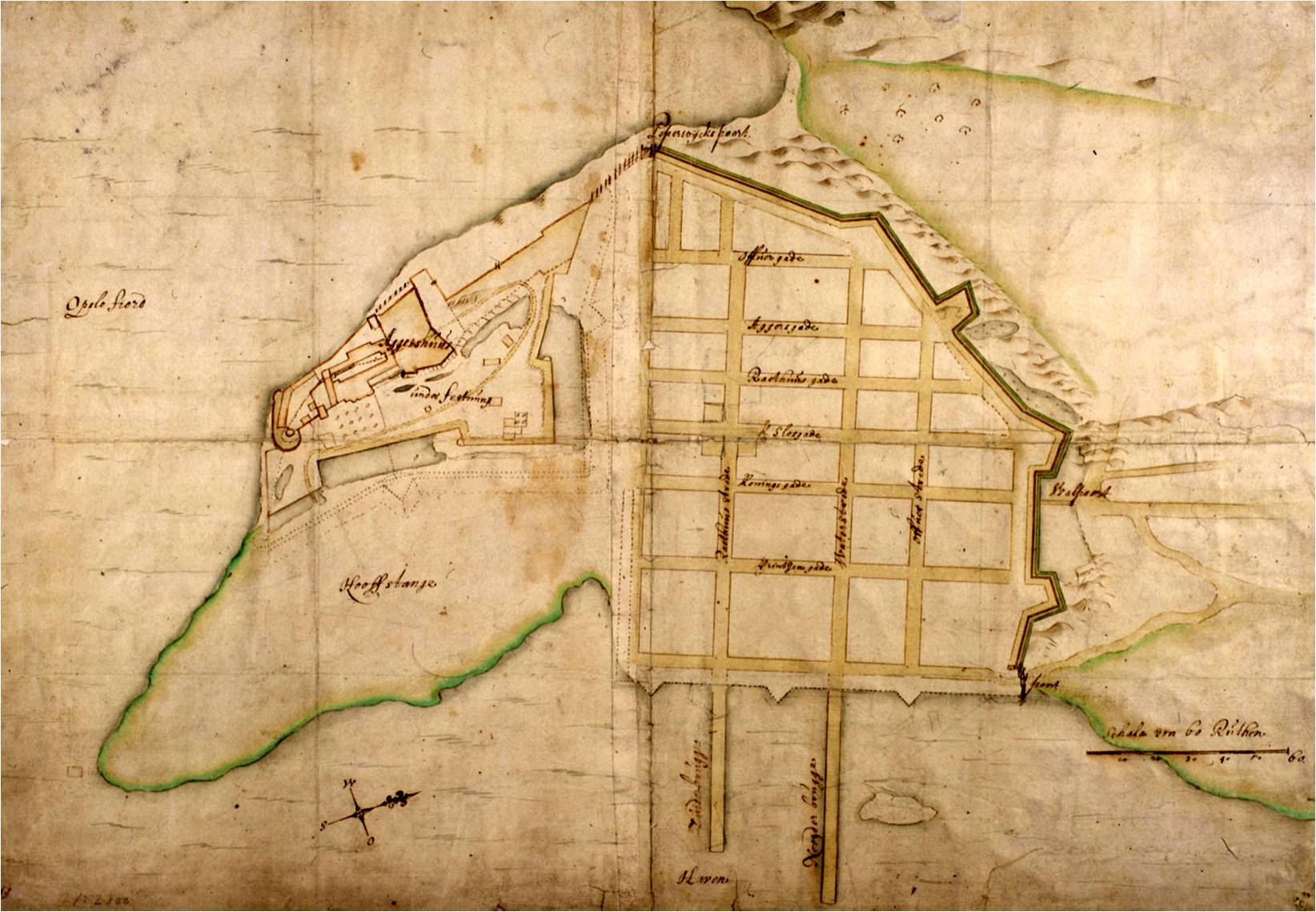
Karte von Oslo um 1648, Festung Akershus und mit der angrenzenden Stadt Christiania

Nach einem weiteren Brand in der Stadt Oslo befahl Christian IV. im Jahr 1624, die Stadt umzusiedeln. Er ließ die neue Stadt, die den Namen Christiania erhielt, nördlich der Festung errichten. Als Stadtgrundriss wählte er ein rechtwinkliges Parzellensystem, das seinerzeit dem Idealbild einer Stadt entsprach. Die 24 Alen, rund 15 Meter, breiten Straßen sollten der Ausbreitung von Bränden vorbeugen. Heute ist dieser Stadtteil von Oslo als Kvadraturen bekannt. Die Umsiedelung hatte einen militärischen Hintergrund. Nahe der Festung konnte die Stadt besser verteidigt werden und diente dem Feind nicht mehr als Unterschlupf. Im folgenden Jahr erging ein Baustopp an der Festung Akershus zugunsten der neuen Befestigungswälle um die Stadt Christiania. Nur einfache Arbeiten wurden noch an der Festung ausgeführt. Darunter fiel beispielsweise die Sicherung der Wälle gegen Erdrutsche, der Bau einfacher Gebäude und Errichtung verschiedener Mauerabschnitte. Binnen weniger Jahre umschlossen Christiania zusammenhängende Erdwälle, die landseitig mit drei Halbbastionen verstärkt waren.

#### Fertigstellung der inneren Festung
Mit Fertigstellung der Prins Carl Bastion zwischen 1644 und 1646 ist die innere Festung nahe zu abgeschlossen. Die verantwortlichen Mauermeister Morten Pfundt und Fredrik Møller warteten jedoch etliche Jahre auf Auszahlung ihres Lohns und schrieben mehrere Bittschriften. Durch den Torstenssonkrieg, der von 1643 bis 1646 andauerte, wurde die Festung vollständig ausgerüstet. Im Jahr 1646 kam König Christian IV. zum letzten Mal nach Akershus, um die Arbeiten zu inspizieren. Durch fünf Schüsse aus einer Dreiviertelkartaune ließ er die Qualität der Mauern der Festung überprüfen. Zwei Jahre später starb er.
Christians Nachfolger war König Frederik III. Bei einem Fest zu seinen Ehren feuerte die Festung Akershus zusammen mit der Flotte und der Stadt Christiania einen Salut von über 800 Schuss ab. Unter ihm fanden seit 1661 Ständeversammlungen im Schloss statt. Isaac van Geelkerck wurde sein neuer Festungsingenieur. Im Jahr 1648 baute man eine Unterführung durch den Store voll, um einen Durchgang zum Nordtor zu ermöglichen. Das Festungstor erhielt seinen endgültigen Platz in der östlichen Kurtinenmauer, als Verbindung zur Hovedtangen. Hovedtangen bezeichnet den äußeren Festungsbereich auf der Halbinsel. Im Jahr 1657 begann man mit den Arbeiten am Hornwerk und die Bastion Skarpenort erhielt einen Pulverturm mit Tordurchfahrt. Von diesem zog man nun eine Mauer bis an die Kongens batteri und unterteilte damit den inneren Festungsbereich ein weiteres Mal. Im selben Jahr übernahm der Niederländer Willem Coucheron die Aufgabe des Festungsingenieurs und schloss die Arbeiten an der inneren Festung ab. Er verschloss das Tor neben Munkstårnet und verlängerte die Flankenmauern der Prins Carls bastion bis an den Turm und erhöhte sie. Vor dem Turm ließ er einen Erdwall anschütten und die Mauer zwischen der Bastion und dem Stallgården erhielt einen Durchgang.

#### Erste Verteidigungswerke auf Hovedtangen
Auch auf der Hovedtangen schritten die Arbeiten voran. Im Jahr 1675 berichtete der Statthalter Ulrik Frederik Gyldenløve, dass die Myntens bastion fertiggestellt sei. Sie befand sich an der Stelle, an der heute der Platz Bankplassen liegt. Damit verschob sich die Verteidigungslinie nordwärts in Richtung Stadt. Die königliche Münze, die auf einer Anhöhe lag, war nun von der neuen Bastion umschlossen. Der Nordische Krieg trieb die Bauarbeiten voran, auch wenn dieser Krieg nicht nach Oslo vordrang. Die Festung Akershus war die Hauptfestung aller Grenzfestungen des Østlandet und die Zeiten blieben unruhig. Christian V., seit 1670 König, veranlasste die Ausarbeitung eines neuen Plans für die Festungswerke auf der Hovedtangen. Daraufhin legte man weitere Wälle an und eine Mauer, die vom Hornwerk bis zur Myntens bastion reichte. Das Hornwerk stattet man mit Kasematten aus. Zwischen Myntens bastion und der Stadt wurde ein Vollgraben ausgehoben, vor welchem ein Glacis geschaffen wurde. Die Arbeiten kamen schnell voran, da im Jahr 1668 ein Feuer mehrere Stadtviertel vernichtete. Dort errichtete man die Erdwälle, die mit Steinen bedeckt wurden. Auf dem Scheitelpunkt baute man Mauern aus Grausteinen. Gegen Ende des 17. Jahrhunderts wurde den store voll zur dobbelte batteri ausgebaut. Sie erhielt Geschütze in zwei verschiedenen Höhen, die einen innerhalb der neuen Kasematte und die anderen auf dem Dach. Im Jahr 1699 erhielt der Glacis eine Verstärkung aus Palisaden.

### 18. Jahrhundert

#### Belagerung durch KarlXII.
Siehe Hauptartikel: Norwegenfeldzug (1716)

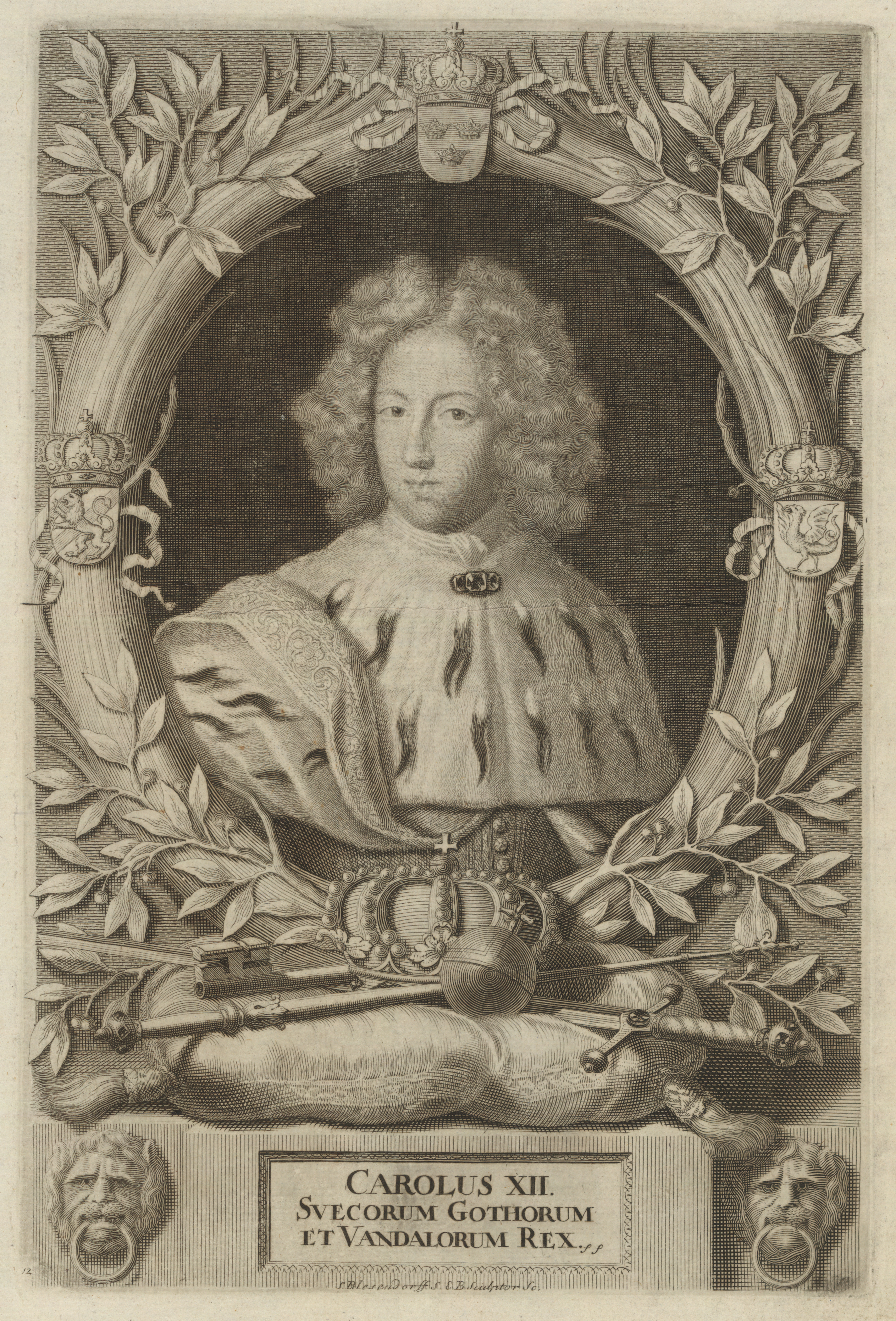
Karl XII., schwedischer König

Am 8. Mai 1716 ging der schwedische König Karl XII. bei Høland über die norwegische Grenze. Er kam mit einer Armee von 10.000 Mann über den gefrorenen Bunnefjord nach Christiania. Die zuständige Regierungskommission, das Slottsloven på Akershus, war völlig überrascht von diesem Angriff. Als man aus der Festung das Heer beschoss, suchten die Schweden Deckung hinter den vorgelagerten Inseln im Oslofjord. Von der Insel Nakkholmen setzten sie nach Bygdøy über und gelangten von dort aus leicht in die Stadt. Christianias Wälle waren bereits verfallen und boten keinen ausreichenden Schutz mehr. Auch in der Stadt stießen sie auf keinen großen Widerstand. General Lützow, der in Lier an der schwedischen Grenze seine Stellung verteidigte, unterstellte einen Teil seiner Mannschaft dem Kommandanten von Akershus. Oberst Jørgen Christopher von Klenows Armee besaß nun eine Stärke von über 3.000 Mann, für die es in der Festung eng wurde. Die Wohnung des Kommandanten und das Offiziersquartier wurde kurzerhand zu Soldatenunterkünften umfunktioniert. Vom Vizestatthalterhof Ladegårdsøen brachte man 20 Ochsen zur Verpflegung herbei. Als Karl XII. in der Stadt eintraf, bereitete er sich schnell auf einen Sturmlauf gegen die Festung vor. Er ließ Sturmleitern und Bündel aus langen Zweigen herstellen, die über die Gräben gelegt werden sollten. Doch als ihm bewusst wurde, dass die Festung bereits Verstärkung erhalten hatte, stellte er die Angriffe ein und belagerte stattdessen die Stadt. Sie verschanzten sich am Fluss Akerselva und warteten auf Verstärkung aus Göteborg. An mehreren Stellen der Stadt stellten sie leichte Batterien auf, unter anderem an der Vår Frelsers kirke, Christianias Domkirche. Von der Festung beschoss man die Angreifer, sobald sie sich zeigten und es lagen tote Menschen und Pferde in den Straßen. Die Bewohner Christianias waren angehalten mit weißen Fahnen zu winken, wenn sie die Straßen überquerten. Aber auch sie wurden bei den Gefechten getötet. Um in Deckung zu bleiben, gruben die Schweden sich von Haus zu Haus. Währenddessen fanden in Lier weitere Kämpfe statt. Das Bataillon Det smålenske regiment aus dem norwegischen Fredrikstad übermannte schwedische Truppen in Moss. Dort nahmen sie 200 Gefangene und brachten einen Teil der Ausrüstung zurück zu ihrem Stützpunkt. Da Moss aber ein Teil der Versorgungslinie der Schweden nach Akershus war, wurde die Stadt noch stärker bemannt. Ende März kam Verstärkung aus Dänemark und Bergen. Karls Belagerung richtete an der Festung Akershus kaum Schäden an. Die meisten Geschosse hatten nur eine geringe Reichweite und erreichten die Festung nicht. In der Stadt finden sich allerdings heute noch Spuren der Belagerung. In der Wand des Posthusets gård steckt eine der Kanonenkugeln fest. Eine Andere befand sich in der Wand des Restaurants Gulfiskens gård, bis das Haus 1990 niederbrannte. Die Kugel überstand den Brand. Mitte April kam der Vizeadmiral Christian Carl Gabel aus Dänemark mit einer Flotte von sieben Linienschiffen, sechs Fregatten und weiteren kleineren Schiffen nach Norwegen. Ihr erstes Angriffsziel war Moss. Nach zwei harten Kämpfen ergaben sich die Schweden und über 500 Mann gerieten in Gefangenschaft. Währenddessen unterbrach Gabels Flotte die schwedische Versorgungslinie nach Christiania. Somit war auch die Belagerung der Stadt nicht mehr möglich und Karl XII. trat am 29. April den Rückzug an.

#### Ausbau der Festung auf Hovedtangen

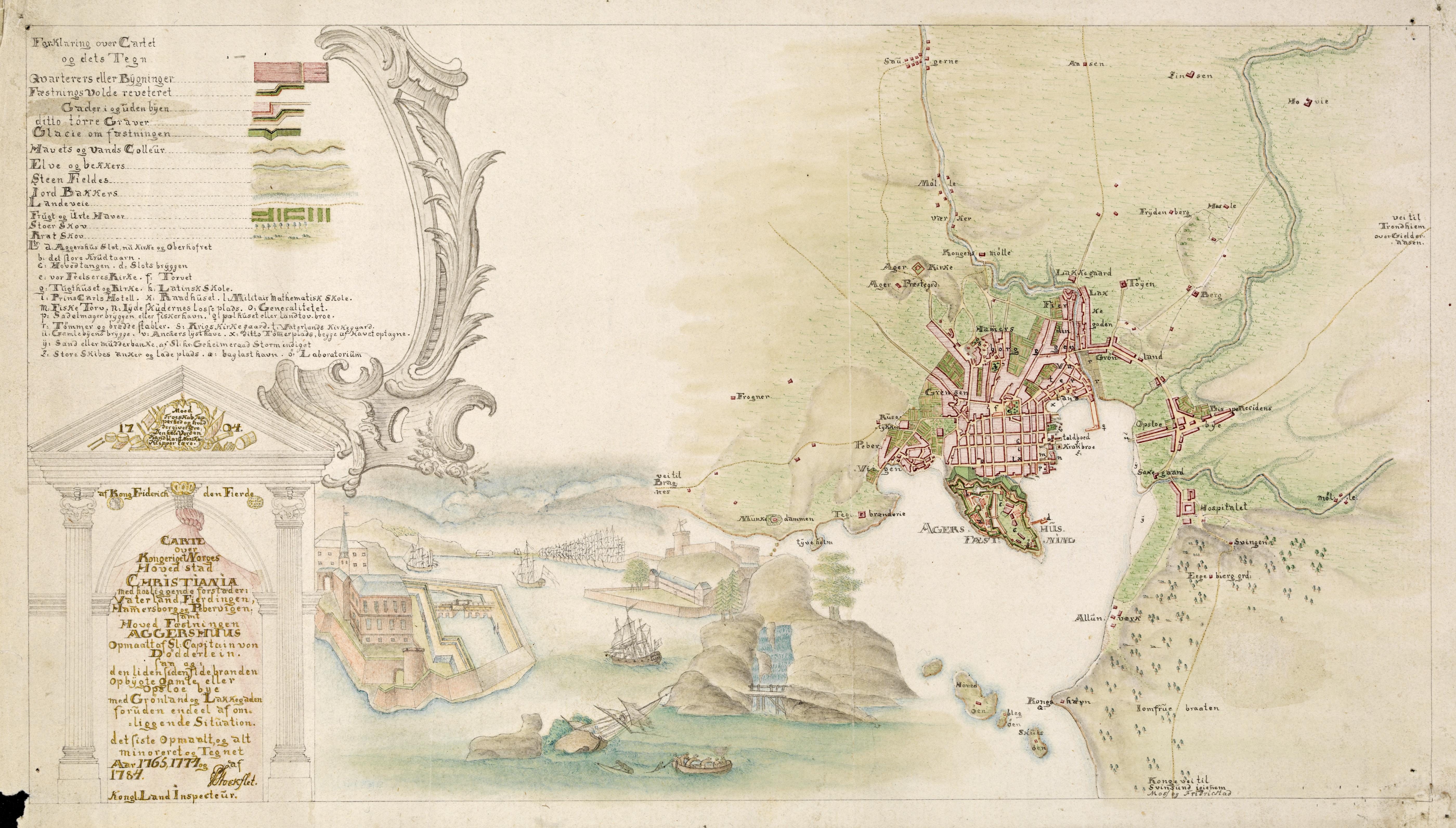
Festung Akershus und Christiania um 1748

Um 1725 wurden der Graben und das Glacis zwischen Stadt und Bjørvika verlängert. Er war teilweise mit Wasser befüllt und teilweise als Trockengraben ausgeführt. Auf der Mauerseite des Grabens, die der Festung gegenüberlag – der Kontreeskarpemauer, lag ein gedeckter Weg. Er diente als Kommunikationsgang und Ausfalllinie, von dem man auch mit leichten Geschützen schießen konnte. Ihm war ein zwei Meter hoher Erdwall vorgelagert, der vor feindlichem Feuer schützen sollte. Von dem Wall ging das Terrain in ein ebenmäßig, leicht abfallendes Gelände, das Glacis, über. Die provisorischen Erdwälle der Hovedtangen wurden mit der Zeit durch eine zusammenhängende mit Bastionen besetzte Mauer ersetzt. Diese verlief ausgehend von der Prins Carls bastion entlang der Küstenlinie an der Bucht Bjørvika und zurück zur Kronprinsens bastion. Seitdem war Hovedtangen auch unter dem Namen Nedrevolls festning (deutsch: Untere Wallfestung) bekannt. Die Mauer hatte mehrere Tore. Das größte und wichtigste Tor war Hovedtangensporten, durch welches man von der Stadt in die Festung kam. Alle anderen Tore hatten die Funktion eines Ausfalltores. 1750 wurde das letzte Verteidigungswerk an der oberen Festung ausgeführt, den nye Tenalje. Somit hatte die Festung Akershus ihre größte Ausdehnung erreicht.

#### Verfall und Sanierung des Schlosses
Trotz des stetigen Ausbaus im unteren Festungsbereich verfiel das Schloss zusehends. Es wurden kaum Instandhaltungsmaßnahmen durchgeführt und die Nutzung als Kornlager und Militärdepot hinterließ deutliche Spuren. In den 1730er Jahren war das Schloss so sehr geschädigt, dass ein Teilabriss diskutiert wurde. Doch der Generalquartiermeister Michael von Sundt setzte sich für den Erhalt des Schlosses ein. Er schlug vor, das Schloss größtenteils instand zusetzen, zu restaurieren und zu bewahren. Ab 1738 starteten die Sanierungsarbeiten. Der Treppengiebel am Nordfløyen wurde saniert. Nachdem die Schlosskirche 1742 zwischenzeitlich, als Garnisonskirche im Romeriksfløyen untergebracht wurde, baute man den Treppengiebel am Sydfløyen zurück und ersetzte ihn durch ein Walmdach. In der Schlosskirche, im Erdgeschoss des Sydfløyen, wurden Teile der Wände ersetzt. Die Kirche sowie die darüberliegenden Etagen wurden restauriert und im ersten Obergeschoss richtete man das Oberhofgericht ein. Der Keller unter der Kirche erhielt ein Tonnengewölbe. Das Fruerstuehuset wurde, wie auch das Galeriegebäude zwischen Sydfløyen und Jomfrutårnet, abgerissen. Um 1750 wurde der obere Teil des Jomfrutårnet zurückgebaut. Zur gleichen Zeit riss man große Teile des Knutstårnet samt dem oberen Teil der Knuts kurtine ab. Alle Gebäude des Stallgårdens entfernte man zugunsten neuer Erdwälle entlang der Mauern. Im Jahr 1775 erlitt das Dach des Blåtårnet einen Sturmschaden, bei dem ein Großteil der Verkleidung fortgerissen wurde. Auch hier wurde über einen Abriss debattiert. Einige Jahre später verlor der Romerikstårnet sein Dach durch ein Missgeschick. Man ersetzte es durch ein kleineres und einfacheres.
Lange Zeit diente Akershus als Gefängnis, so auch 1726 bis 1734 für den des in Barmstedt begangenen Mordes an seinem Bruder Christian Detlev zu Rantzau bezichtigten Wilhelm Adolf zu Rantzau.

### 19. und 20. Jahrhundert

#### Die Napoleonischen Kriege und ihre Auswirkungen
In den Napoleonischen Kriegen versuchte Dänemark-Norwegen zunächst seine Neutralität zu bewahren. Als jedoch der geisteskranke dänisch-norwegische König Christian VII. starb, erklärte Dänemark Schweden den Krieg. Dänemark-Norwegen wollte die im Torstenssonkrieg verlorenen Gebiete Norwegens zurückerobern, verlor diesen Krieg aber. Daraufhin wurden die Dänen, mit unterzeichnen des Kieler-Friedensvertrags, gezwungen, die Union mit Norwegen aufzuheben und das Gebiet an Schweden abzutreten. Die ehemaligen norwegischen Gebiete Grönland, Island und Färöer blieben unter dänischer Vorherrschaft. Norwegen erkannte jedoch die Bedingungen des Friedensvertrags nicht an. Am 27. Februar proklamierte das Land seine Unabhängigkeit, verabschiedete eine neue Verfassung und rief am 17. Mai 1814 Christian VIII. als König aus. Schweden erklärte Norwegen nun den Krieg. Dieser wurde am 14. August mit dem Waffenstillstand von Moss beendet. Norwegen ging mit Schweden eine Union ein und durfte seine Verfassung behalten. Der norwegische König musste jedoch abdanken, seine Krone fiel an Karl XIII.
Die Union mit Schweden bedeutete ein Ende der Grenzkonflikte und die Festung Akershus wurde stillgelegt. Die königlichen Resolutionen von 1815 und 1817 sahen die Schleifung der unteren Wallfestung vor. Bereits 1820 war die Myntens bastion und das Hovedtangenporten abgerissen. In den folgenden Jahren verfielen die Festungswerke und das Gebiet wurde für die Bebauung durch die Stadt freigemacht. Gegen den weiteren Verfall und einen möglichen Abriss mobilisierte sich in Norwegen zunehmend Widerstand. Der norwegische Maler und Autor Christian Krohg dokumentierte dazu in seinen Werken den schlechten Zustand der Festung. Infolgedessen entschied man sich für eine weitere militärische Nutzung der Anlage, sowie auch zur Nutzung als Gefängnis und beschloss einen umfangreichen Ausbau und die Restaurierung der Festung Akerhus. Die in Norwegen eingewanderten deutschen Architekten Wilhelm von Hanno und Heinrich Ernst Schirmer wurden dazu beauftragt, Pläne für die Rekonstruktion und dem Ausbau (einschließlich der Planung neuer zusätzlicher Gebäude) zu entwerfen und die umfangreichen Baumaßnahmen (1858–1870) durchzuführen. Dabei wurden unter anderem das Artillerie-Magazin, Gefängnisbauten und die Gefängniskirche Akerhus, Erweiterungsbauten an der Nord-Süd Achse der Festung, Reithalle, Kommandantenhaus, Lagerhalle und vieles mehr gebaut, sowie der Kontraskjæret-Park angelegt.
Um die Jahrhundertwende gab es einen weiteren neuen Anlauf zu einer umfangreichen Sanierung und zum Ausbau der Festung, nachdem der norwegische Architekt Peter Andreas Blix, basierend auf historischen Studien von Professor Gustav Storm seine Entwürfe dazu in der Öffentlichkeit präsentierte. Zu den wissenschaftlichen Diskussionen über die weitere Zukunft der Festung, legte der Kunsthistoriker und spätere Reichs-Antiquar (Riksantikvar) Norwegens Harry Fett, ebenfalls weitere Untersuchungen und Studien vor. Diese beinhaltenden den gesamten Erhalt der Anlage in einem denkmalpflegerischen Gesamtkonzept, was sowohl die mittelalterlichen Gebäudeteile, wie auch die neuzeitlichen Erweiterungen mit einschloss. 1896 fasste das norwegische Parlament einen Beschluss für den weiteren Ausbau und zur Restaurierung der Festung und gab Blix den Zuschlag. Dabei wurden auch umfangreiche Schäden an der Bausubstanz beseitigt und die Fassaden, Keller, Böden, Decken sowie Dächer saniert. Bei den Bau- und Restaurierungsarbeiten wirkten im Anschluss, der Architekt Holger Sinding-Larsen von 1905 bis 1925 mit. Ab 1929 übernahmen die Architekten Arnstein Arneberg und Johan Adolf Gerhard Fischer die Bauleitung zur Restaurierung. Die umfangreichen Bau- und Sanierungsmaßnahmen wurden bis zum vorläufigen Abschluss um 1960 durchgeführt, mit einer kurzen Unterbrechung in den Kriegsjahren von 1940 bis 1945. Ab 1960 übernahm die professionelle Verantwortung über die Anlage als Kurator, der Riksantikvar Stephan Tschudi-Madsen. Die letzte Sanierung der Festungsanlage fand 2010 statt.

#### Zweiter Weltkrieg

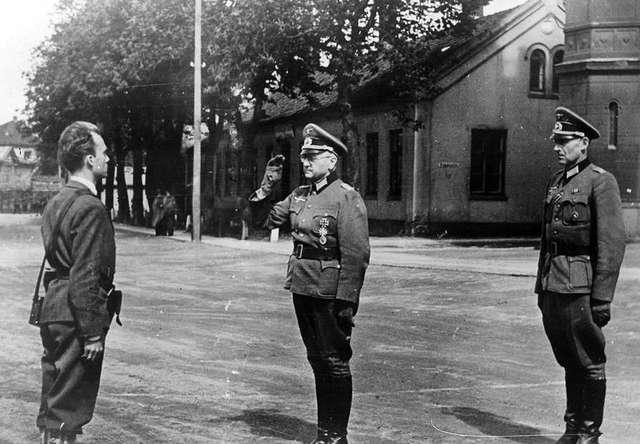
Übergabe der Festung Akershus von der deutschen Besatzung an Terje Rollem von der norwegischen Widerstandsbewegung.

Während des Zweiten Weltkrieges erhielt der norwegische Faschistenführer Vidkun Quisling am 1. Februar 1942 in der Festung Akershus von der deutschen Besatzungsmacht den Titel „Staatspräsident“.
Zwischen 1940 und 1945 diente die Festung auch als Gefängnis für politische Häftlinge. Über 40 Personen wurden während der deutschen Besatzung Norwegens in der Hinrichtungsstätte des Gefängnisses erschossen, darunter u. a. der Matrose Walter Gröger.
Nach Ende des Krieges wurde Quisling verhaftet und selbst zum Tod verurteilt, seine Hinrichtung durch ein Erschießungskommando erfolgte am 24. Oktober 1945 ebenfalls in der Festung. Auch seine Parteigänger Albert Viljam Hagelin und Ragnar Skancke wurden in der Festung hingerichtet. Gleichfalls wurden hier auch Todesurteile gegen verurteilte deutsche Kriegsverbrecher vollstreckt, u. a. wurde der deutsche Gestapo-Chef von Oslo Siegfried Fehmer am 16. März 1948 von einem Erschießungskommando in der Festung füsiliert.

#### Nachkriegszeit
Nach dem Zweiten Weltkrieg wurde das Schloss für Staatsfeste genutzt, so für den 75. Geburtstag König Håkons VII. im Jahre 1947. Die vor dem Krieg begonnene denkmalpflegerische Restaurierung wurde nach dem Krieg fortgesetzt und 1962 abgeschlossen. Die Nordhalle wurde 1975 fertiggestellt und erhielt den Namen Olavshalle nach König Olav V. 1978 wurde der Friedensnobelpreis an den israelischen Ministerpräsidenten Menachem Begin verliehen. Gegen diese Entscheidung gab es so heftige Proteste, dass die Übergabezeremonie in der Festung Akershus stattfinden musste.

## Die Anlage

### Allgemein

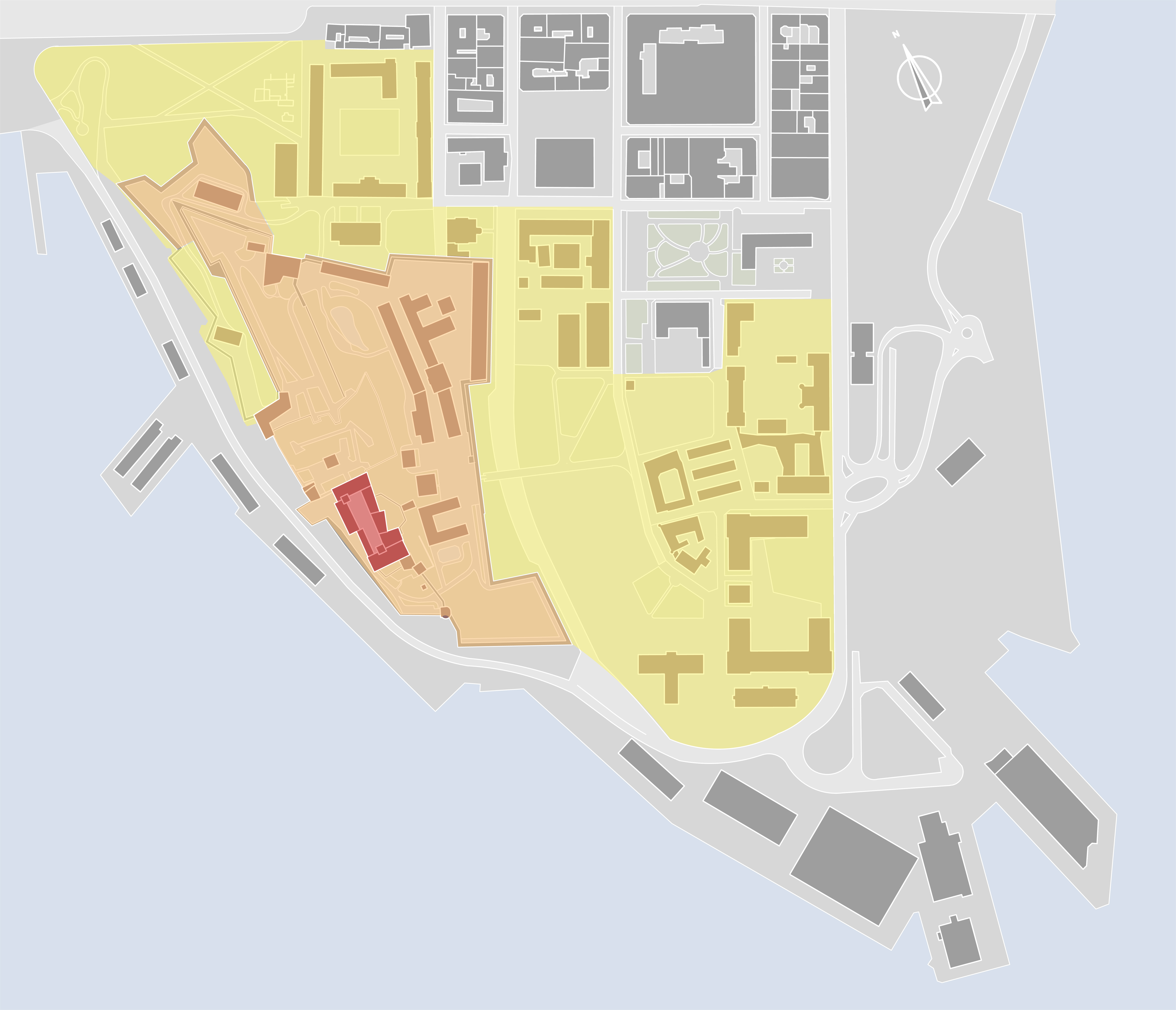
Rot: Schloss, orange: Innere Bastionsfestung, gelb: Außenwerke

Die Festung Akershus teilt sich in drei Bereiche auf: das Schloss, die innere Bastionsfestung und in das äußere Festungsgebiet.
Das Schloss umfasst alle Gebäude um den Burghof, sowie die Bereiche Romeriksbastion mit Vedhagen und Stallgården mit Jomfrugården. Es grenzt im Süden an Munkstårnet und im Norden an Knutstårnet und schließt die ausgegrabenen mittelalterlichen Ringmauern im Norden und Osten mit ein. Als 1527 im Nordfløyen ein Blitz einschlug, brannten viele der Häuser aus. So errichtete man die mittelalterliche Burg nun als Renaissanceschloss. Im 20. Jahrhundert führte der Architekt Holger Sinding-Larsen eine umfassende archäologische Untersuchung durch und restaurierte die Anlage. Später führte der Architekt Arnstein Arneberg die Restaurierungsarbeiten fort. Dabei wurde eine Synthese zwischen der Rekonstruktion nach historischen Quellen und moderner Interpretation geschaffen, keine historisch korrekte Wiedergabe der Burg des Mittelalters oder der Renaissance. Das Hauptthema der Restaurierung war die Zeit der Renaissance.
Die Bastionsfestung wurde Ende des 16. Jahrhunderts errichtet, um das Schloss vor den aufstrebenden Feuerwaffen zu beschützen. Dieser Bereich befindet sich zwischen der Akershusstranda, Skarpenord, Myntgata und der heutigen Kongensgata. Vor der Fortführung der Kongensgata erstreckte sich entlang der Ostkurtine einer der beiden Wassergräben. Der Zweite befand sich nördlich der Bastionsfestung und südlich des Myntgatakvarteret.
Die Erdwälle der äußeren Festungsanlage erstreckten sich im Norden und Osten der Halbinsel Akersneset und reichten bis an die Bucht Bjørvika. Sie sind heute zum großen Teil verschwunden. Nur ein Teil der Gyldenløve Bastion vor dem Hovedarsenalet ist noch vorhanden. Der Kontraskjæret nördlich der Bastionsfestung wurde als Stadtpark wiederhergestellt. Bei seiner Restaurierung riss man das Restaurant Skansen ab, welches seinerseits eine Ikone der norwegischen Moderne war. Auch die Reiterbahn mitten auf dem Platz wurde abgerissen. Der Straßenname Glacisgata erinnert an diese Bauwerke. Heute wächst die Festung allmählich mit der Stadt zusammen, dennoch wird der Bereich weiterhin hauptsächlich militärisch genutzt.

### Das Schloss

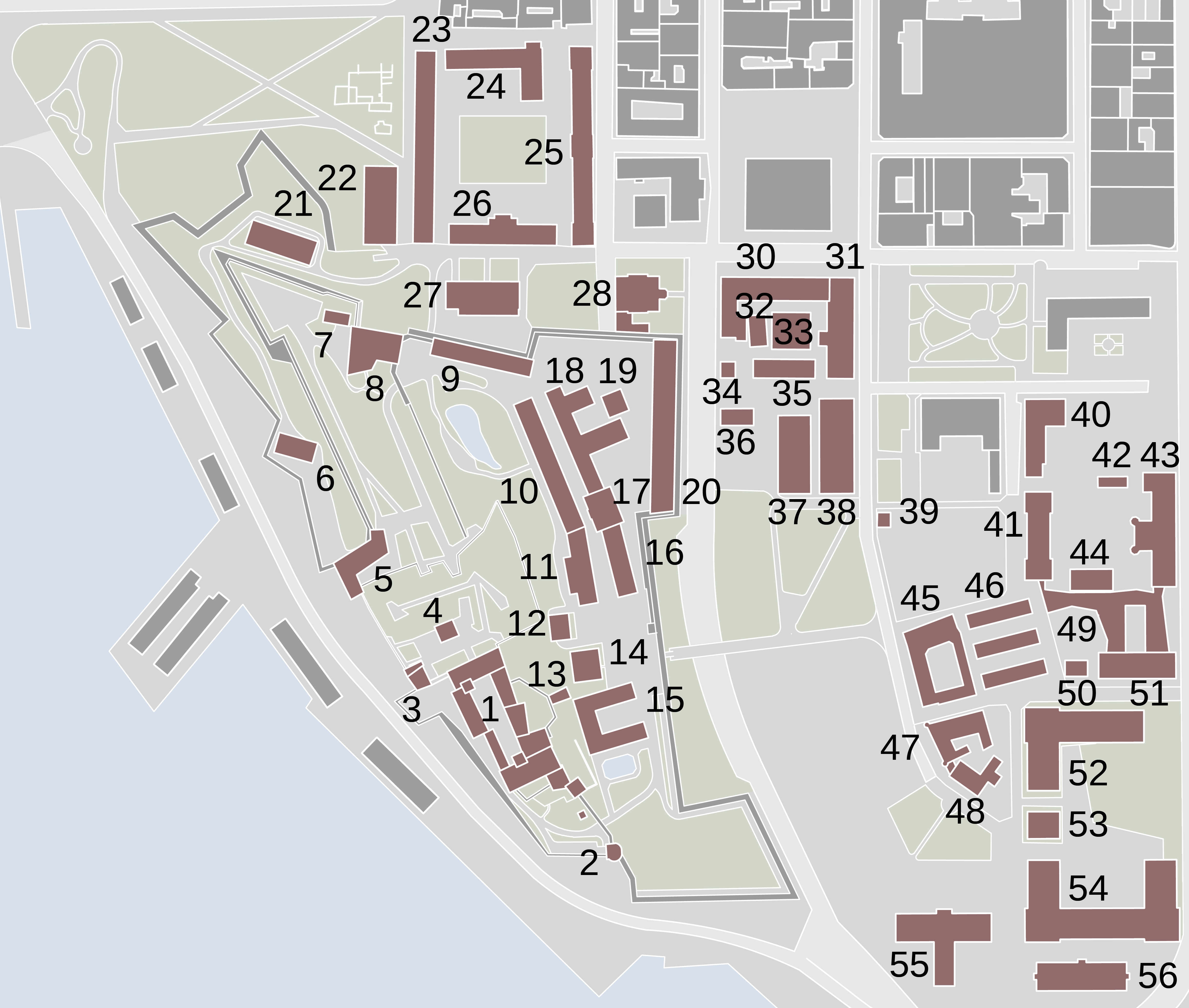
Übersichtskarte über die Gebäude der Festung
1 Schloss, 2 Munks tårnet, 3 Knuts tårnet, 4 Corps de Garde, 5 Hjemmefrontmuseet, Det dobbelte batteri, 6 Laboratiorikjøkkenet, 7 Blykjelleren, 8 Skarpenorts, 9 Det lange røde hus, 10 Store Provianthus, 11 Bakeriet, 12 Fengselsdirektørboligen, 13 Den store pille, 14 Hovedvakten, 15 Barakker, 16 Kornmagasinet, 17 Fengselskirken, 18 Den lille Provianthus, 19 Kronprinsens krutttårnet, 20 Halmlageret, 21 Høymagasinet, 22 Ridehuset på Kontraskjæret, 23 Kavalleristallen, 24 Ingeniørstallen, 25 Artilleriestallen, 26 Kavallerikasernen, 27 Offisersstallen 28 Oslo militære samfund 30 Forsvarsdepartmentet, 31 Armeens depot, 32 Intendanturverkstedet, 33 Konferansehuset, 34 Forbrenningsovnhuset, 35 Artillerigården, 36 daghuset, 37 Det nye Ridehus, 38 Det gamle Ridehus 39 Hovedportens vakt, 40 Stabsmusikken, 41 Skolebygningen, 42? 43 Verkstedbygningen, 44 Artilleriets Kontorbygning 45 Materialgården, 46 Nordre, Midtre, und Søndre barakke, 47 General Glads Gård, 48 Kommandantskapet, 49? 50 Kommandantens stall 51? 52 Artillerimagasinet, 53 Arsenalforvalterboligen, 54 Hovedarsenalet, 55 Festningens gymnastikksal, 56 Artillerikasernen

#### Nordfløyen

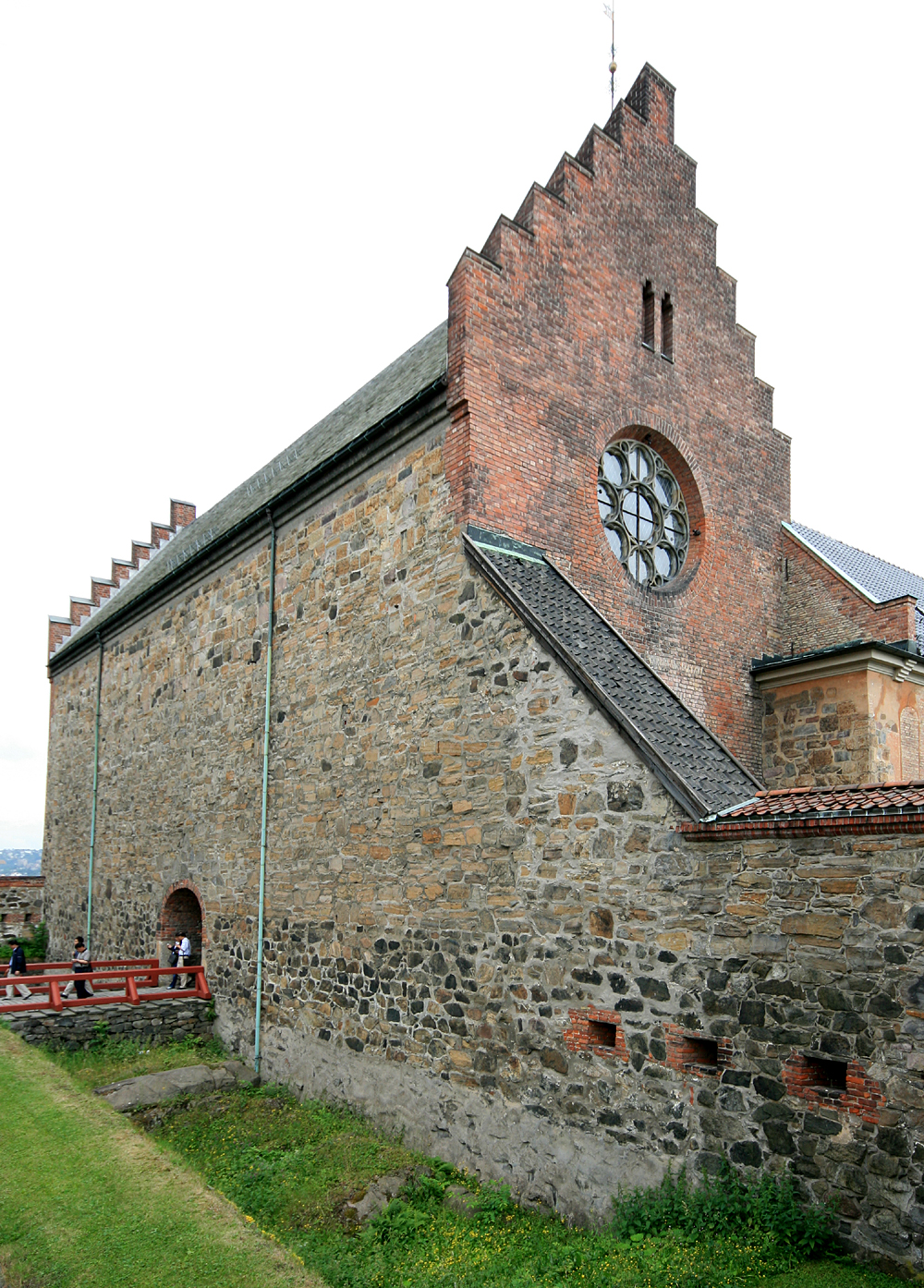
Nordfløyen, Tor auf der Nordseite und Westgiebel mit Rosenfenster

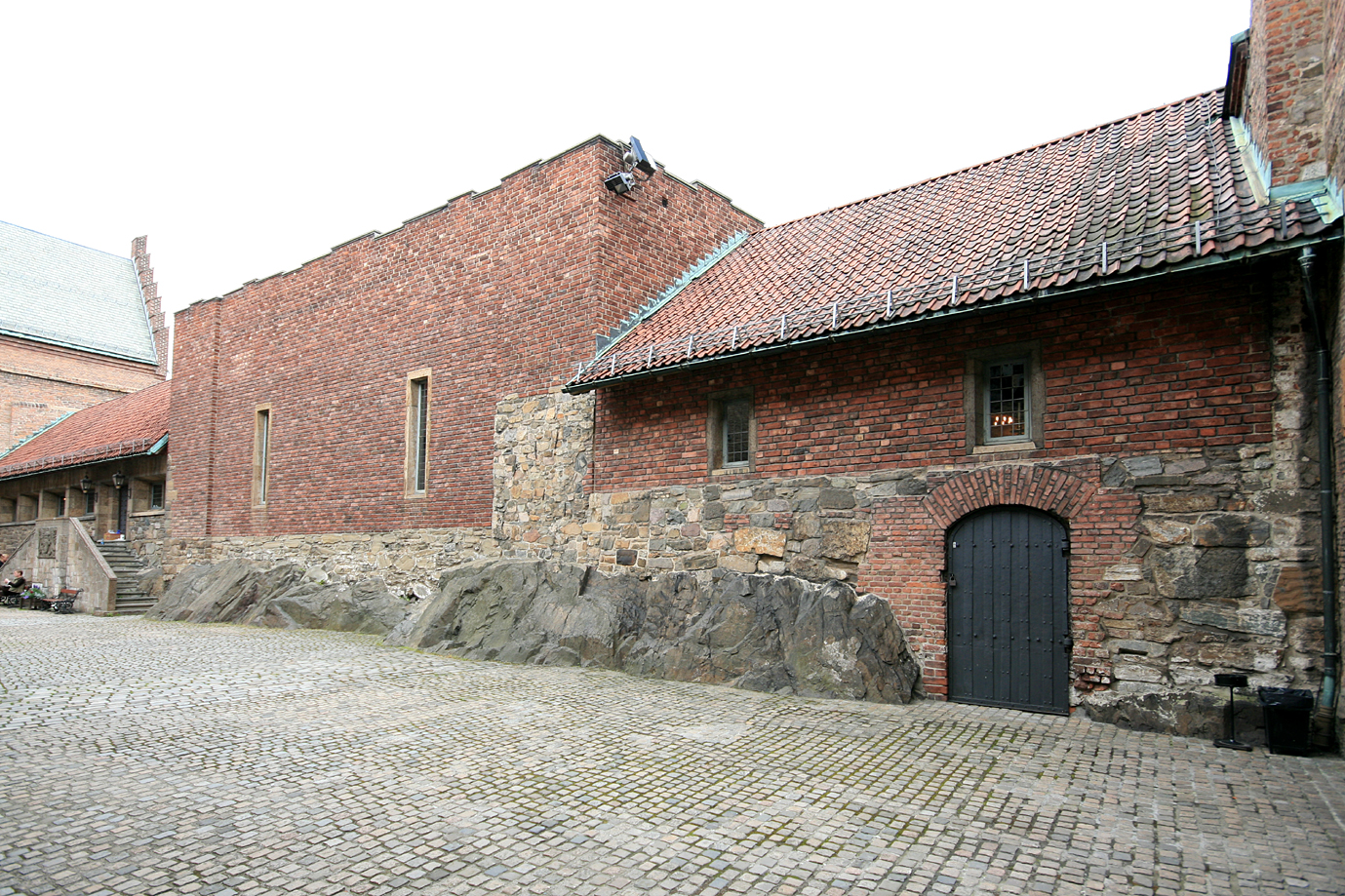
Von links nach rechts: Fadebursfløyen, Vågehalstårnet und Fruerstuefløyen

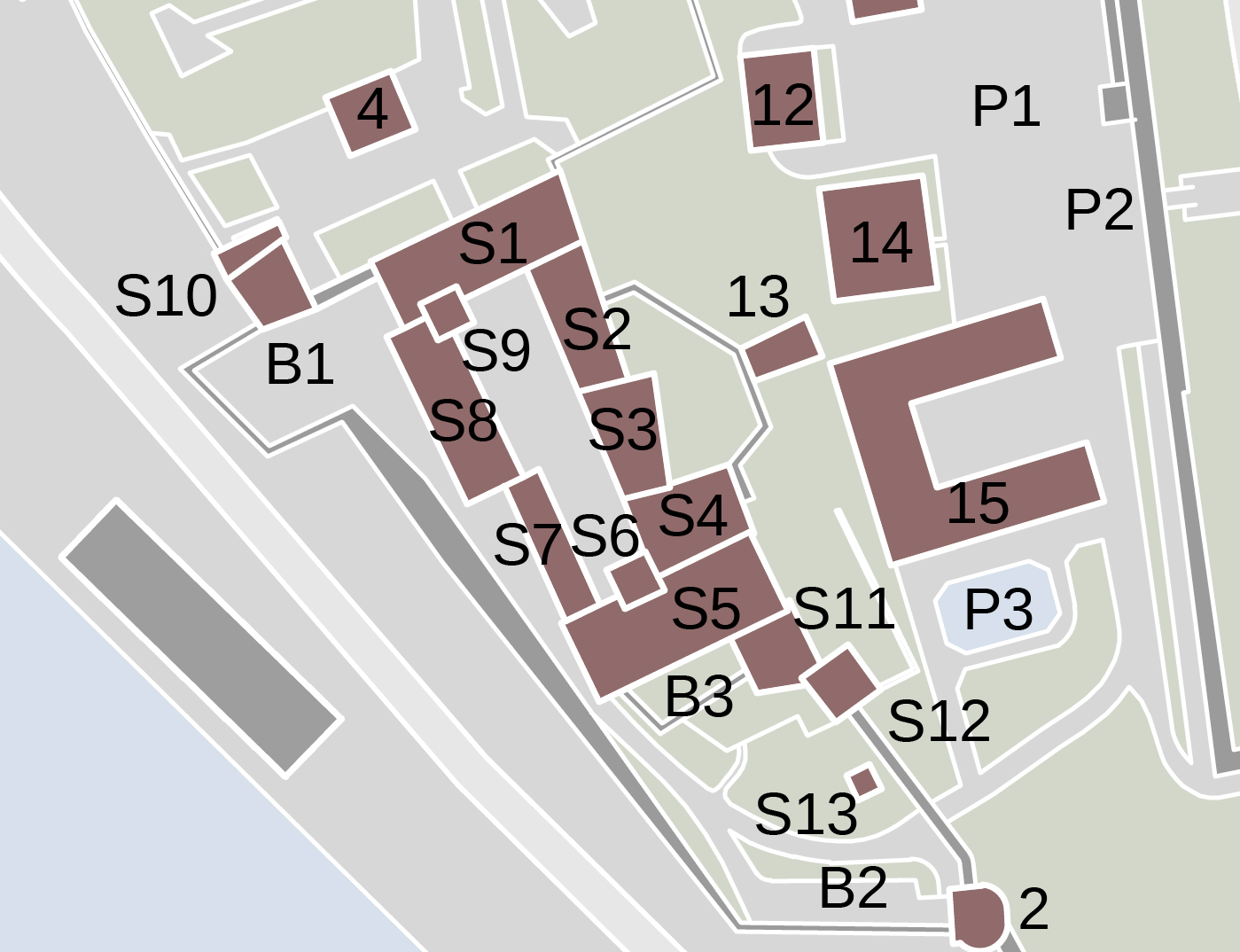
S1 Nordfløyen, S2 Fadebursfløyen, S3 Vågehalstårnet, S4 Fruerstuefløyen, S5 Sydfløyen, S6 Blåtårnet, S7 Skriverstuefløyen, S8 Romeriksfløyen, S9 Romeriketårnet, S10 Knuts tårnet mit Knuts Kurtine, S11 Mausoleum, S12 Jomfrutårnet, S13 Brunnenhaus, B1 Romeriks Bastion mit vedhagen, B2 Stallgården, B3 Jomfruhagen, P1 Michael von Sundts Plass, P2 Hovedporten, P3 Munkedammen, 2 Munks tårnet 4 Corpes de Garde, 12 Fengselsdirektørboligen, 13 Den store pille, 14 Hovedvakten, 15 Barakker

Die Grundsteinlegung des Nordfløyen (deutsch: Nordflügel) war um 1300. Er beherbergte die Königshalle im Obergeschoss. Im 2. Obergeschoss lagen die königlichen Gemächer von Königin Margaretha und König Håkon VI. Im Keller des Bruchsteingebäudes wohnten die Bediensteten und Wachen des Königs. Im Jahr 1527 schlug im Dach des Hauses ein Blitz ein. Der hölzerne Dachstuhl und die hölzernen Böden fingen Feuer und das Gebäude brannte aus. Die Längswände und Teile der Giebelwände mussten in den Obergeschossen ersetzt werden und das Gebäude bekam ein neues Dach. In der Westwand in der Höhe des Rosenfensters, das auch ersetzt wurde, sind die Spuren auch heute noch sichtbar. Unter der Restauration des Architekten Sinding-Larsen wurden die Wände im Jahr 1917 ebenfalls neu aufgemauert und das Dach nach historischem Vorbild des Mittelalters wiederhergestellt. Dabei benutzte er die Mauertechnik des Munk-Ziegel-Verbands, die in Norwegen lange Jahre verwendet wurde. Dieser wurde erst vom Kreuzverband mit kleineren Mauersteinen abgelöst. Durch die Verlegung des Haupteingangs im Jahr 1648 wurde ein neues Tor in der Nordwand des Nordfløyen eingelassen. 1969 bekam der Saal im 1. Obergeschoss den Namen Olav V. Halle. Die Halle im 2. Obergeschoss, in dem einst die königlichen Gemächer waren, wird heute Margarethasaal genannt.

#### Fadebursfløyen
Fadebursfløyen ist ein eingeschossiges Haus zwischen dem Nordflügel und dem Vågehalstårn. Es entstand um 1300 und wurde direkt an die Burgmauer aus Bruchstein angebaut. Im Mittelalter enthielt es wahrscheinlich das königliche Archiv und andere Wertsachen. Der Keller wurde als Münzlager genutzt. Das brachte ihm den Beinamen Pengehatten ein, was so viel wie Geldhut bedeutet. In der Zeit unter Christian IV. bekam der Keller eine Gewölbedecke. Als 1527 der Blitz auf der Burg einschlug, brannte auch dieses Gebäude aus. Auf der dem Burghof zugewandten Seite wurde es mit Munk-Ziegeln wieder errichtet. Das heutige Gebäude stammt von Architekten Arnstein Arneberg, der Keller ist noch aus dem Mittelalter erhalten.

#### Vågehalstårnet
Der Vågehalstårn stellt den zentralen Verteidigungsturm der Burg dar. Er wurde um 1300 gebaut und war ursprünglich 20 Meter hoch. Als 1527 der Blitz auf der Burg einschlug, brannte auch dieser Turm. Einige Jahre nach dem Brand reduzierte man seine Höhe und im 17. Jahrhundert trug man den größten Teil des Turms ab. Seine ursprünglichen Ausmaße die den Burghof einst in zwei Teile teilten, sind im Pflaster des Hofes markiert. Aus dem Mittelalter ist nur noch der untere Teil der östlichen Bruchsteinwand erhalten. Unter Statthalter Christen Munk wurde die Sichtseite zum Burghof in Munk-Ziegeln aufgebaut. Das heutige Gebäude stammt vom Architekten Arnstein Arneberg, der dem Turm einen unebenen Wandabschluss (Attika) entwarf, um daran zu erinnern, dass er nicht in voller Höhe wiedererrichtet wurde.

#### Fruerstuefløyen
Das Fruerstuehuset (deutsch: Frauenflügel) befindet sich zwischen dem Vågehalstårnet und dem Sydfløyen. Es wurde zur gleichen Zeit wie die anderen Gebäude der Burg errichtet, es wird jedoch berichtet, dass hier ein früheres Gebäude aus Holz stand. Da es durch Brände und Verfall gefährdet war, wollte schon Herzog Christian (später Christian II.) ein Steinhaus bauen lassen. Dies geschah jedoch erst unter Lehnsherr Christen Munk. Es wurde als zweigeschossiges Gebäude direkt auf die östliche Burgmauer aufgebaut. Der Erker an der Ostwand spendet Licht in den Keller, in dem im 17. Jahrhundert Öl und Wein gelagert wurden. Im 18. Jahrhundert wurde hier ein Rittersaal eingerichtet. Im südlichen Teil der Burgmauer und auf der nördlichen Seite der Stützmauer des Sydfløyen finden sich alte Repartionsarbeiten. Es wird vermutet, dass unter der Belagerung von Christian II. versucht wurde, hier eine Bresche zu schlagen. Von 1570 bis 1636 residierte der Statthalter im Gebäude. Danach wurde es dem Verfall preisgegeben und im 18. Jahrhundert teilweise abgetragen. Erst unter den Restaurierungsarbeiten Anfang bis Mitte des 20. Jahrhunderts wurde das Haus wieder aufgebaut. Heute dient das Mehrzweckgebäude hauptsächlich der Infrastruktur der Burg. Es beinhaltet eine Garderobe, ein Treppenhaus, Sanitärräume, eine Pantryküche und Vorbereitungsräume.

#### Sydfløyen

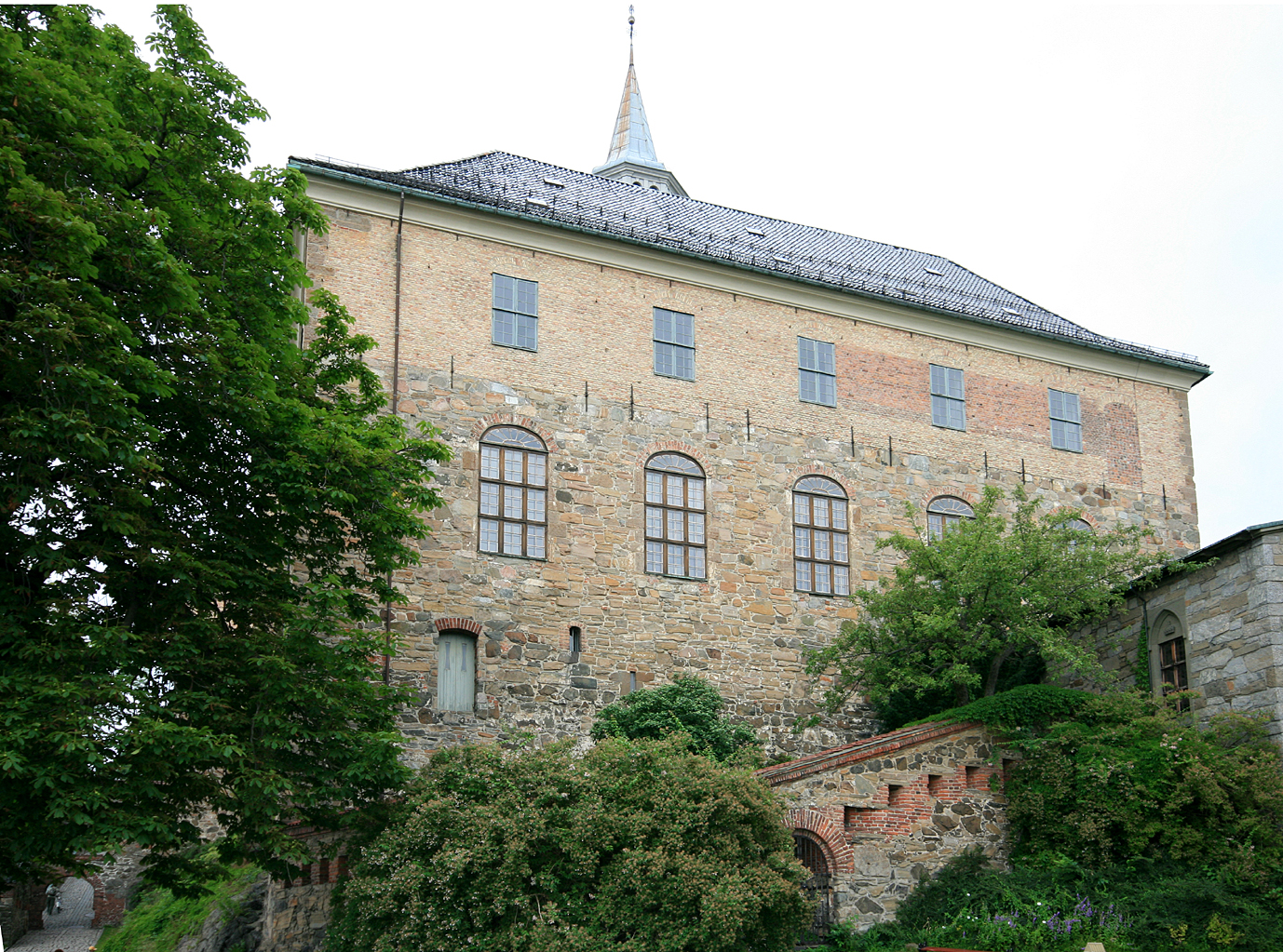
Südseite des Sydfløyen

Der Sydfløyen (deutsch: Südflügel) wurde um 1300 erbaut. Der ursprüngliche Haupteingang zum Schloss führte einst durch den Mørkegang in den Keller des Gebäudes. Der Tordurchgang mit Spitzbogen ist erhalten und trägt die Spuren eines ehemaligen Fallgitters. Die älteste Baugeschichte ist nicht bekannt, um 1540 gab es jedoch umfassende Änderungen. Dabei wurden unter anderem die Gefängniszellen oberhalb des Mørkegangen eingerichtet. Sie haben aufgrund des Ganges ein starkes Gefälle. Zehn Jahre später richtete man in einem Teil des Erdgeschosses eine Kirche ein, wo sie ab 1578 die ganze Etage einnahm. Darüber befanden sich die königlichen Gemächer im 1. Obergeschoss. Zwischen 1738 und 1740 nahm man den oberen Teil der Mauern ab und errichtete sie neu. Im Keller wurden 2 lange Tonnengewölbe eingezogen und auch die Aufteilung im Obergeschoss wurde geändert. Drei Räume wurden nun für das Overhoffretten (damals höchster Gerichtshof in Norwegen) eingerichtet (heutiger Christian IV. Saal). Ab 1817 nutzte das Riksantikvaren Teile des Gebäudes, erst Archive im Keller und ab 1842 auch das Dachgeschoss. Zwischen 1920 und 1958 wurde der ganze Flügel restauriert. Begonnen wurde mit der Restaurierung Kirche unter dem Architekten Holger Sinding-Larsen. Der Architekt Arnstein Arneberg führte die Arbeiten ab 1932 fort.

#### Skriverstuefløyen

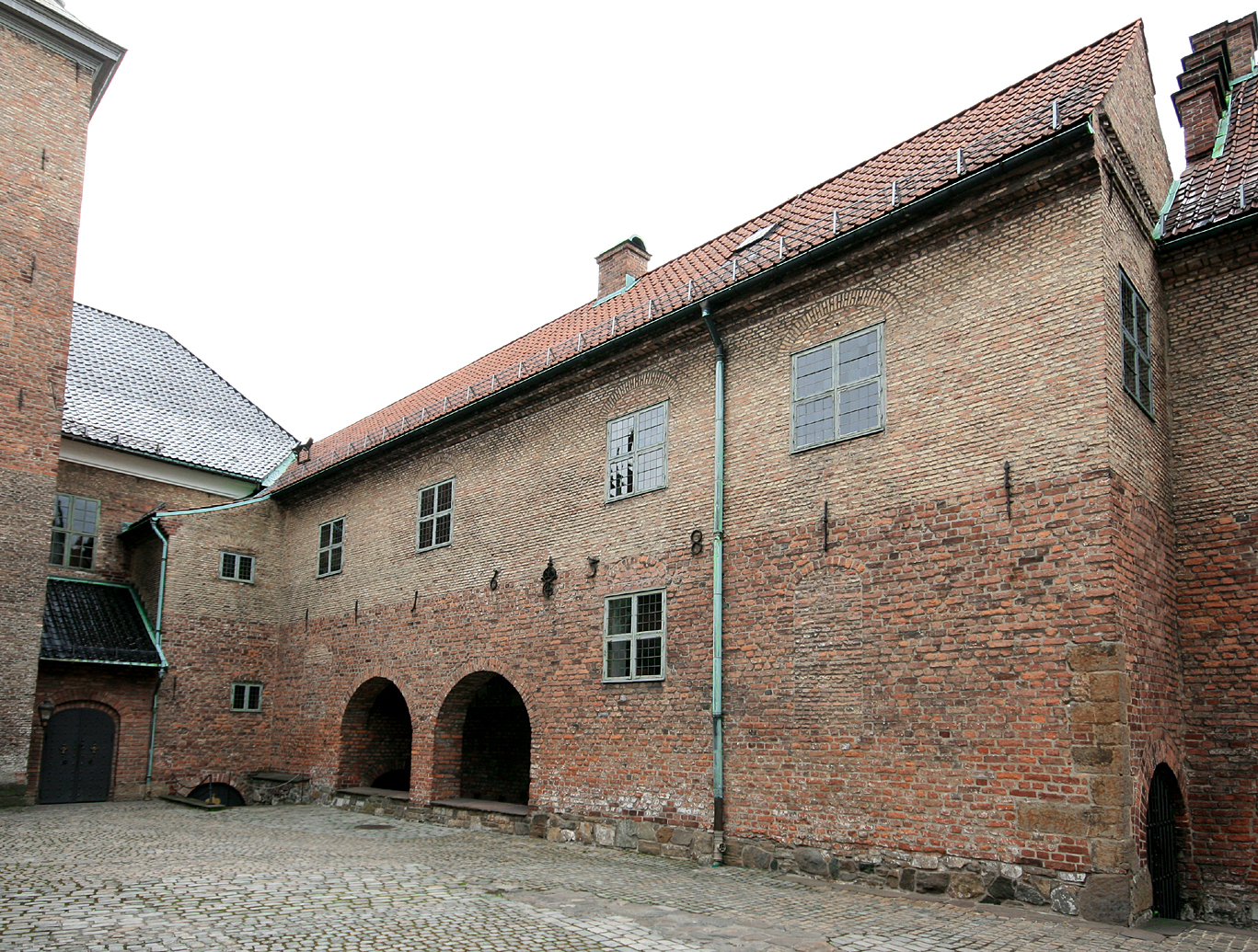
Skriverstuafløyen

Der Skriverstuefløyen (deutsch: Schreibstubenflügel) stammt wie das übrige mittelalterliche Burgschloss aus der Jahrhundertwende um 1300. Er wurde jedoch 1638 neu über der mittelalterlichen Burgmauer errichtet. Unter ihm sind noch Reste des inneren Lønnegangs und dessen Torturm erhalten. Das zweigeschossige Gebäude diente der Verwaltung. Ein hoher vorspringender Anbau in der Ecke zwischen Skriverstuefløyen und Sydfløyen trägt den Namen Det dobbelte hemmelighet. Er wurde in der Zeit von Christian IV. errichtet und ist ein Treppenhaus, das sowohl vom Skriverstuefløyen als auch von den Gemächern der Königin im Sydfløyen benutzt werden konnte. Rund um die Mauern von Akershus gibt es seiner Zeit sieben bis acht dieser Hemmelighetene. Anfangs noch aus Holz wurden sie später gemauert.

#### Romeriksfløyen

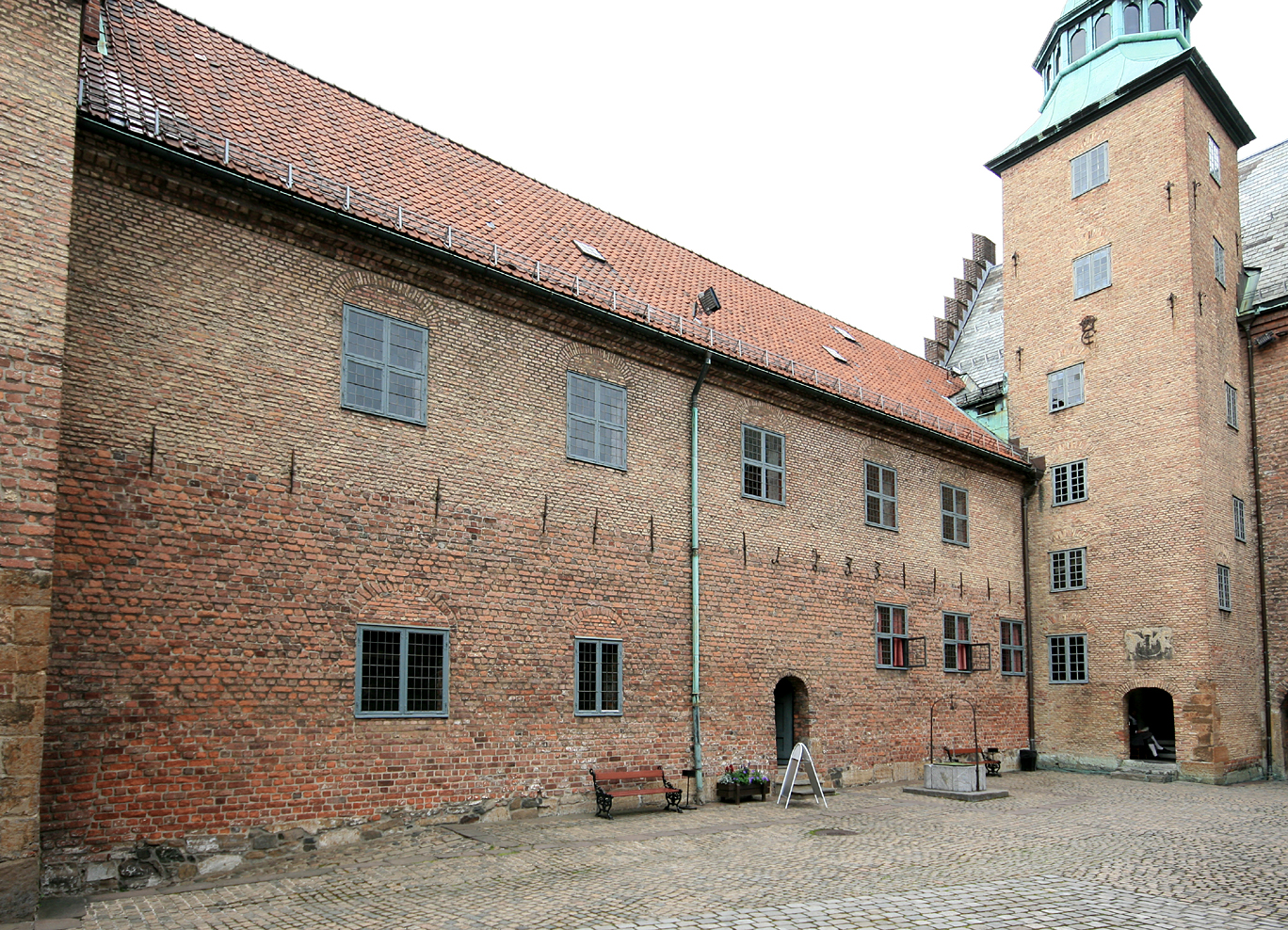
Romeriksfløyen, im Vordergrund kann man im Pflaster die ehemaligen Ausmaße des Vågehalstårnet erkennen

Der Romeriksfløyen wurde um 1300 erbaut. Unter Christian IV. wurde 1633 der obere Teil entfernt und um eine weitere Etage aufgestockt. Diese Aufstockung ist mit Eisenankern verklammert und die Schichtung des Mauerwerks ist deutlich ablesbar. Im Mittelalter betrieb man im Keller des Hauses eine Küche. Zwei vermauerte Türen, die in den Vedhagen führten, sind in der Wand sichtbar. Außen sitzen sie hoch an der Westwand und wahrscheinlich führten Treppen hinunter in den Hof. Ebenfalls auf der Westwand ist am Übergang von der mittelalterlichen Mauer zum neuen Mauerwerk eine Reihe kleiner, viereckiger, heute zugemauerter Löcher zu erkennen. Der Architekt Sinding-Larsen vermutete, dass hier zu Kriegszeiten eine provisorische Konstruktion für einen Wehrgang angebracht werden konnte. Das Erdgeschoss und Obergeschoss wurde vom Statthalter als Wohn- und Arbeitsraum benutzt. Zwischen 1841 und 1844 bezog das Riksarkivet (deutsch: Landesarchiv) die Räumlichkeiten. Henrik Wergeland, der Leiter der Behörde, hatte seinen Sitz im Erdgeschoss. Später wurde das Obergeschoss entkernt und als ein Saal, den Romerikssaal, ausgestaltet. Im Dachgeschoss befindet sich nun eine Anrichtungsküche, die die Olav V. Halle bedient.

#### Knutstårnet und Knuts Kurtine

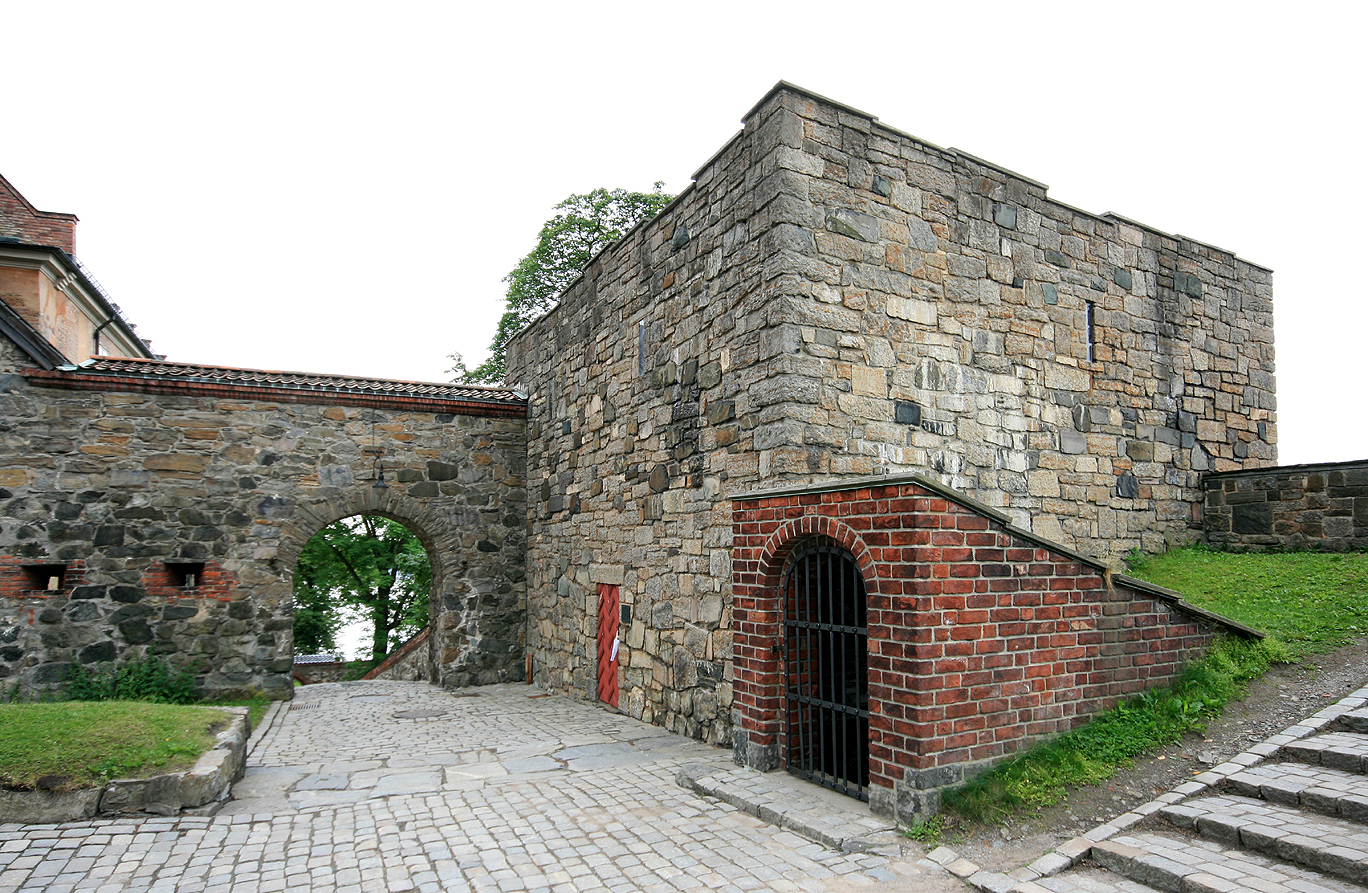
Knutstårnet und Knuts Kurtine

Der Knutstårnet wurde um 1300 errichtet und hieß früher Kanniketårnet. Der Name bezieht sich wahrscheinlich auf den Propst Magister Åke, der zu der Zeit König Håkon V. Magnussen Kanzler des Königs war. In späterer Zeit wurden mehrere Pröpste Kanzler und die Bezeichnung deutet wahrscheinlich auf eine Schreibstube im Turm hin. Eine Erzählung besagt, dass der Ritter Knut Alvssøn 1502 in einem Streit mit Henrik Krummedike, wegen eines geplanten Aufstandes gegen den König, niedergeschlagen wurde. Als Zeichen der Abschreckung wurde Alvssøn vom König entweder am Turm aufgeknüpft oder in den Turm geworfen und bekam zwölf Jahre lang kein Begräbnis. Seitdem wird der Turm Knutstårnet genannt. Ausgeführt wurde er als nördlicher Verteidigungsturm, der genau so hoch war wie der Nordfløyen. Doch auch dieser Turm wurde 1527 vom Brand des Blitzschlags beschädigt. Er wurde wieder aufgebaut und diente neben seiner Funktion als Gefängnis ab 1637 als Pulverlager. Seit 1641 wurde im Turm eine Pferdemühle betrieben. Um 1750 wurde er teilweise abgerissen und später bis auf die Grundmauern abgebrochen. Unter den Restaurierungsarbeiten wurde er wieder aufgebaut, erhielt aber nicht seine ursprüngliche Höhe.
Vom Turm verläuft eine Mauer zum Nord- und Romeriksfløyen, Knuts Kurtine. Die Mauer war, wie der Turm, ursprünglich höher. Sie besaß einen hölzernen Wehrgang, der auch um den Turm herumlief. Über eine Tür in der Nordwand des Romeriksfløyen gelangte man in den Romerikssaal. Dort ist die Tür heute noch im Mauerwerk sichtbar. Die heutige Tür auf die niedrigere Mauer ist neueren Datums. Vom Margarethasaal im Nordfløyen gab es ebenfalls einen Abgang zum Wehrgang, bis er 1750 abgetragen wurde. Im Jahr 1754 wurde ein Durchgang in der Kurtine angelegt, daneben entstanden zur selben Zeit die Schießscharten.

#### Romeriks Bastion und Vedhagen
Im Mittelalter lag westlich vor dem Romeriksfløyen der Vedhagen (deutsch: Baumgarten oder Holzgarten). Es war ein abgeschlossener, befestigter Küchenhof. Hier wurde Brennmaterial aufbewahrt, es gab ein Schlachthaus und ein kleines Räucherhaus. Im Kalmarkrieg (1611–1613) wurde vorübergehend aus Baumstämmen ein Bollwerk angelegt. Später, zwischen 1640 und 1641, wurde daraus eine unregelmäßige Halbbastion aus Feldsteinen errichtet, die den Namen den store skanse i vedhagen  (deutsch: die große Schanze im Baumgarten) bekam. Heute ist sie als Romeriks Bastion bekannt. Ab 1648 war die Halbbastion mit vier Kanonen bestückt.

#### Stallgården

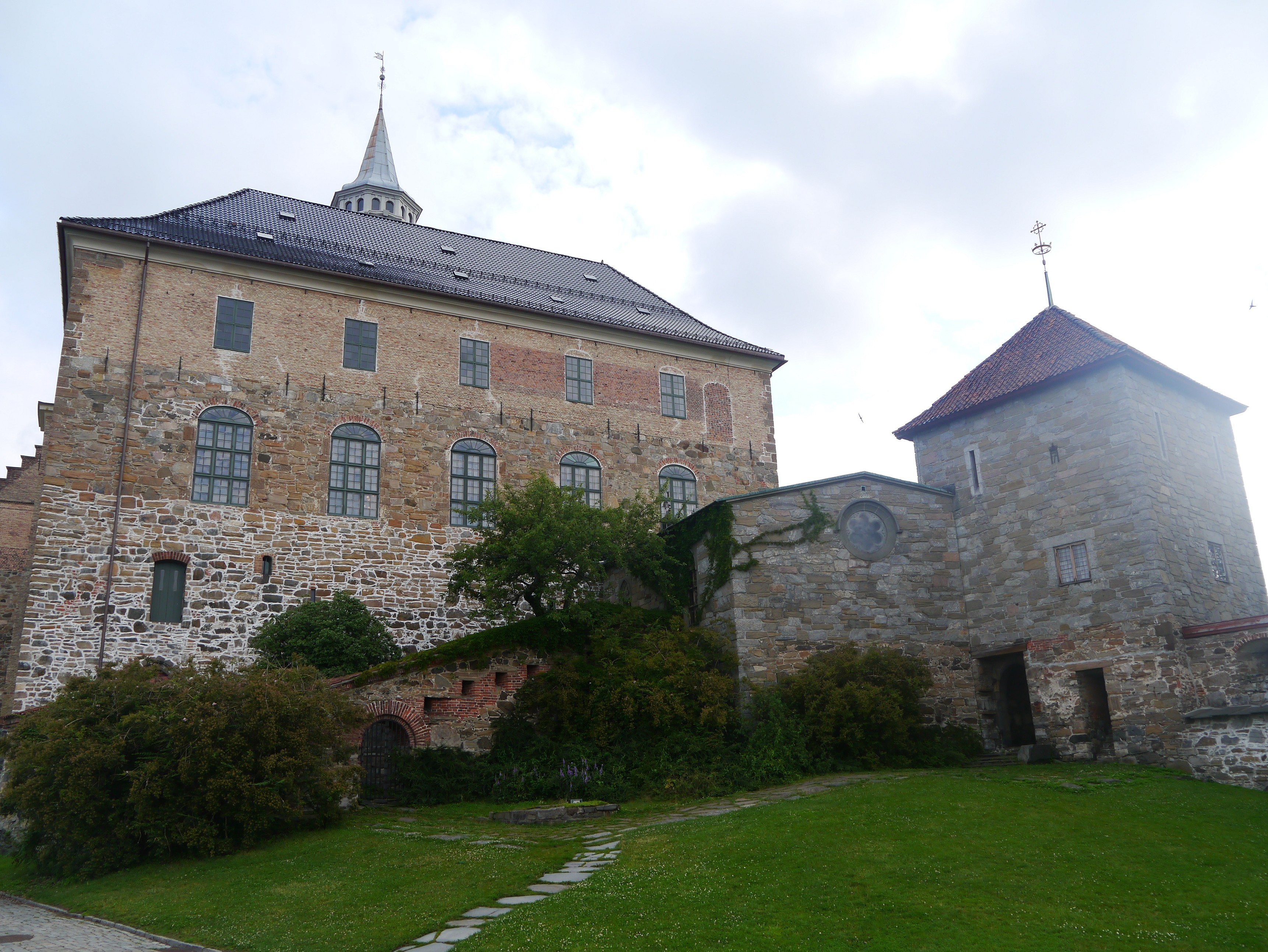
Stallgården mit Blick auf den Sydfløyen, das königliche Mausoleum und den Jomfrutårn

Der Stallgården (deutsch: Stallhof) ist ebenfalls ein befestigter Hof und grenzt im Norden an den Vedhagen. Früher wurde der Stallgården Vorburg genannt. Entlang seiner Mauern standen viele Nebengebäude. Darunter befanden sich eine Wäscherei, eine Bäckerei, ein Stall und ein Brunnenhaus. Der Brunnen im Stallgården wurde im 16. Jahrhundert zehn Meter tief in den Fels gebrannt. Dies war eine sehr zeitintensive Prozedur, in der abwechselnd Feuer gemacht und dann mit kaltem Wasser gelöscht wurde. So platzte der Fels nach und nach in kleinen Stücken ab und konnte mit der Hacke bearbeitet werden. Mit der gleichen Technik schuf man einen geheimen Verbindungsgang zum Munkedammen außerhalb der Hauptburg. Im 17. Jahrhundert bekam der Brunnen ein Turmhaus mit achteckigem Turmdach und vergoldetem Wetterflügel. Das heutige Brunnenhaus ist nach traditionellen Vorbildern errichtet. Im Jahr 1606 fiel der Stall zusammen. Daraufhin baute man ein neues Fachwerkhaus mit abgetrennten Betten für die Stallknechte. Zur Zeit Hannibal Sehesteds gab es vor dem Stall ein gemauertes Hundehaus. Die Wäscherei stand dem Munktårn am nächsten, so war das Dach mit leichten Geschützen ausgestattet. Als 1559 das Tor im Jomfrutårn geschlossen wurde, verlor das angrenzende Verbindungshaus seine Bedeutung. So wurde es umgebaut und ab 1642 wohnte der Stallmeister hier. Später wohnte der Vogt und danach der Leibdiener des Königs im Haus. Ab 1651 diente es als Gänsestall. Im Laufe der Zeit verschwand auch der winkelförmige Verbindungsgang vom Jomfrutårnet zum Sydfløyen. So sind der Mørkegangen und der Lønnegangen nur noch innerhalb der Schlossmauern erhalten.
Zwischen 1743 und 1744 fanden bedeutende Arbeiten im Stallgården statt. Die Bäckerei, die Wäscherei, Stall und die anderen Nebengebäude wurden abgerissen. Die Strafgefangenen füllten große Erdmassen an und errichteten die heutigen Wälle auf der Innenseite der Mauern. Die drei 12-Pfund-Bronzekanonen, die sich heute auf dem Wall neben dem Munketårn befinden, stammen aus dem 18. Jahrhundert. Sie tragen deutlich sichtbare Splitter einer deutschen Fliegerbombe, die Akershus am 9. April 1940 traf.
Innerhalb des Stallgårdens befindet sich die Jomfrugårdens Geværgalleri (deutsch: Jomfrugårds Gewehrgalerie). Vor dem Sydfløyen wurde eine Tenaille zum Schutz des ehemaligen Haupteingangs angelegt. Der östliche Teil wurde zugunsten des königlichen Mausoleums zurückgebaut. Die Mauer des westlichen Teils schrägt sich entlang des Geländes nach unten ab. Dort sind Schießscharten eingelassenen, die sich gleichfalls in der Mauer abtreppen. Dieser Mauerabschnitt nennt sich Jomfrugårdens Geværgalleri. Der innere Teil der Tenaille nennt sich Jomfrugården.

#### Das königliche Mausoleum

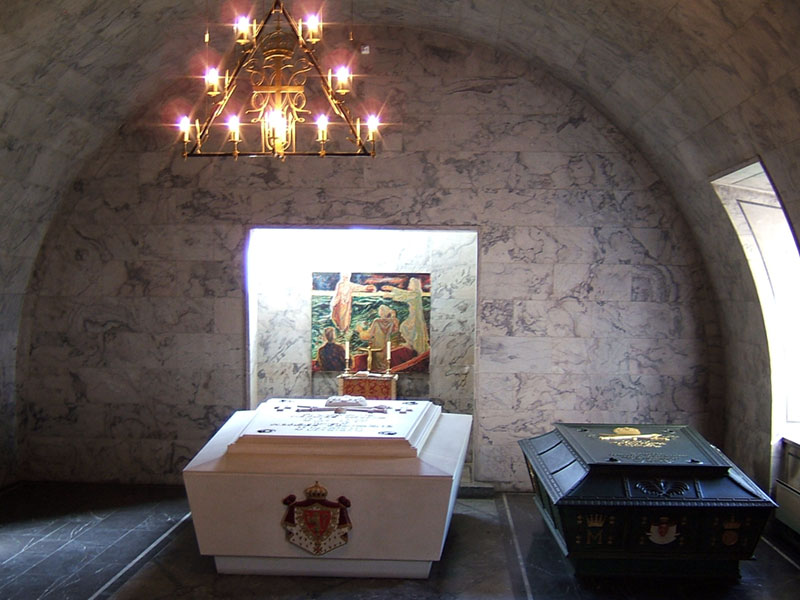
Königliches Mausoleum

Am Südflügel des Schlosses befindet sich in der Krypta der Schlosskirche die letzte Ruhestätte der norwegischen Könige der Neuzeit. Zurzeit beherbergt sie erst zwei Marmorsärge, in denen die ersten beiden Königspaare nach der Unabhängigkeit Norwegens (1905) bestattet wurden:
1. Maud von Großbritannien (26. November 1869 – 20. November 1938) –  (Ehefrau von König Håkon VII.)
2. Håkon VII., König von Norwegen (3. August 1872 – 21. September 1957)
3. Kronprinzessin Märtha (28. März 1901 – 5. April 1954) –  (Ehefrau von König Olav V.)
4. Olav V., König von Norwegen (2. Juli 1903 – 17. Januar 1991)

Außerdem sind die Gebeine von Sigurd I. und die Schädel Håkons V. und der Königin Eufemia in der Krypta eingemauert.

#### Jomfrutårnet

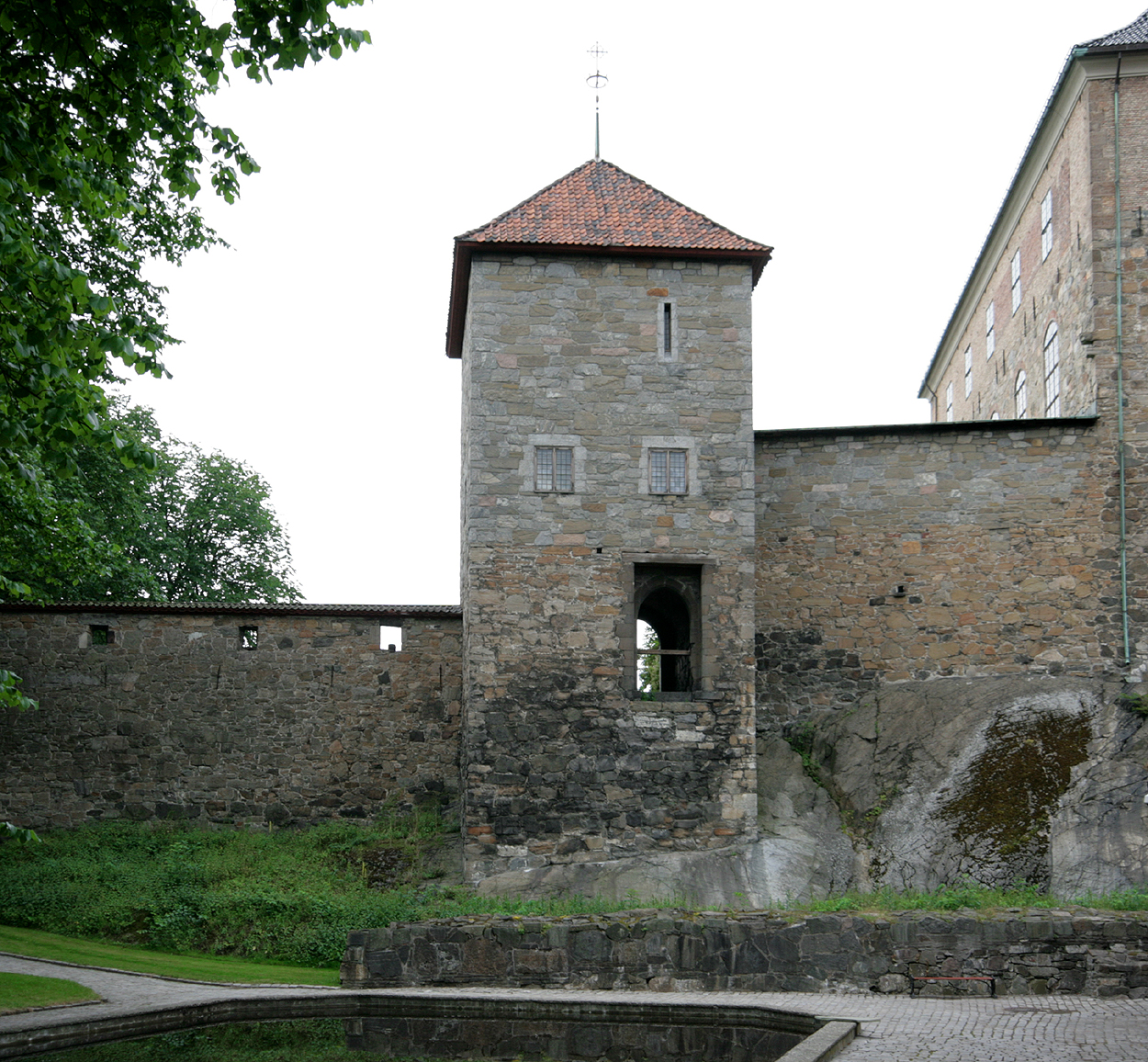
Jomfrutårnet

Der Turm Jomfrutårnet (deutsch: Jungfrauenturm) wurde um 1300 errichtet und war ein äußerer Torturm der Burg. Im unteren Teil befand sich der Torraum, dort sind noch Fallgitterschlitze und Teile der ehemaligen Zugbrückenanlage erkennbar. Mitte des 16. Jahrhunderts wurde der Eingang jedoch in den unteren Stallgården verlegt und der Turm verlor seine Funktion als Torhaus. Er blieb jedoch weiterhin ein wichtiger Verteidigungsturm. Seine Grundfläche war ursprünglich größer und der Turm hatte eine Höhe von 15 Metern. Unter Christian IV. erhöhte man ihn um eine Etage, sodass er nun fast die Höhe des Sydfløyen erreichte. Die neue Etage galt als der vornehmste Raum im ganzen Schloss und bekam den Namen Prinzensaal oder auch Prinzengemach. Er war mit Goldledertapeten und bunten Glasfliesen ausgestattet und unter Statthalter Hannibal Sehested wurde er mit einem Messingkamin ausstaffiert. Auch der Jungfrauengang zu den Königlichen Gemächern im Südflügel war mit Goldledertapeten, Fliesen und vielen Porträts ausgeschmückt. Ende des 17. Jahrhunderts zog das oberste Hofgericht in die Räumlichkeiten ein, das bis dahin in der obersten Etage des Südflügels untergebracht war. Der Großteil des Turms ist um 1750 abgerissen worden. Heute ist vom Turm nur noch ein niedriger, dunkler Teil aus dem Mittelalter erhalten. Dieser ist um zwei Etagen nach den Plänen des Architekten Arnstein Arneberg aufgestockt worden. Der untere Teil ist nun mit dem königlichen Mausoleum verbunden und es wurde eine kleine Sakristei darin eingerichtet.

#### Munkstårnet

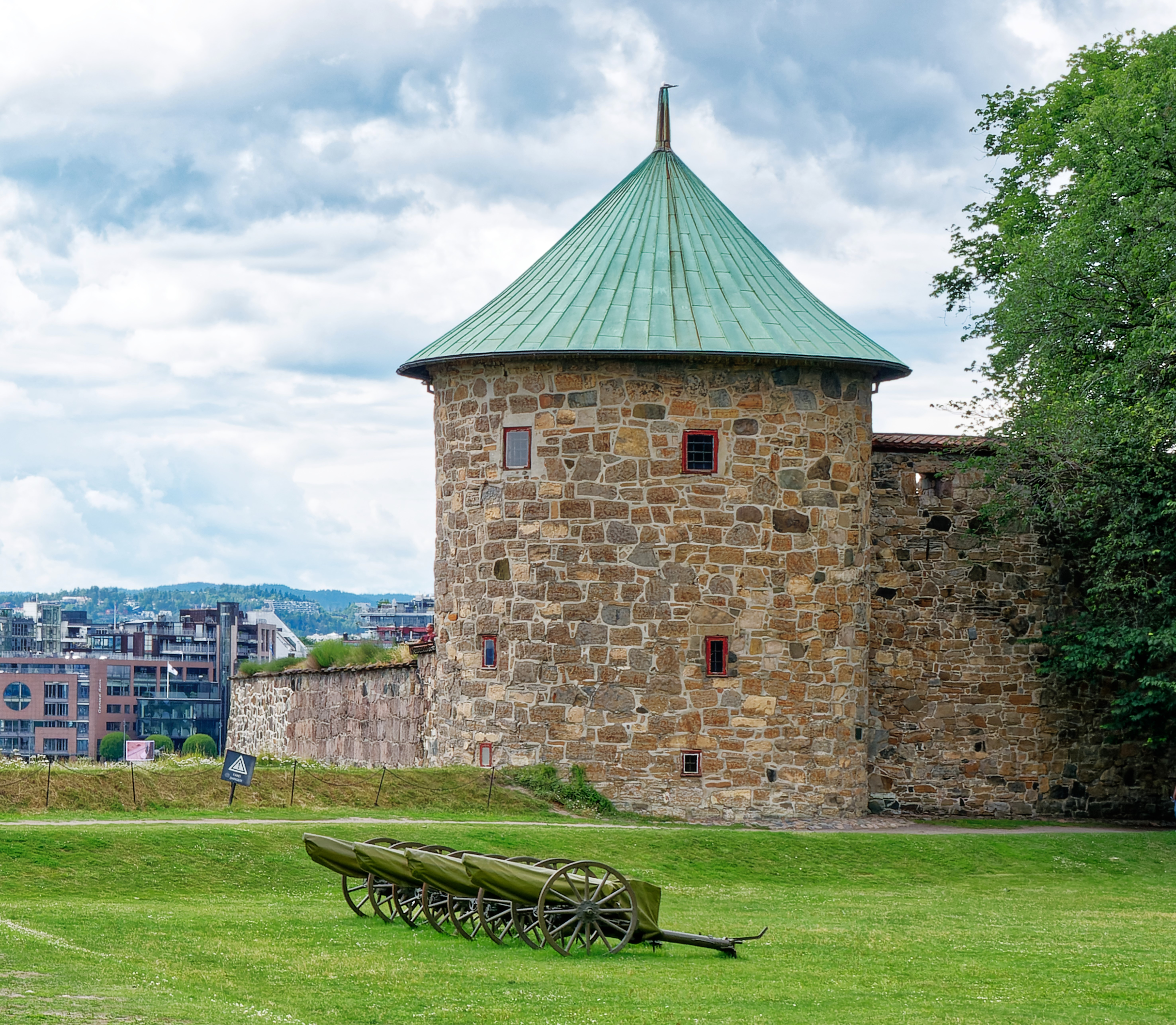
Munkstårnet

Ursprünglich stand der Vanntårnet (deutsch: Wasserturm) an dieser Stelle. Der Turm ist nicht bewahrt. Der Architekt Sinding-Larsen beschreibt ihn als Zisterne, die zum Aufsammeln des Regenwassers diente. Die niedrige Lage im Terrain deutet ebenfalls darauf hin. Der Brunnen im Burghof konnte den Wasserbedarf der Burg nicht allein decken. Der Ingenieur C. S. Widerberg hingegen ist der Meinung, dass über der Zisterne auch ein Verteidigungsturm gestanden haben kann. Weiterhin führt er aus, dass der Turm aufgrund seiner Lage dicht an der Bucht den Namen Wasserturm bekommen haben kann.
Der Lehnsherr Christen Munk ließ den Turm abreißen und einen neuen Kanonenturm errichten. Der im Jahr 1559 errichtete Turm fungierte gleichzeitig als Wachturm für das neue Tor Jernporten  (deutsch: Eisentor), das dicht an seiner westlichen Flanke lag. Es ersetzte das Tor im Jomfrutårnet. Ursprünglich hatte der Turm ein spitzes Dach. Es wurde jedoch 1628 zu einer flachen Plattform umgebaut und mit einer zwei Alen hohen Brustwehr ausgestattet. Auf den drei Etagen waren je vier Kanonentore eingelassen und durch Schießscharten beschützte man das Jernporten. Vor dem Turm lag Den lille voll (deutsch: Der kleine Wall). Als die Festung von Christian IV. fertiggestellt war, verlor der Turm als Verteidigungsstellung an Bedeutung. Um 1660 wurde das Jernporten wieder zugemauert, der Mauerbogen ist im Mauerwerk noch immer sichtbar. Das heutige Tor ist deutlich kleiner als das Alte und führte hinunter zum Det forsenkete verk (deutsch: Das versenkte Werk), welches zugunsten einer Eisenbahnlinie abgerissen wurde. Im Jahr 1998 wurde hier ein neuer Weg hinunter zum Kai angelegt. Die Bilder Jacob Conigs zeigen den Munkstårnet mit einer flacheren Turmspitze über einer Galerie. Diese Arbeit wurde vom Zimmermann Simon Bundschow 1692 angefertigt. Später bekam der Turm wieder ein spitzes Dach. Anfang des 18. Jahrhunderts wurde ein Pulvermagazin im Turm mit Gewölbedecke eingerichtet. Hier wurden im 19. Jahrhundert die Kronjuwelen Norwegens aufbewahrt. Das Gewölbe wurde während der archäologischen Untersuchungen des Architekten Sinding-Larsen wieder entfernt. Er beschrieb, dass ein Teil der Decke aus schön behauenen Steinen bestand und dass sie möglicherweise aus den niedergerissenen Kirchen Gamle Oslos stammen könnten.

### Innere Bastionsfestung

#### Batterien und Bastionen

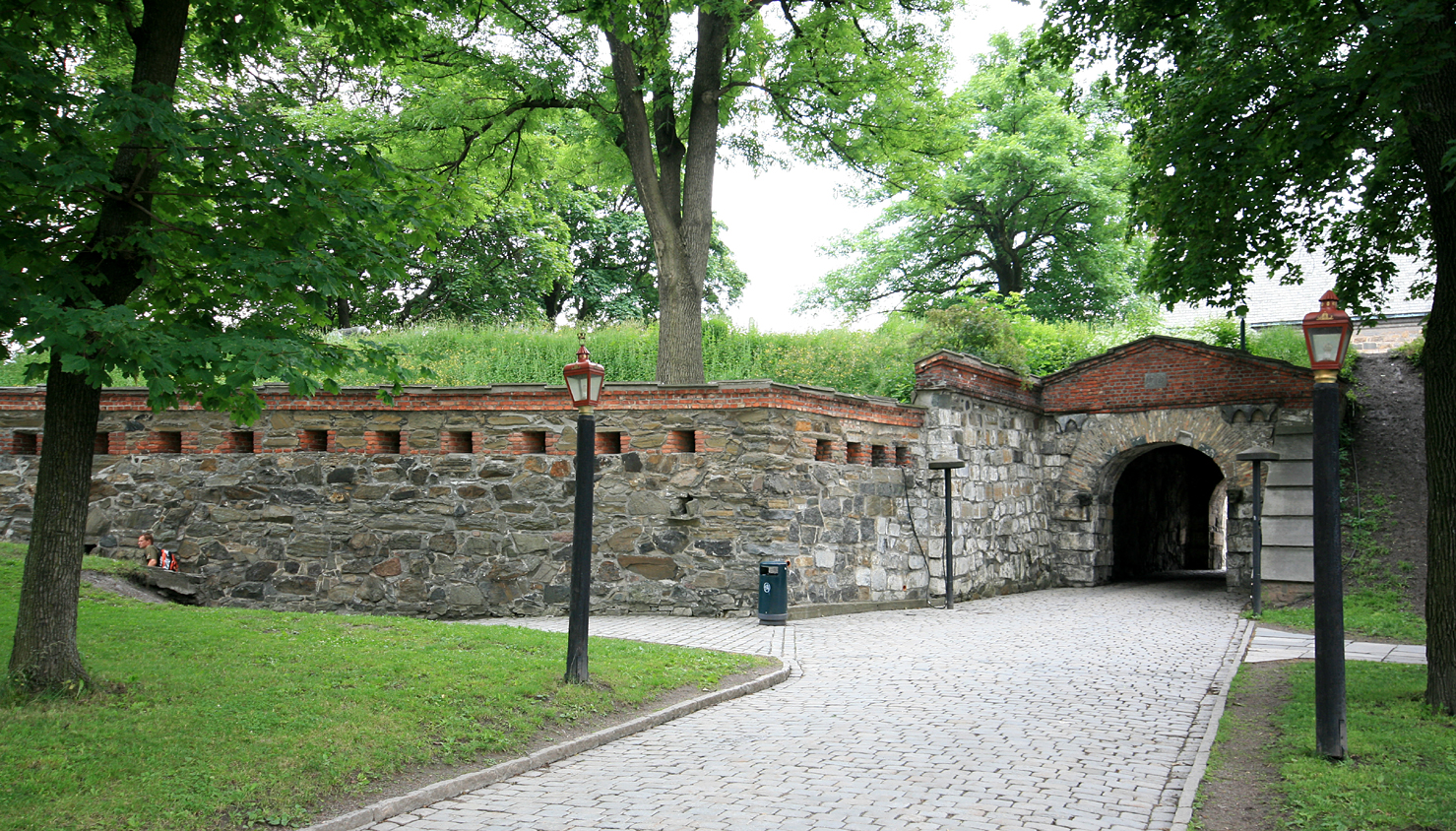
Den store voll mit Gewehrgalerie der Kasematte unter der Kongens batteri, daneben die Unterführung zum Nordfløyen

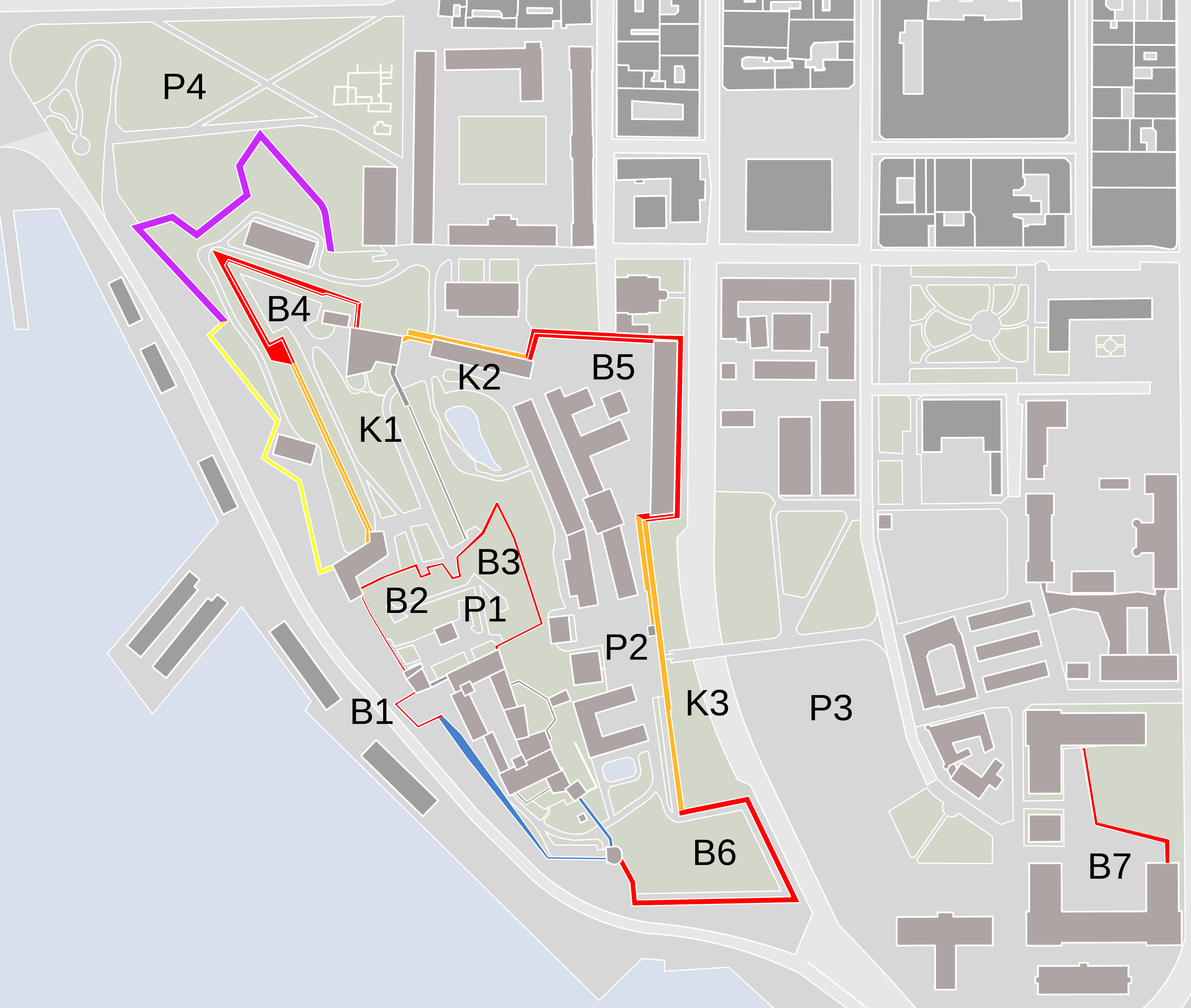
Übersicht über die Verteidigungswerke
rot: Bastionen und Halbbastionen, orange: Kurtinen, gelb: Den nye Tenalje, violett: Hornwerk, blau: Ringmauern
B1 Romeriksbastion, B2 Dronningens Batteri, B3 Kongens Batteri, B4 Skarpenorts Bastion, B5 Kronprinsens Bastion, B6 Prins Carls Bastion, B7 Gylenløves Bastion
K1 Den lange linje, K2 Nordre Kurtine, K3 Østre Kurtine
P1 Arkeligården, P2 Michael von Sundts Plass, P3 Festningsplassen, P4 Kontraskjæret

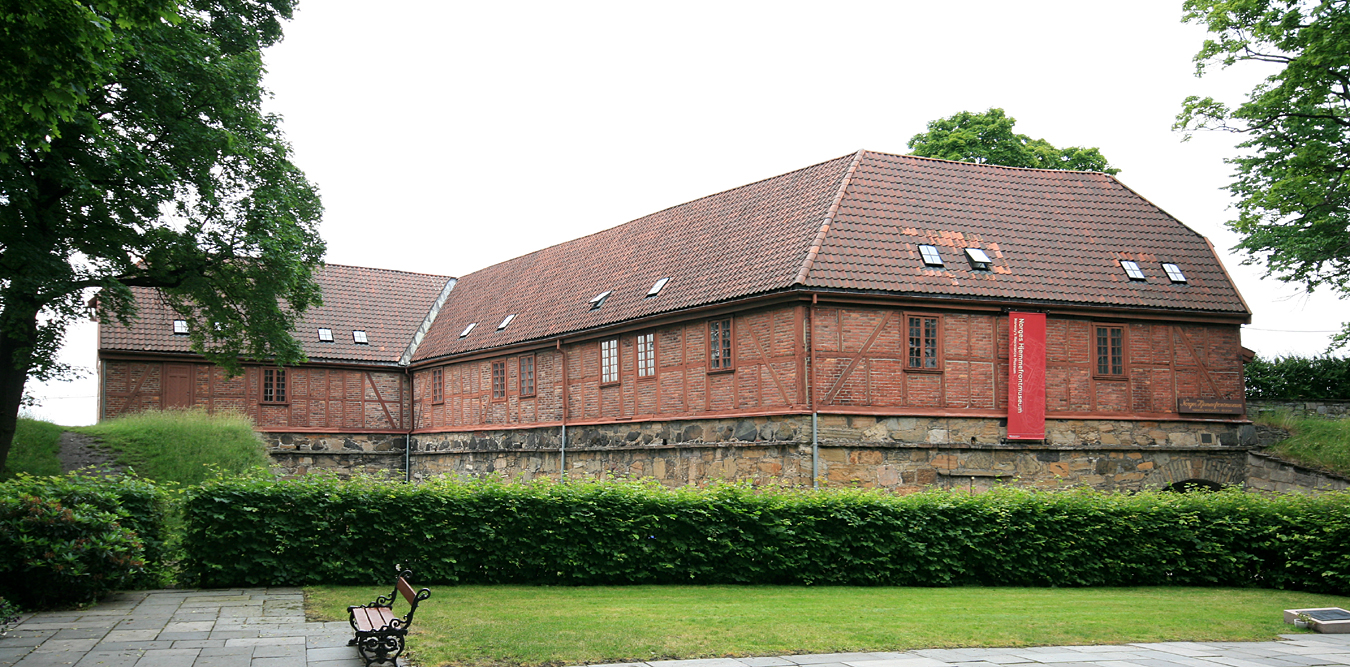
Det Dobbelte Batteri, heute Hjemmefrontmuseet

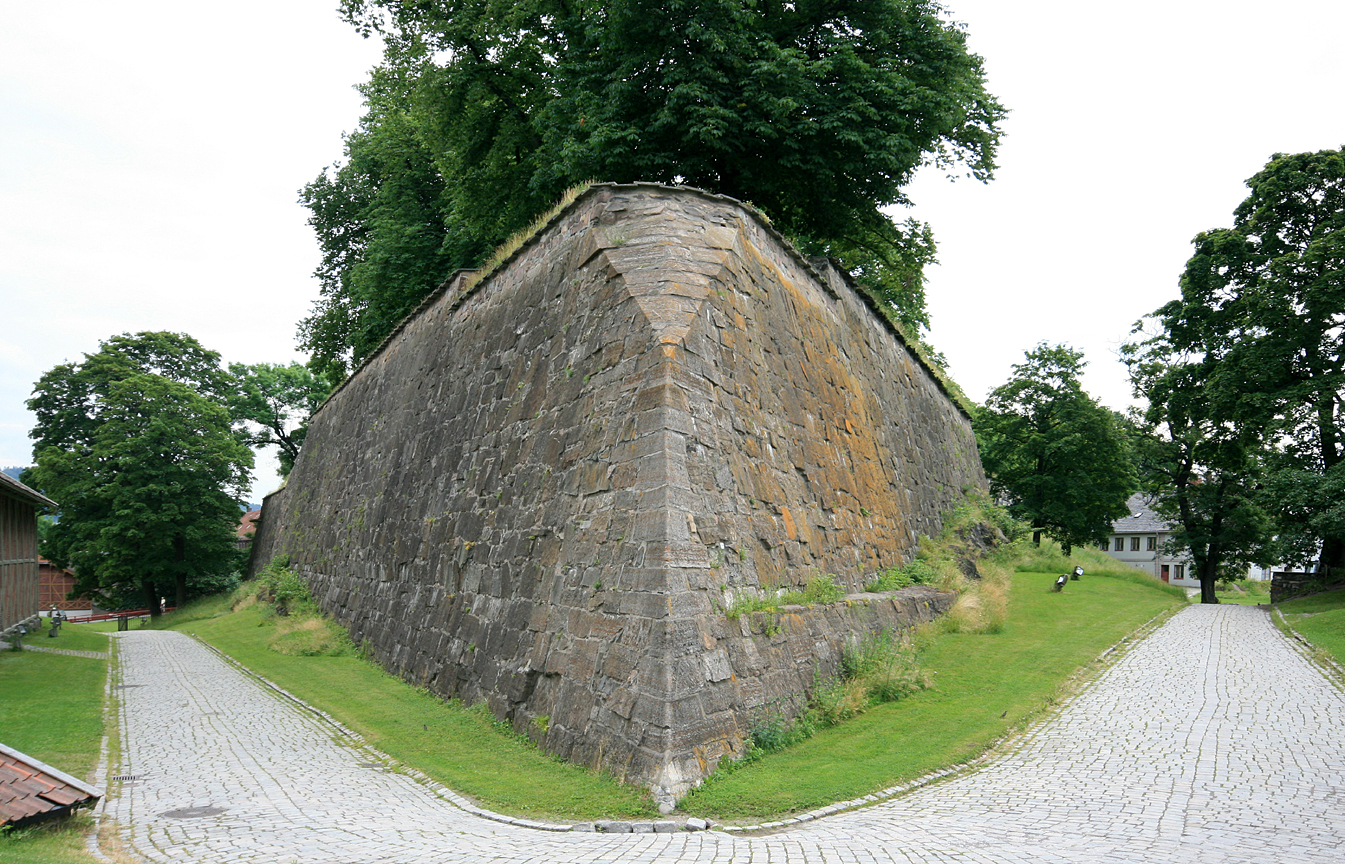
Skarpenort

Die Dronningens batteri (deutsch: Batterie der Königin), auch den store voll (deutsch: der große Wall) genannt, wurde 1567 zusammen mit der Kongens batteri angelegt. Im Erdwall der Batterie befinden sich ein alter Munitionskeller und ein Brunnen. 1617 erging der Befehl von König Christian IV an den Statthalter Enevold Kruse den Brunnen zu reparieren. Über ihm war die Decke zusammengebrochen. Als 1648 ein neuer Hauptweg im Norden des Schlosses angelegt wurde, zerschnitt man den Wall und baute eine Unterführung. Diese brach kurz danach zusammen und wurde 1684 wieder auf gebaut. Eine Jahrzahl am Durchgang vermerkt den Umbau. Einige der Profilsteine, die den Durchgang stützen, stammen aus den abgetragenen Kirchen in Gamle Oslo. Seit den 1780er Jahren führt ein schmaler Gewölbegang zur Det dobbelte Batterie. Am Ende befindet sich ein Ausfalltor. Heute befinden sich zwei 12-Pfund-Kanonen aus dem 18. Jahrhundert auf der Batterie.
Die Kongens Batteri (deutsch: Königs Batterie) ist ebenfalls Teil des Store voll. Innerhalb des Walls befindet sich unterhalb der Kongens Batteri eine Kasematte aus den 1580er Jahren, die die Ostseite des Schlosses schützen sollte. Im Süden gibt es zwei Kanonentore. Hier befanden sich zwei schmiedeeiserne Kanonen, die auf 15-Pfund-Kugeln ausgelegt waren. Da diese Kanonen aber die Flanke beschützten, konnten sie auch mit Schrot geladen worden sein. 1610 wurde die Kasematte mit einem Pfeiler und 2 Bögen verstärkt. Im Norden und Osten existiert seit dem 18. Jahrhundert eine Gewehrgalerie. Auf der Batterie stand seit dem 17. ein kleines Haus mit der Wachglocke. Außerdem befanden sich große Kartaunen-Geschütze auf der Batterie. Die Größten unter ihnen hatten Namen, beispielsweise Grumme Løve, Bjørnen (30-Pfund) und Liljekartoven (40-Pfund). Heute stehen vier englische Vorderladerkanonen auf der Batterie, die aus dem Jahr 1871 stammen. Als am 9. Juni 1905, kurz nach der Unabhängigkeit von Dänemark, auf Akershus die rein norwegische Flagge gehisst wurde, feuerte man von der Kongens batteri Salutschüsse ab.
Det dobbelte batteri (deutsch: die doppelte Batterie) entstand erst gegen Ende des 17. Jahrhunderts. Vorher, in den 1630er Jahren, wurden jedoch schon die Außenmauern der Festungsmauern errichtet. Über ein Tor in der Südmauer, das dobbelte Lønnporten, gelangte man entlang des Felshanges vor der Dronningens batteri zum Lønnporten am Knutstårnet. Als die dobbelte Batteri gebaut wurde, erhielt sie Geschütze auf 2 Ebenen. Die unteren, zwei 6-Pfund-Kanonen, befanden sich in einer großen Kasematte mit Kanonentoren zur Nordseite. In einer kleineren Kammer des Gewölbes bewahrte man das Schießpulver auf. Die oberen Geschütze, sechs 12-Pfund-Kanonen aus Eisen, standen auf dem Dach der Kasematte, als Fortsetzung des Wallgangs lange Linje. Deshalb erhielt sie im 17. Jahrhundert auch den Beinamen Nye batterie paa Linien af Skarpenort (deutsch: neue Batterie auf der Linie von Skarpenort). Dicht daneben existierte ein kleines Ausfalltor. Eine Zeichnung von 1757 zeigt einen Überbau der Batterie mit einem Fachwerkhaus. Die nördliche und östliche Wand waren für Geschütze geöffnet. 1967 und 1968 fanden große Umbauten statt. Die Batterie wurde zum Norges Hjemmefrontmuseum umgebaut und einer der Anbaue verschloss das dobbelte Lønnporten.
Die Bastion Skapenort wurde von 1593 bis 1604 im Auftrag des Statthalters Axel Gyldenstierne, später Jørgen Friis, nach den Plänen des Architekten Isaac von Geelkeerk gebaut. Sie hieß ursprünglich Scherpenhoeck oder Scherpenoort. Später wurde sie in Skarpenort umbenannt und war auch als Escarpe du Nord bekannt. Im 18. Jahrhundert wurde die Bastion mit vier 26-Pfund- und zwei 24-Pfund-Kanonen bestückt. Heute kann man auf zwei alte 24-Pfund-Halbkartaunen sehen. Sie wurden in Freiburg für den Kurfürsten von Sachsen gegossen, der sie an den Herzog Aldolf von Schleswig-Holstein-Gottorp verschenkte. Später ließ König Christian IV. sein Monogramm auf sie prägen. 1651 überführte man sie von Kopenhagen zur Festung Båhus in Norwegen. Als Båhus im Jahr 1658 an Schweden fiel, beorderte König Frederik III. sie nach Akerhus. Hier kamen sie bei der Belagerung durch den schwedischen König Carl XII. zum Einsatz. Zu festlichen Anlässen werden heute die Salutschüsse von dieser Bastion abgefeuert.
Kronprinsens bastion (deutsch: Kronprinzens Bastion) ist eine regelmäßige Bastion und wurde in der ersten Bauphase zwischen 1593 und 1604 angelegt. Auf einem Quaderstein auf der rechten Fasenmauer ist das Datum Anno 1618 den 12. Aprillis eingraviert. Dies war höchstwahrscheinlich der Ausgangspunkt für die weiteren Bauarbeiten. Mittig auf der Mauer befindet sich eine Kasematte. Sie wird auf alten Zeichnungen auch bombaraque genannt. Die Innenseite der Bastion war mit Erdwällen aufgefüllt. Dort lag um 1630 Majorens hus (deutsch: Haus des Majors) mit Garten und einigen Nebengebäuden, beispielsweise einer Waschküche und einem Stall. Das Haus wurde jedoch schnell durch ein neues Gebäude ersetzt. Zuletzt stand hier das Obersten hus, das 1673 von einem Brand zerstört wurde. Um 1830 wurden die Erdwälle der Bastion entfernt, um der Strafanstalt mehr Baugrund zur Verfügung zu stellen.
Die Prins Carls Bastion ist eine regelmäßige Bastion, die während der ersten Bauphase der Festung (1616–1653) angelegt wurde. In den 1650er Jahren war sie als Flankenbauwerk gegen Munkstårnet fertiggestellt. Im selben Zeitraum wurden auch die Mauern erhöht. Bevor das Tor in der Ostkurtine gebaut war, befand sich hier von 1625 bis 1653 ein provisorischer Hauptzugang zum Schloss.

#### Arkeligården, Corps de Garde und Redderstedet

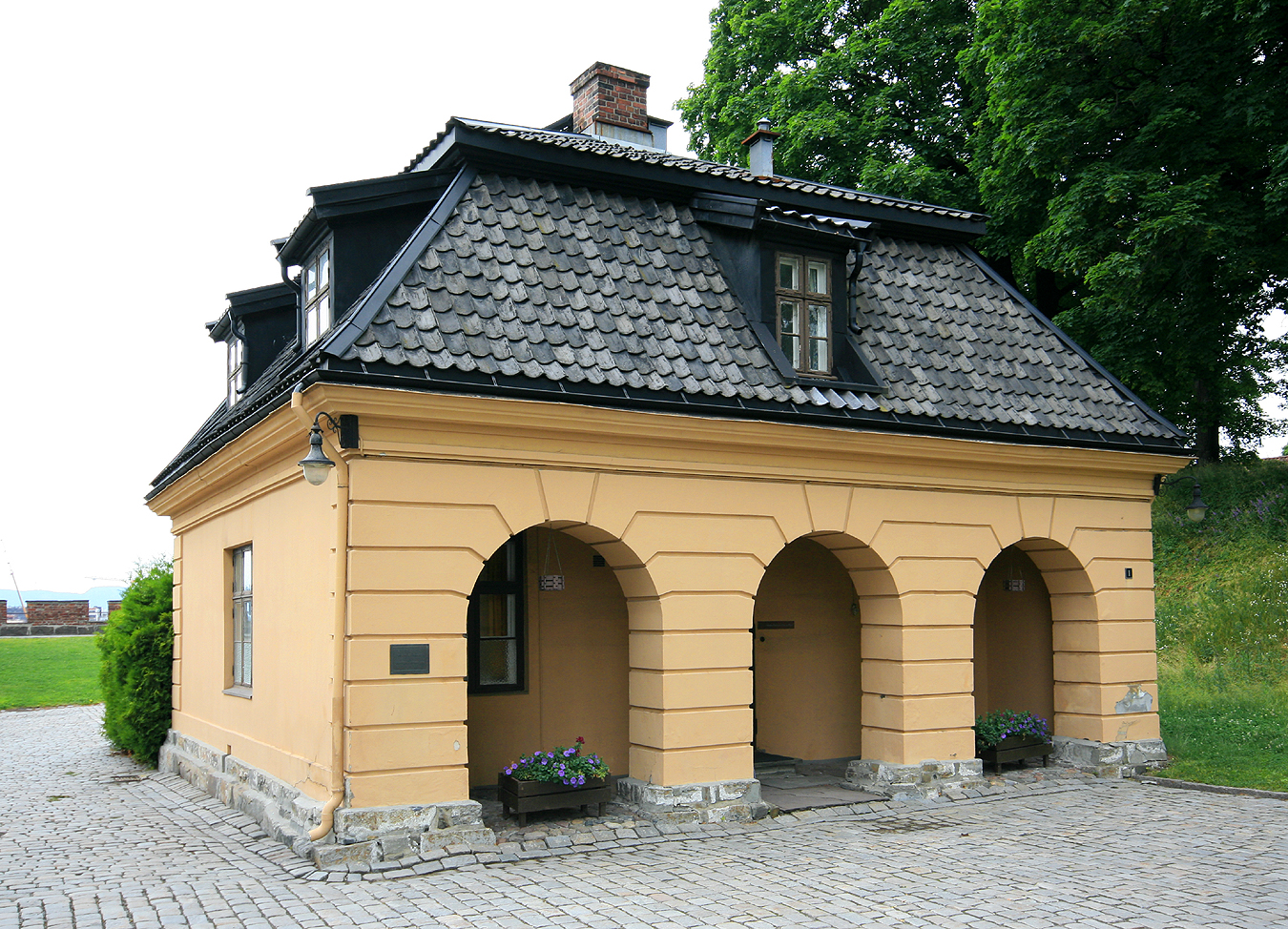
Corps de garde

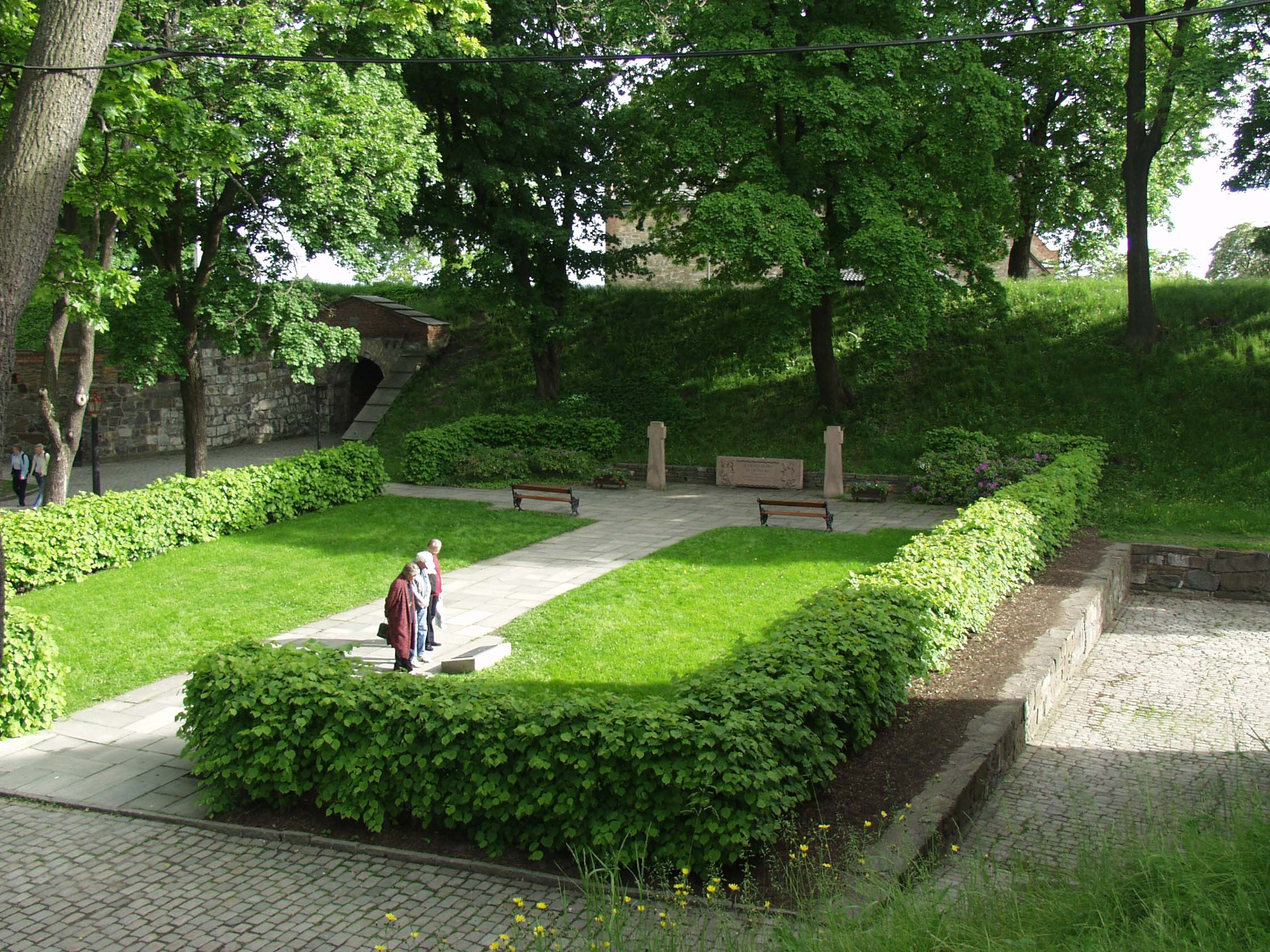
Retterstedet

Arkeligården befindet sich hinter der Kongens und dronningens batteri. Die angehäuften Erdmassen kaschieren das abschüssige Berggelände. Hier stand früher die nördliche Ringmauer. Bei Probebohrungen im 20. Jahrhundert konnte man Reste der Mauer nachweisen und fand ebenfalls die Kante des nördlichen Grabens. Im Arkeligården befindet sich die Corps de Garde. Außerdem standen hier ein Wohngebäude des Schlosshausmeisters sowie det 8-kantete fengsel (deutsch: das achteckige Gefängnis), welches auch ensomt fengsel (deutsch: einsames Gefängnis) genannt wurde. Diese beiden sind heute nicht mehr vorhanden.
Corps de garde ist ein Barockgebäude mit offener Pfeilerhalle aus dem Jahr 1754. Es diente als Wachgebäude mit Arrestzelle. Später wurde es als Wohngebäude genutzt.
Retterstedet (deutsch: Richtplatz) bezeichnet die ehemalige Hinrichtungsstätte der Festung Akershus. Sie liegt vor dem store voll neben dem Gebäude der dobbelte batteri. Während des Zweiten Weltkrieges, im Februar und März 1945, wurden hier 42 Norweger unter deutscher Besatzung umgebracht. In einem Baum sind heute noch mehrere Einschusslöcher sichtbar. Der damalige Ministerpräsident der Partei Nasjonal Samling, Vidkun Quisling, wurde nach seiner Verhaftung jedoch nicht hier, sondern an anderer Stelle auf der Festung hingerichtet. Heute erinnert das Denkmal Per Palle Storms in dem kleinen Park an seine ehemalige Funktion. Das Mahnmal wurde am 8. Mai 1949 von König Håkon eingeweiht. Seither werden an diesem Ort jedes Jahr Kranzniederlegungen begangen, oft von Musikcorps oder Gesangschören begleitet. Von Zeit zu Zeit nehmen auch ausländische Ehrenabteilungen an der Zeremonie teil.

#### Skapenorts kruttårnet und Blykjelleren

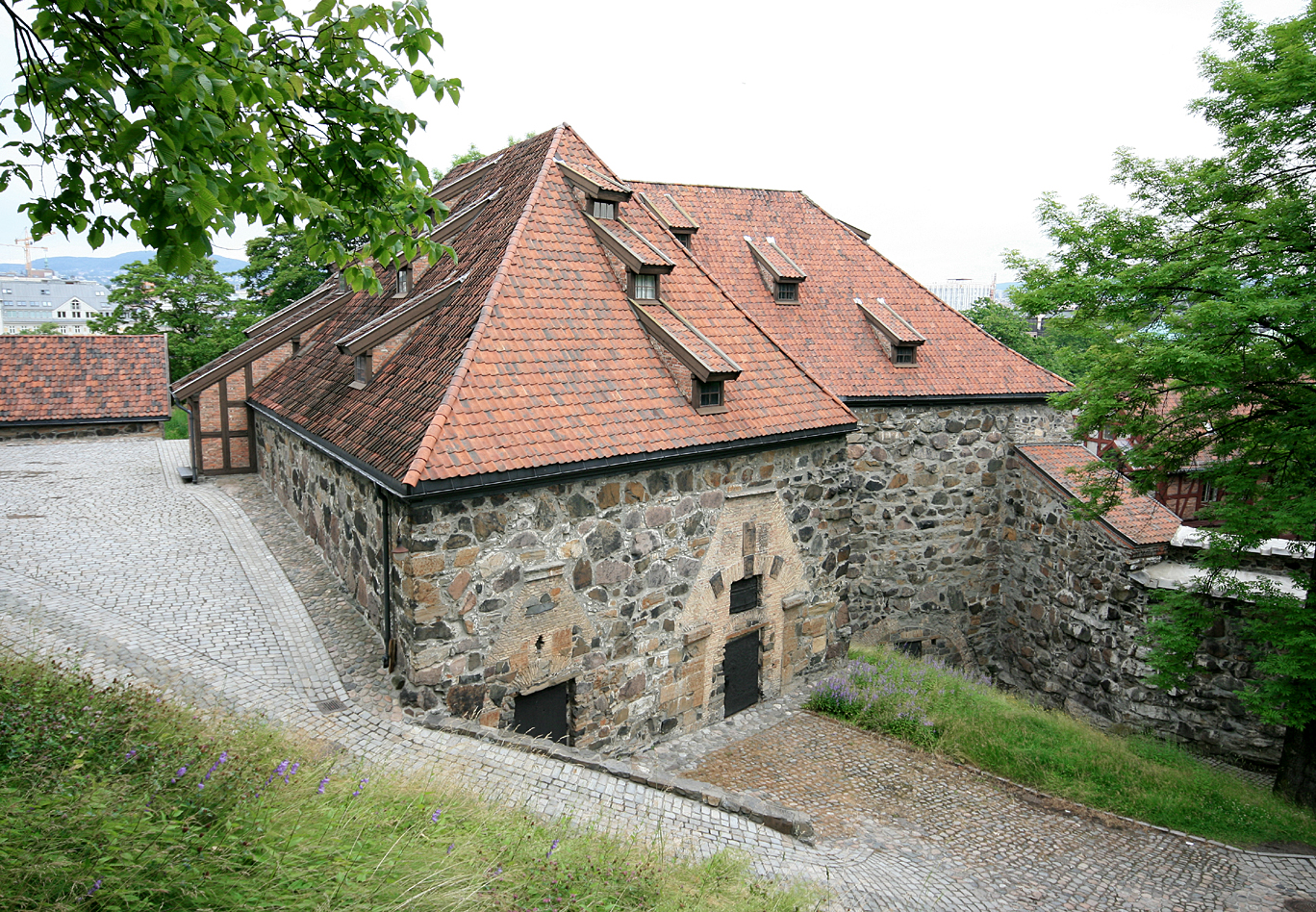
Skarpenords kruttårn, im Hintergrund das Dach des Blykjeller

Skarpenorts kruttårn (deutsch: Skarpenorts Pulverturm), auch den store kruttårn (deutsch: der große Pulverturm) genannt, wurde 1657 als Pulverlager angelegt. Darüber hinaus wurde das dreigeschossige Bruchsteingebäude als Torturm genutzt. Zwei große Gewölbegänge verlaufen durch das Haus und mündeten auf seiner Südseite vor zwei Toren. Diese sind heute vermauert und durch zwei kleinere Eisentüren ersetzt. Durch den Rechten der beiden Gänge gelangt man vom unteren in den oberen Festungsbereich, durch den Linken kommt man in den Blykjeller. Eine dritte Tür auf der Südseite führte durch einen weiteren kleineren Gewölbegang unterhalb der anderen beiden Gänge zum Ausfalltor in der nördlichen Kurtine. Am Torgewölbe des Durchgangs befindet sich das Monogramm König Frederiks III. mit der Jahreszahl 1657. Unterhalb des Monogramms sind drei mit Ornamenten verzierte Sandsteine eingelassen. Sie gehörten einst zum Prachttor des Statthalters Hannibal Sehested auf der östlichen Kurtine. Als im Jahr 1693 das Tor neben dem Skarpenorts kruttårn geöffnet wurde, verlor es die Funktion als Torhaus.
Der Blykjeller (deutsch: Bleikeller) wurde wahrscheinlich um 1600 zusammen mit der Bastion Skarpenort angelegt. Das Bruchsteingebäude reicht tief in die Erde und ragt nur wenig über das Gelände hinaus. Innen besitzt es ein Gewölbe aus Ziegeln. Möglicherweise wurde es als Kasematte der rechten Flanke der Bastion angelegt. In diesem Fall könnte es das Gebäude den høie Kasemat sein, dass Axel Gyldenstjerne in der Bastion anlegen ließ. Das konnte jedoch nicht zweifelsfrei nachgewiesen werden. Auf einem Eckstein ist das Jahr 1773 eingraviert. Dies kann allerdings nicht das Jahr der Grundsteinlegung angeben, da es auf Frieboes Karte aus dem Jahr 1778 schon als alt und untauglich beschrieben wird. Seit 1657 ist das Gebäude durch einen Gewölbegang mit Skarpenorts kruttårn verbunden und wurde wahrscheinlich als Munitionslager genutzt.

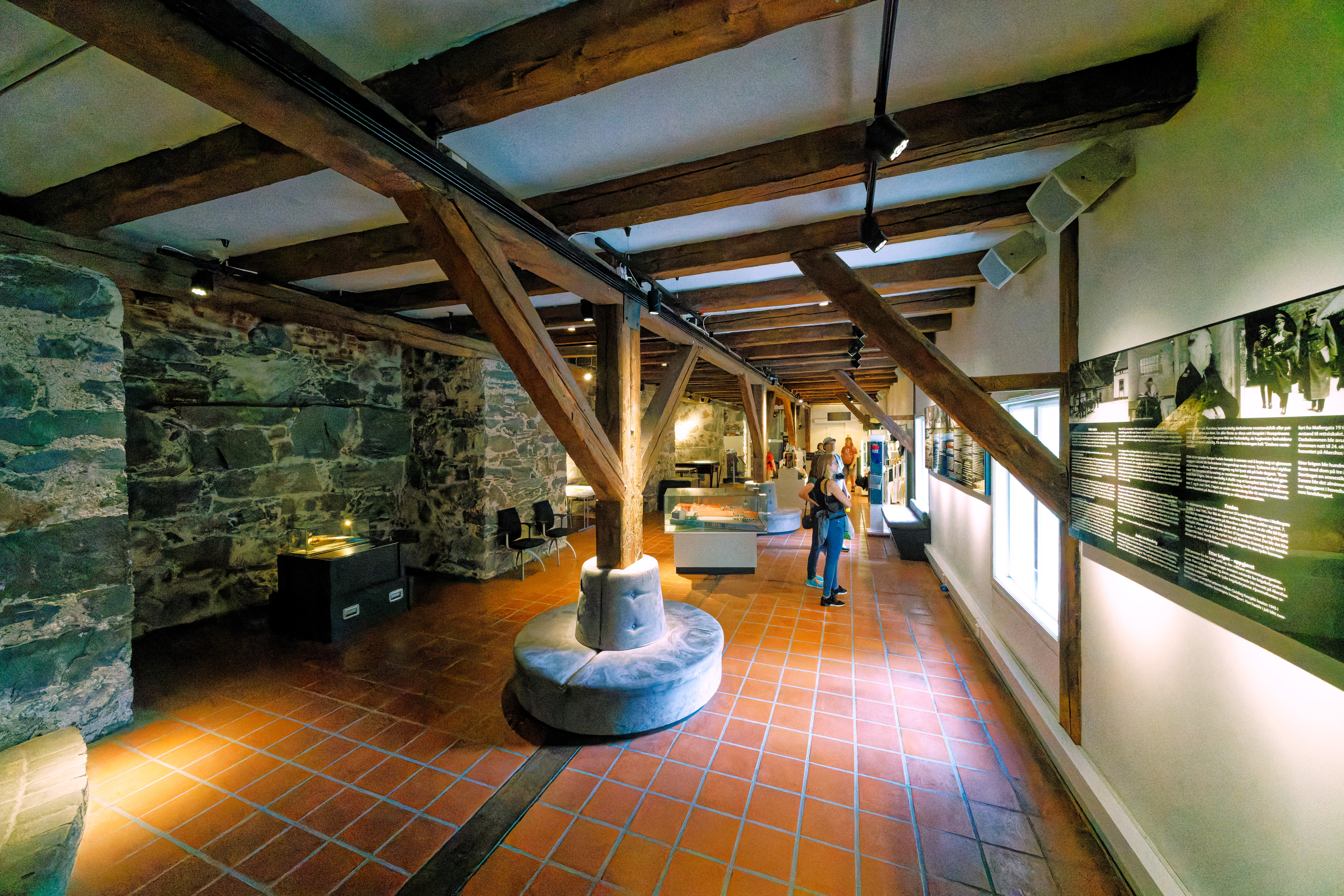
Blick in das Besucherzentrum.

#### Artilleribygningen, Kronprinsens Kruttårnet und Halmlageret

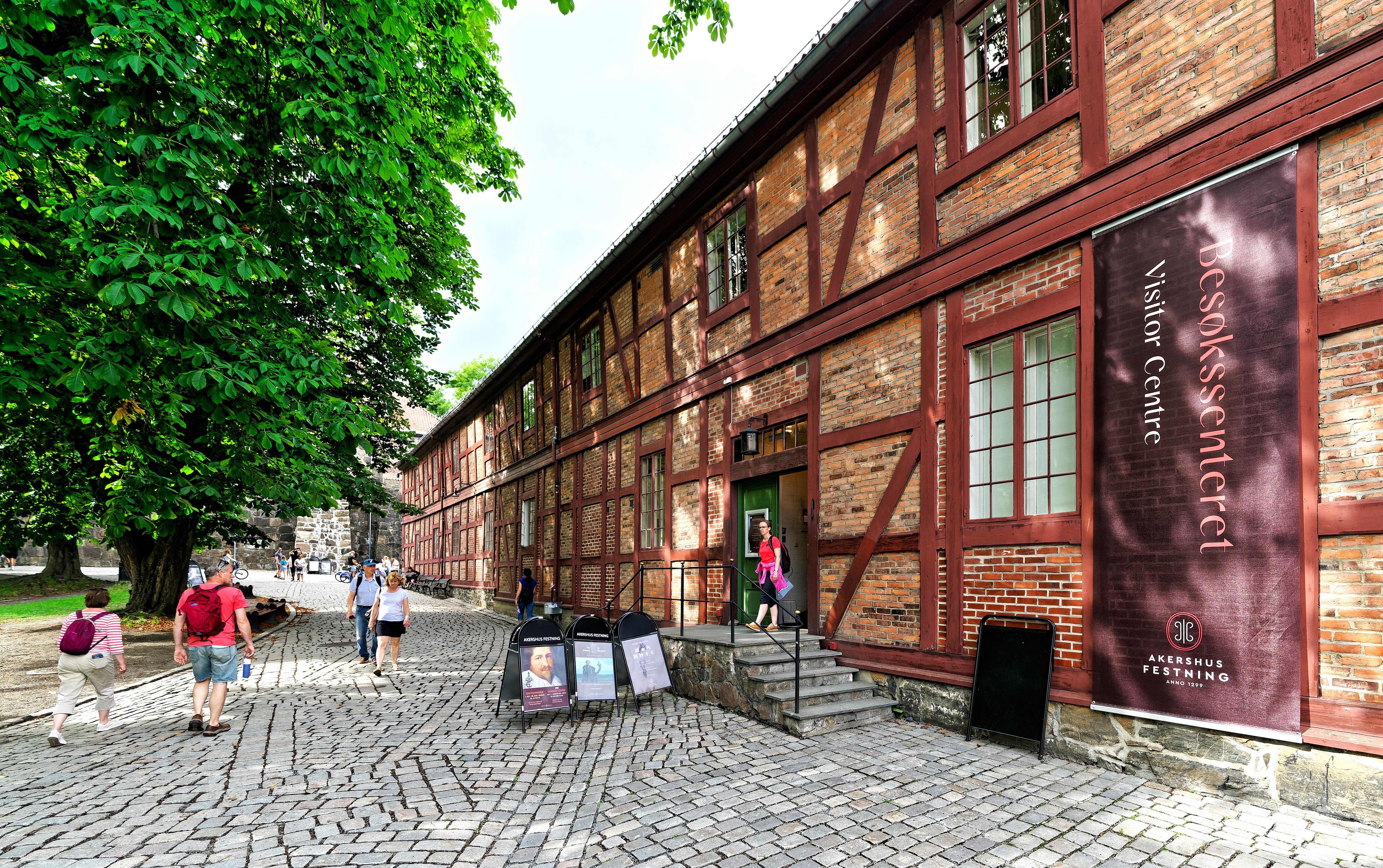
Das Besucherzentrum im Artillerigebäude.

Das 1774 erbaute Artilleribygningen (deutsch: Artilleriegebäude) wird auch det lange røde hus (deutsch: das lange rote Haus) genannt. Auf dem südlichen Eckstein ist sein Baujahr eingraviert. Es wurde auf der nördlichen Kurtine erbaut und innerhalb des Gebäudes sind die Stützpfeiler der Kurtine noch vorhanden. Früher gab es vom Haus einen Gang der zu einem Ausfalltor in der Kurtinenmauer führte. Dieser ist mittlerweile verschüttet, aber eine Eisentür in der Mauer deutet noch auf den Ausgang hin. Um ihn zu bauen, wurde der westliche Teil des Hauses 1834 abgetragen. Bis ins 19. Jahrhundert wurde das Gebäude für verschiedene Zwecke genutzt, hauptsächlich jedoch als Lagerhaus. Im Jahr 1973 fand ein großer Umbau statt. Das Riksantikvaren bezog das Haus und richtete eine Bibliothek und Archive im Erdgeschoss ein. Im Obergeschoss entstand eine Büroetage. Die Abteilung blieb bis 1991 in den Räumen, danach übernahm das Miljøverndepartment (deutsch: Umweltamt) das Gebäude. Heute befindet sich ein Informationszentrum im Haus.
Kronprinsens kruttårn (deutsch: Kronprinzens Pulverturm) war ursprünglich ein eingeschossiges Haus mit Mansarddach aus dem Jahr 1755. Die Pulverkammer war als Gewölbe ausgeführt. 1830 wurde eine zweite Etage ins Gebäude eingezogen. Dort wurden Schlafplätze für 50 bis 60 Strafgefangene eingerichtet, da das Kornmagasin bereits voll belegt war. Hier saß ab 1835 unter anderem auch der Dieb Ole Høiland ein, bis er sich vier Jahre später unter dem Boden durchgrub. Im Jahr 1853 wurde das Gebäude um eine weitere Etage aufgestockt und mit acht neuen Zellen ausgestattet. An der Außenfassade entstand ein neues Treppenhaus. Bei der Restauration 1983 / 1984 markierte man die ursprüngliche Profil des Gebäudes mit weißer Farbe.
Das Halmlageret (deutsch: Strohlager) wurde 1861 gebaut, nach dem die Erdmassen aus der Kronprinsen Bastion entfernt waren. Es sitzt direkt auf den Außenmauern der Bastion und diente als Lagerhaus für Stroh und Heizmaterialien. Im Jahr 1891 wurde es südwärts verlängert, um mehr Platz für Lager und Werkstätten zu schaffen. Das Riksantikvaren nutzte das Dachgeschoss von 1965 bis 1991 als Restaurationsatelier.

#### Karpedammen und Versorgungsgebäude

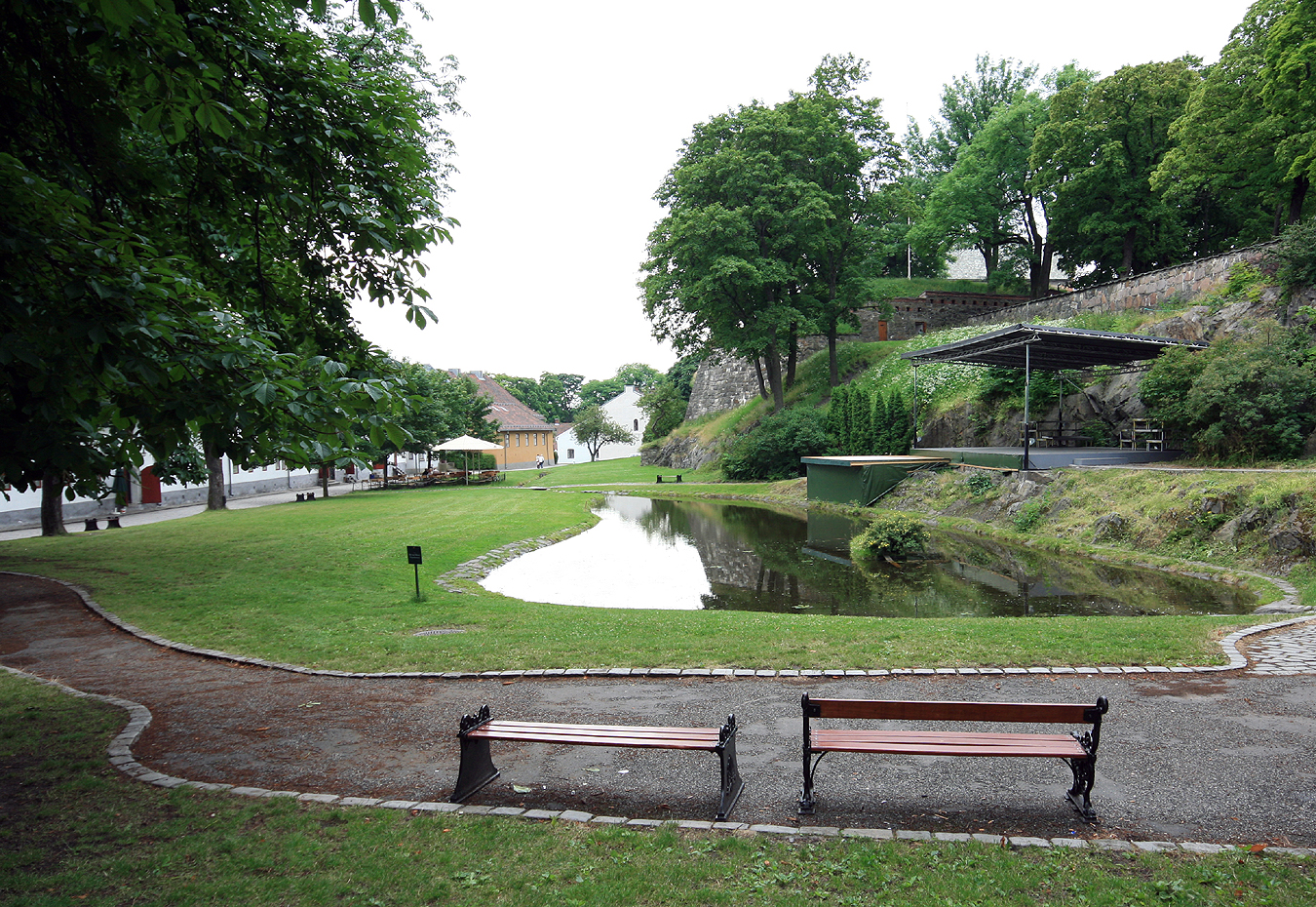
Karpedammen

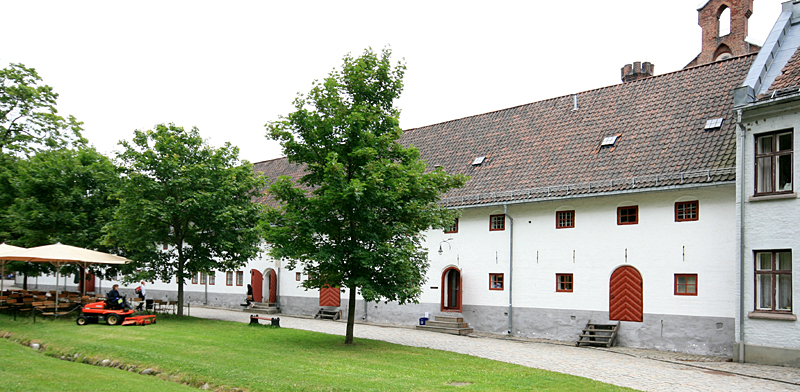
Store provianthus

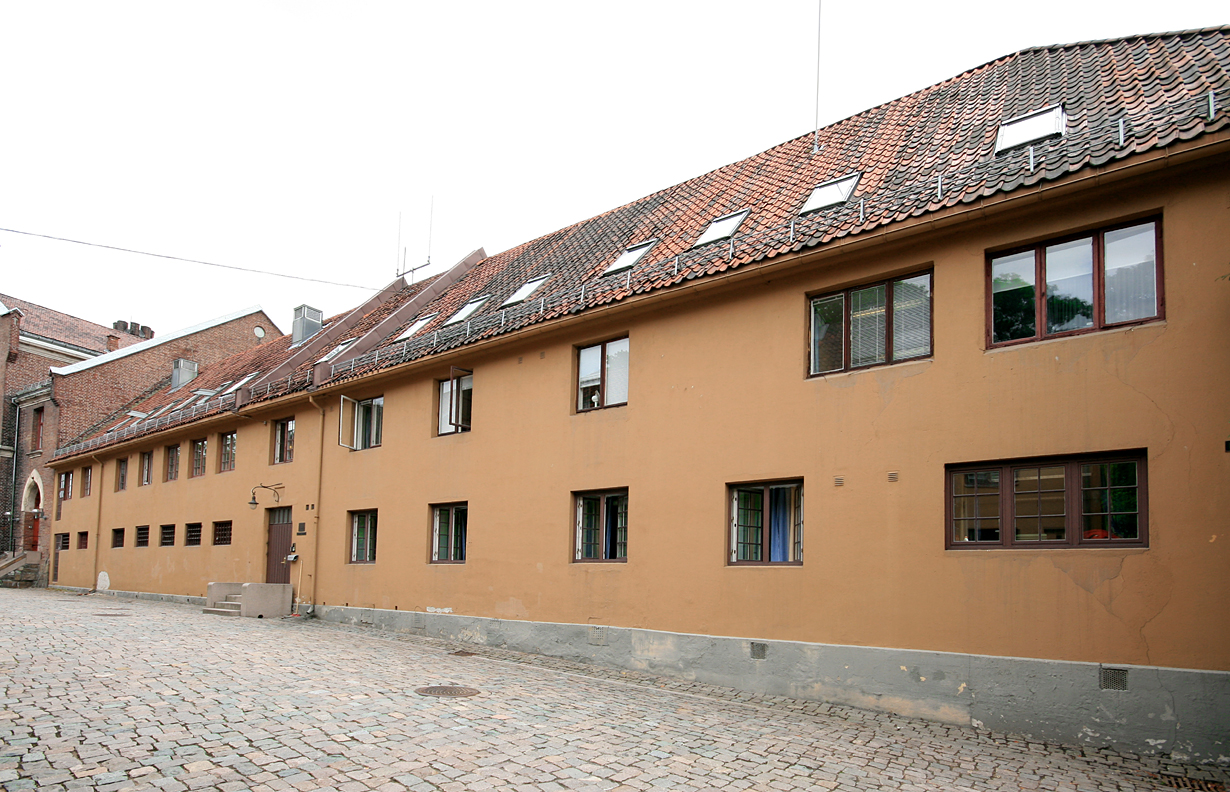
Kornmagasinet

Karpedammen (deutsch: Karpfendamm) ist Teil eines alten Wasserlaufs, der südlich der Prins Carls Bastion in die Bucht Bjørvika floss. Der Teich ist seit dem 18. Jahrhundert auf den Karten der Festung verzeichnet. Sowohl Mitte des 19. Jahrhunderts als auch Mitte des 20. Jahrhunderts wurde er wieder instand gesetzt. Heute ist er Teil eines kleinen Parks mit Freilichtbühne vor dem Store Provianthus.
Store Provianthus (deutsch: Großes Provianthaus) war ursprünglich, wie auch der Name besagt ein Proviantmagazin. Es wurde um 1690 errichtet und im 18. Jahrhundert zweimal verlängert. Nachdem der neue Weg westlich des Hauses fertig war, wurden um 1830 die Fenster und Türen von der Ostseite auf die Westseite verlegt. Vermutlich tauschte man zur selben Zeit das Tragsystem des Hauses aus, um mehr Korn lagern zu können. Später wurde dieses Gebäude auch vom Gefängnis benutzt. Ab 1950 bezog das Heermuseum die Räume.
Das Lille Provianthus (deutsch: Kleines Provianthaus) wurde 1751 gebaut und bis 1833 als Proviantmagazin genutzt. Im folgenden Jahr wurde es zum Gefängnis mit sechs großen Schlafsälen umgebaut und war unter Namen nordre strafanstaltbygningen (deutsch: nördliches Strafanstaltsgebäude) bekannt. Im Dachgeschoss richtete man 1838 zwei neue Arbeitsräume ein und schon zwei Jahre später erhielt das Haus einen zweigeschossigen Querflügel auf der Ostseite. In diesem waren hauptsächlich Arbeitsräume untergebracht. Im Jahr 1887 wurde es nordwärts verlängert. Seine endgültige Form erhielt es 1902/1903, als der nördliche Querflügel auf der Ostseite angebaut wurde. Dort waren auf jeder Etage zwei 10-Mann-Räume eingerichtet, nur das Dachgeschoss bekam Einzelzellen. Nach der Schließung des Gefängnisses im Jahr 1952 baute man das Gebäude zu einem Schulungszentrum aus und richtete Büroräume ein.
Das Kornmagasin (deutsch: Kornmagazin) wurde 1787 errichtet. Ab 1820 wurde es jedoch zum Landesgefängnis umgebaut. Es bot 150 Insassen Platz. Allerdings war der Platz so ausgelegt, dass sich zwei Gefangene ein Bett teilen mussten. Die Arbeitsräume waren im Erdgeschoss eingerichtet, die zwei Schlafsäle befanden sich im Obergeschoss. Der nördliche Teil des Dachgeschosses wurde 1835 als weiterer Schlafsaal benutzt. Im noch leer stehenden Teil des Gebäudes richtete man nun einen Handelsladen und zwei Krankenzimmer ein. Schon drei Jahre später nutzte man die verbliebenen Zimmer für zusätzliche Schlafräume. Als 1844 die Naturalienversorgung im Gefängnis eingeführt wurde, benötigte man den Handelsladen nicht mehr. Er wurde durch weitere Zellen ersetzt. Dabei entstanden eine dunkle Zelle und vier Zellen mit Fenstern. Zwischen 1873 und 1874 brach im Gebäude ein Brand aus und der entstandene Schaden wurde saniert. Der nördliche Gebäudeteil wurde 1888 umgebaut. Dort richtete man 12 Zellen ein und im Dachgeschoss entstanden sechs Schlafräume. Aber schon sieben Jahre später entstand auf beiden Etagen des Gebäudes ein Zellentrakt mit je 20 Zellen und einem Wachraum. Heute nutzt die Militärpolizei zusammen mit der königlichen Garde das Haus.
Die Bakeri (deutsch: Bäckerei) wurde 1759 erbaut und ersetzte die alte Bäckerei die ursprünglich an dieser Stelle stand. Neben dieser gab es einige Jahre noch eine weitere. Sie stand zwischen der Alten und der Hovedvakten, wurde aber abgerissen, als man den neuen Weg zur Festung angelegte. In der neuen Bäckerei installierte man vier Backöfen und vier Korntrocknungsöfen im Erdgeschoss, vier Handmühlen im Dachgeschoss. Im Jahr 1881 wurde die Bäckerei zu einem Handelsladen umgebaut. Kurze Zeit später fügte sich ein Bürotrakt an das Gebäude an, der als Hauptverwaltung des Gefängnisses diente. Er nahm auch einen Großteil der nördlichen Bäckerei ein. Auf der Ostseite des Gebäudes lag nun ein separater Eingang für die Bibliothek und das Lehrerzimmer. Die Verwaltung hingegen betrat man über den Westeingang. Im Jahr 1902 tauschte man auch hier das Tragsystem des Hauses aus und öffnete die Decke im Obergeschoss. Weiterhin richtete man Werkstätten für das Gefängnis ein. Nach der Schließung 1952 wurde das Haus zu Bürozwecken ausgebaut und seit einer Restauration 1998 / 1999 wird es als Schulungscenter genutzt.

#### Fengselkirken

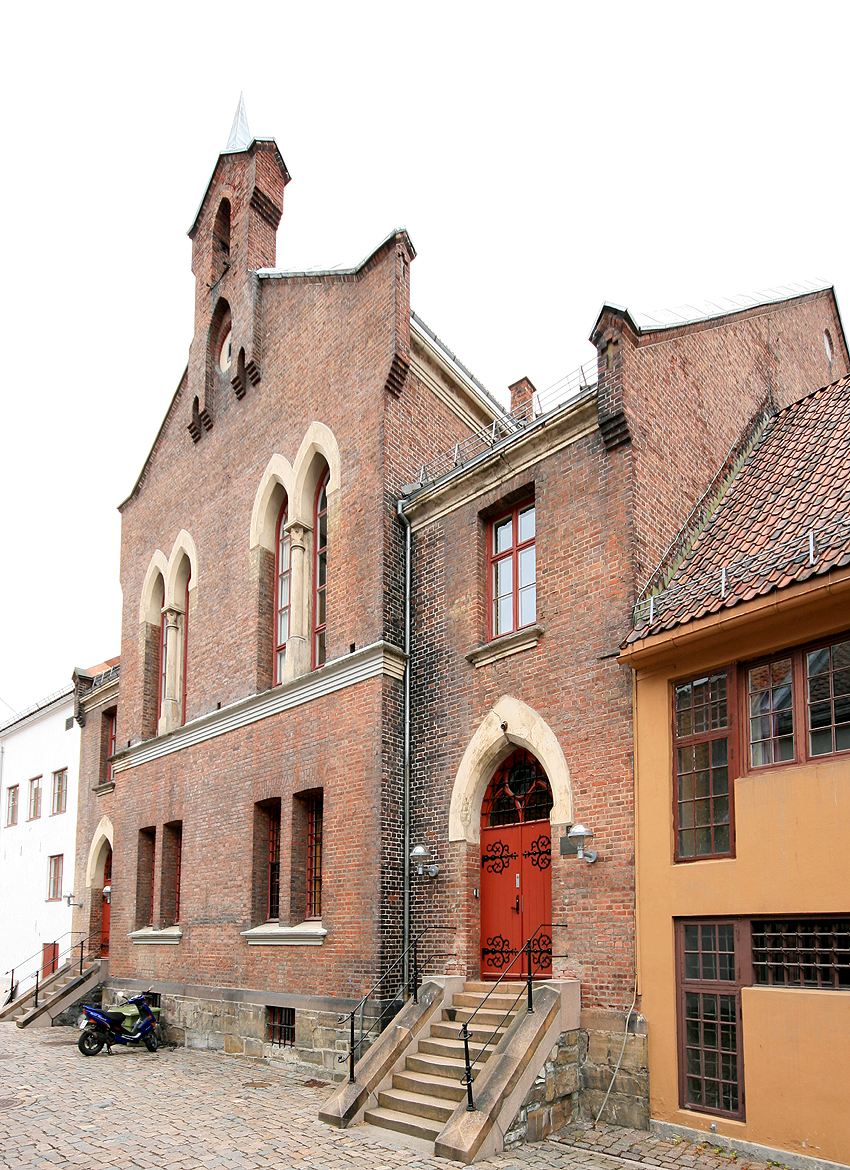
Fengelskirken

Die Fengselkirke (deutsch: Gefängniskirche) wurde von den Architekten Heinrich Ernst Schirmer und Wilhelm von Hanno entworfen und 1866 fertiggestellt. Im Erdgeschoss befand sich die Gefängnisküche und ein Bad. In der oberen Etage war der Kirchensaal sowie ein Schulungsraum untergebracht. Der Schulungsraum wurde später zugunsten des Kirchensaals aufgelöst, doch 1948 baute man das Gebäude um und es wurden Büros, eine Bibliothek und ein Schulungsraum darin eingerichtet. Die Küche war noch bis 1950 in Betrieb. 1968 wurde die Kirche restauriert und von 1998 bis 1999 sanierte man das Gebäude vollständig. Seitdem dient es den norwegischen Streitkräften als Schulungszentrum.

#### Kulegården
Kulegården bezeichnet die Ebene östlich des Schlosses neben dem Vågehalstårnet. Sie wird ebenfalls Østre Voll oder Østre Bastion genannt, wobei Letztere auf eine Missdeutung schließen lässt. Die Mauern, die die Ebene umgeben haben Funktion, die Ebene gegen Erdrutsche zu schützen und bilden keine Verteidigungslinie. Aufgrund der Erdrutschgefahr ließ man 1631 eine breite Verstärkungsmauer errichten: Den store pille.
Das Plateau diente als Baugrund für verschiedene Gebäude. So lag direkt an der Nordwand des Vågehalstårnets Hannibals dobbelte karnapp. 1619 ließ Christen Munk die Munkestuen erbauen. Dies war ein zweigeschossiges Holzhaus, in dem im Erdgeschoss die neue Küche des Schlosses untergebracht war. Im Obergeschoss lag die Wohnung des Statthalters. Zu Sehesteds Zeiten befand sich Frøkenens vinterstue, auch das große Gemach genannt, in diesem Haus. Alle Anbauten auf der Terrasse wurden im 18. Jahrhundert abgerissen, da sich der Boden senkte. In den 1980er Jahren gab es erneut Erdrutsche. Daraufhin baute man die Verstärkungsmauern zurück und führte den nördlichen Teil als Glacis aus. Die Treppe, die dort seit dem 19. Jahrhundert existierte, wurde ebenfalls entfernt.

#### Gebäude um den Michael von Sundts Plass

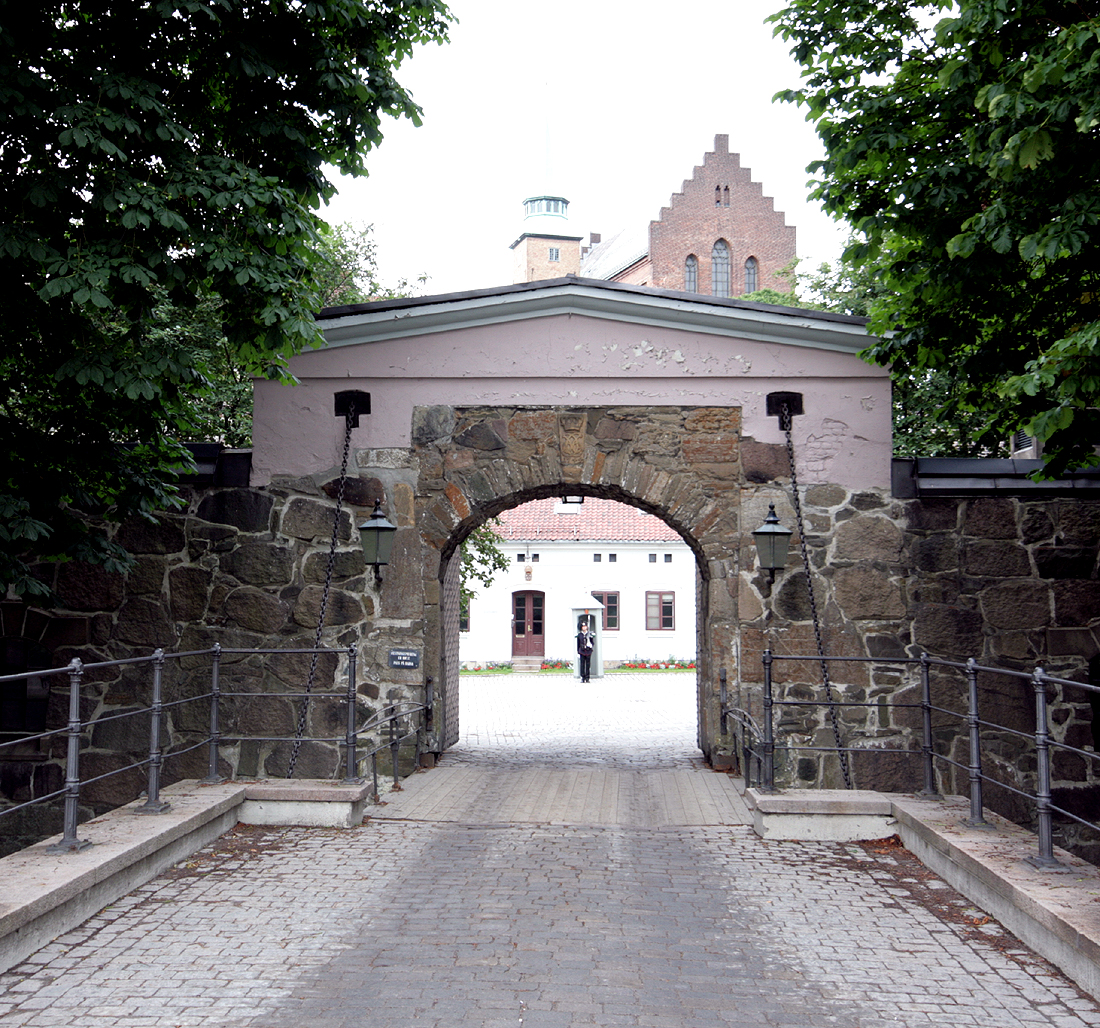
Festningsporten

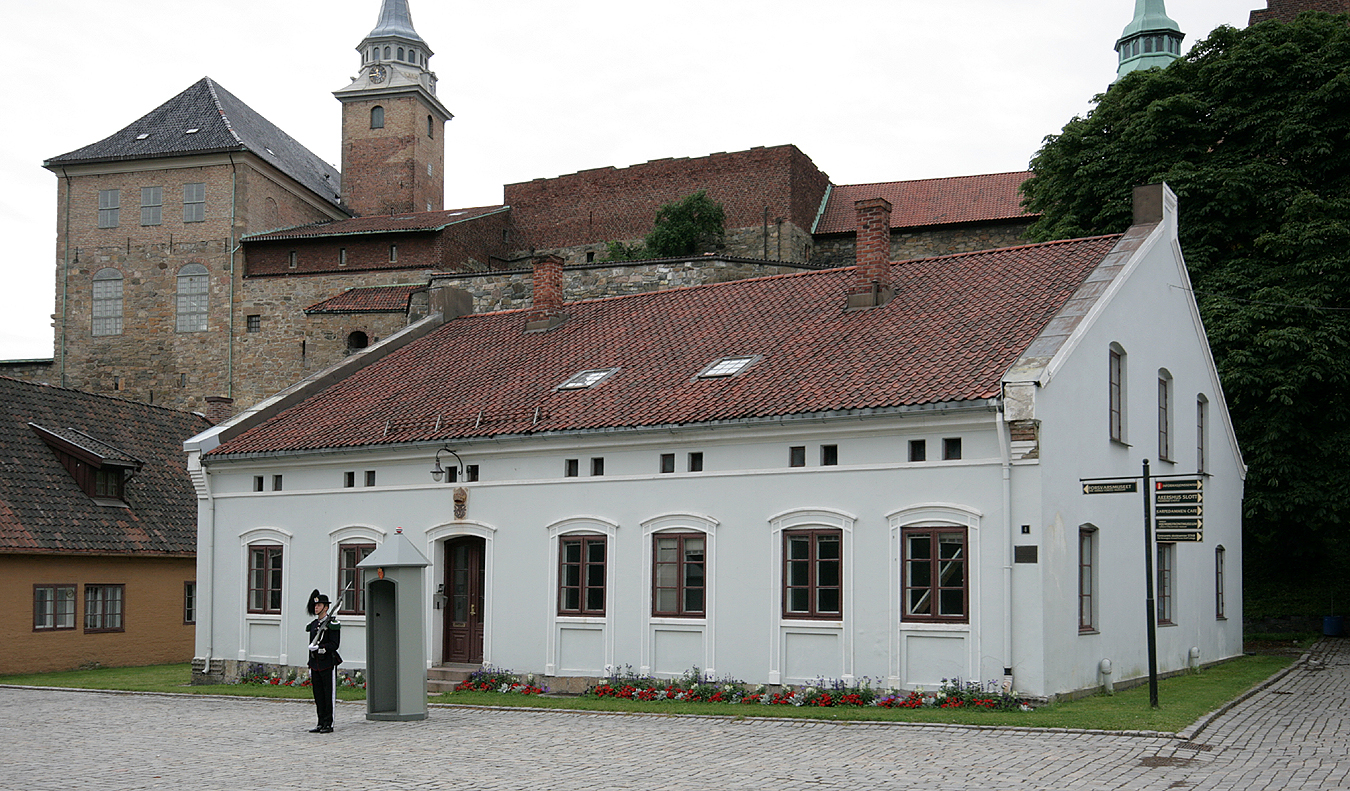
Hovedvakten

Das Tor Festningsporten (deutsch: Festungstor) bildet den heutigen Haupteingang zur Festung. Über die Festungsbrücke gelangt man vom Festungsplatz durch das Tor auf den Michael von Sundts Plass. Der Platz ist nach dem Generalquartiermeister Michael von Sundt (1679–1753) benannt und dient als Exerzierplatz für die königliche Garde. Schon der König Christian IV. wollte den Haupteingang von der Prins Carls Bastion hierher verlegen lassen und ließ 1620 eine Öffnung inmitten der östlichen Kurtine schlagen. Da die politischen Spannungen zwischen Schweden und Dänemark zunahmen, die auch Norwegen betrafen, verschloss man die Öffnung 1624 mit 24.000 Mauersteinen. Innenseitig errichtete man ein Bollwerk aus Holzstämmen, die binnen kurzer Zeit mit Erde befüllt werden konnten, um die Schwachstelle zu verstärken. Im darauf folgenden Jahr erging die Order, alle Arbeiten an der Festung ruhen zu lassen. Die Erdwälle vor der Stadt sollten zuerst fertiggestellt werden. Im Jahr 1628 beendete man die Arbeiten am Hovedtangendam, der sich vor der östlichen Kurtine zwischen der Prins Carls Bastion und er Kronprinsens Bastion erstreckte. Er verband den Myntedam über eine Schleuse mit dem Oslofjord. Die Arbeiten am Festungstor begannen erst wieder, als der König 1646 der Festung einen Besuch abstattete. Im Jahr 1653 waren das Tor und die Brücke fertiggestellt. Auf dem Tor befindet sich das Monogram König Christian IV. und die Jahreszahl 1744. Diese stammt von einer späteren Ausbesserung. Auch die Brücke wurde mehrere Male erneuert, beispielsweise wurde 1848 eine neue Zugbrücke gebaut. Der Damm wurde im 19. Jahrhundert trockengelegt. Dadurch konnte die Kongensgata in den 1920er Jahren bis zum Hafen fortgeführt werden. Daraufhin wurde die Brücke abermals erneuert.
Innerhalb der Bastionsfestung befinden sich entlang der Kurtine, neben dem Festungstor, das Nordre und Søndre brohus (deutsch: nördliches und südliches Brückenhaus). Das südliche wurde von Otto Fougner als Finanz und Wertpapierdepot entworfen. Das nördliche diente dem Post- und Marineamt als Lagerhaus.

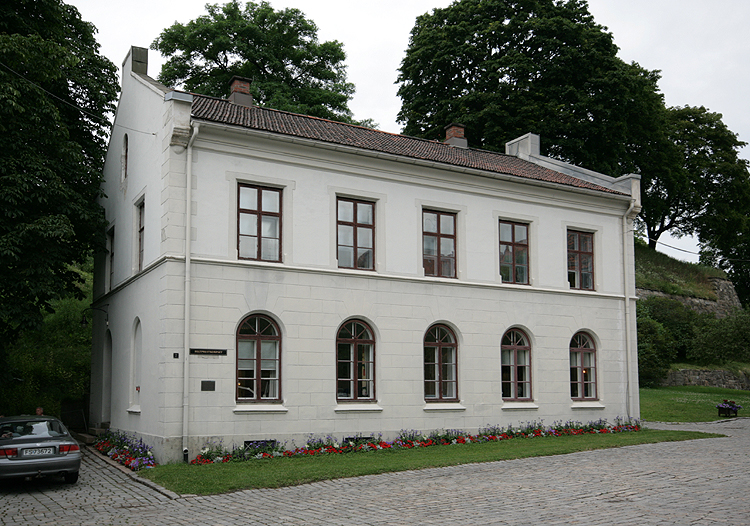
Fengselsdirektørboligen

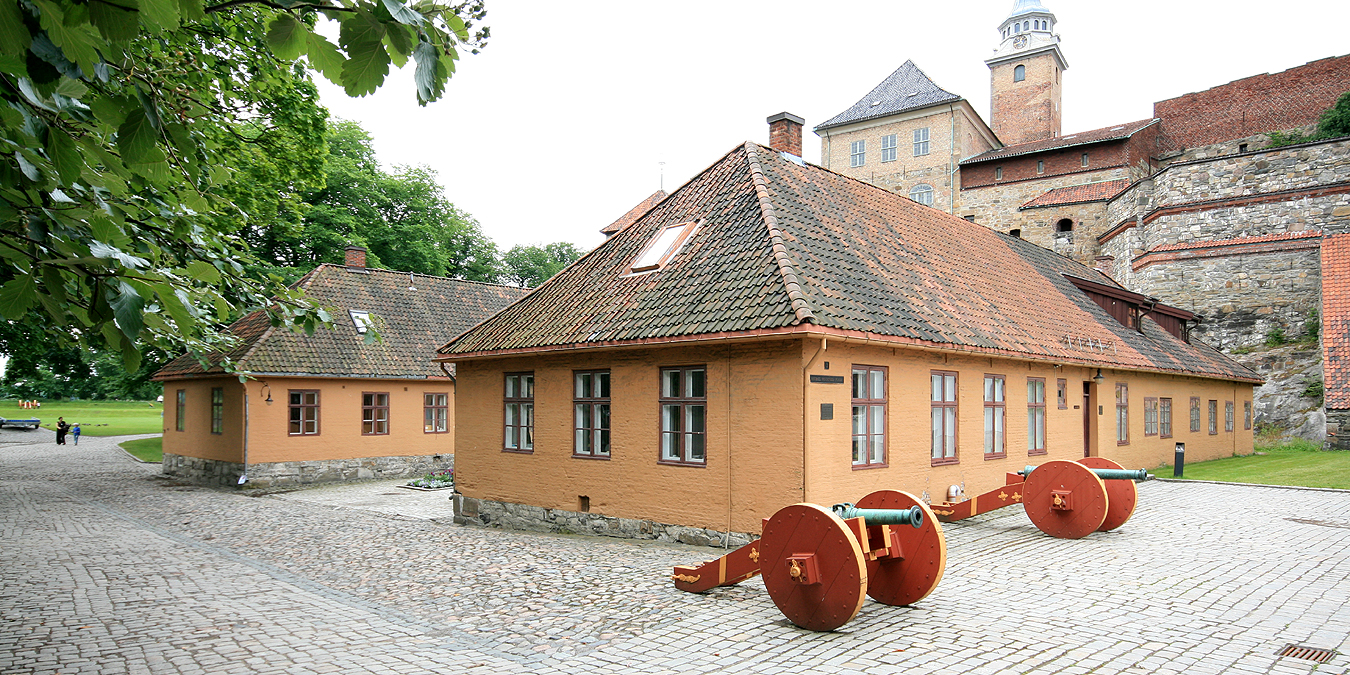
Barakker

Das Fengselsdirektørboligen (deutsch: Wohnhaus des Gefängnisdirektors) wurde als Wohnhaus für den Hausmeister gebaut. Im unteren Geschoss befanden sich darüber hinaus ein Büro für den Pfarrer, Archive und ein Laden, in dem die Produkte des Gefängnisses verkauft wurden. Ab circa 1890 bis 1961, als das Gefängnis geschlossen wurde, wohnte der Gefängnisdirektor im Haus. Es ist ein gut erhaltenes und zeittypisches Wohnhaus aus dem Typus der kleinen Osloer Mietshäuser. Heute befinden sich Büros im Haus.
1724 wurde die Hovedvakt, auch Hoved Corps de Garde genannt, errichtet. Das eingeschossiges Haus fungierte als Wachstube und wurde kurz darauf auch als Arresthaus genutzt. Die Offizierswache lag auf der linken Seite des Eingangs und rechts war die Wachstube der Soldaten. Im hinteren Teil des Gebäudes befand sich ein großer Gemeinschaftsaal, in dem die Inhaftierten untergebracht waren. Für besonders gefährliche Gefangene oder Unruhestifter war eine Zelle in der Soldatenwachstube vorgesehen. Ab 1820 fand eine Übersiedelung der Gefangenen ins Kornmagazin statt und die Wachstube verzog in die Barakker. Fortan wurde das Gebäude als Krankenstube und Handelslokal betrieben. Außerdem wohnte der Generalgewaltige im Haus. Bei einem Umbau im Jahr 1855 erreichte es seine heutige Größe. Der Inspektor und Werksmeister des Landesgefängnisses bezog nun das Gebäude, in dem sich seit 1963 Büroräume finden.
Barakker (deutsch: Baracken) waren zeittypische Unterkünfte für Soldaten. Die Baracken um den Michael von Sundts Plass wurden in mehreren Etappen von 1747 bis 1778 gebaut. Elf Jahre nach der Fertigstellung richtete man im Nordflügel Gefängniszellen ein, in dem auch der Bauernführer Christian Lofthus einsaß. 1820 wurde es zur Hauptwache umgebaut. Später waren hier unter anderem auch Werkstätten und ein Laden untergebracht. Seit 1947 wird es als Bürogebäude genutzt.
Im 16. Jahrhundert und 17. Jahrhundert lag an dieser Stelle ein Garten. Dies zeigt auch ein Reliefbild auf dem Sarg König Frederik II. in der Domkirche zu Roskilde. Damals zeigte man in Norwegen großes Interesse an Gartenanlagen und Lusthäusern. Im Garten gab es einen Pavillon und auch von einem Hirsch, der den Garten zierte, wird berichtet. Zu Zeiten des Statthalters Jens Juels (1618–29) gab es im Garten ein Badehaus. Dieser Garten wurde zugunsten einer Reiterbahn entfernt. Heute befindet sich neben den Baracken der Munkedam, der im 18. Jahrhundert angelegt wurde. Er diente als Wasserspeicher und besaß eine unterirdische Verbindung zum Brunnen im Stallgården. Ebenso wie der Karpedamm wurde der Munkedamm Mitte des 19. und 20. Jahrhunderts instand gesetzt.

### Äußere Festung

#### Den nye Tenalje, Laboratorikjøkkenet, Hornverket und Høymagasinet

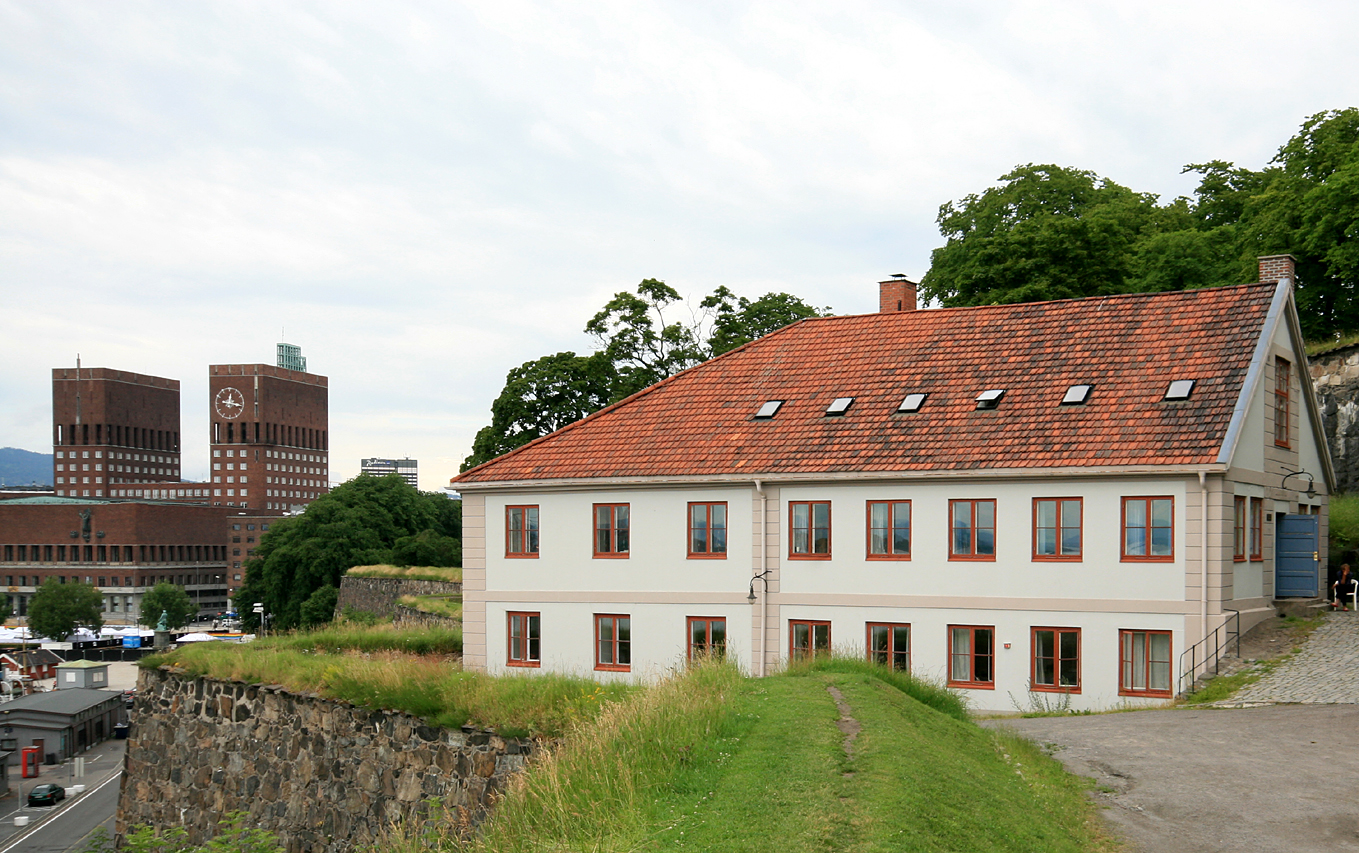
Laboratoriekjøkkenet auf der nye Tenalje

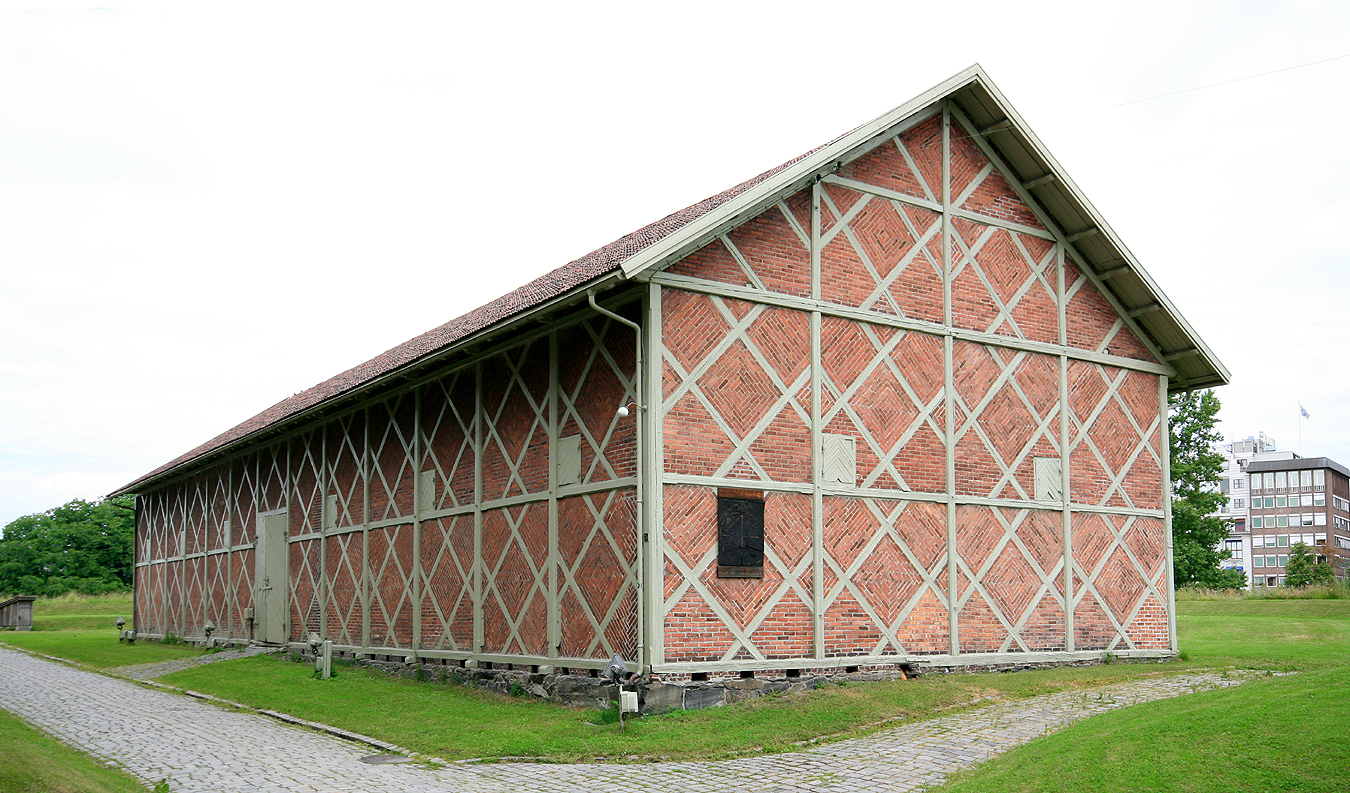
Høymagasinet

Den nye Tenalje (deutsch: die neue Tenaille) von 1750 ist das letzte große Befestigungswerk der Anlage. Um sie zu bauen, sprengte man Teile des Berges ab. Die entstandenen Felsbrocken nutzte man dann, um die Mauer zu errichten. Die Tenaille ist mit 36-Pfund-Haubitzen bestückt. An den Flanken sind 3- und 6-Pfund-Geschütze aufgestellt. Alle stammen aus dem 18. Jahrhundert.
Laboratoriekjøkkenet (deutsch: Laboratorium) ist das einzige Gebäude auf den nye Tenalje. Es entstand 1836 und wurde früher auch ensomt fengsel (deutsch: einsames Gefängnis) genannt. Das quadratische Gebäude mit Zeltdach, welches wahrscheinlich vom Ingenieur Michael Smith Arentz geplant wurde, verlängerte man 1915 ebenfalls im einfachen Empirestil. Bis 1862 wurde das Gebäude als Laboratorium genutzt, danach richtete man 4 Zellen in jeder Etage ein. Bei einem Umbau im Jahr 1910 wurden Werkstätten integriert. Heute befinden sich Büros im Haus.
Das Hornverk (deutsch: Hornwerk) begann man 1657 zu bauen, stellte es aber erst 1689 fertig. Ursprünglich befanden sich zwei Kasematten darin. Sie hatten ein Holzdach, das mit Erde überdeckt wurde. Im 18. Jahrhundert wurden sie verfüllt und man entdeckte sie erst 1897 wieder. Den Westteil grub man aus und restaurierte ihn in den Jahren von 1974 bis 1980.
Das Høymagasinet (deutsch: Heumagazin), das sich auf dem Hornverk befindet, stammt aus dem Jahr 1845. Es ist ein Fachwerkhaus, dessen Holzkonstruktion ein seltenes Muster erzeugt. Die Fächer sind ausgemauert. Die Dachkonstruktion aus Stahl war seinerzeit sehr fortschrittlich und wurde ursprünglich für den Bahnhof von Versailles entwickelt. 1970 wurde im Zuge der Restaurationen des Außengeländes diskutiert, ob man das Gebäude, wie auch das Restaurant Skansen auf dem Gelände des Kontraskjæret, abreißen solle. Doch man erkannte seinen Wert und das Byantikvaren, die städtische Denkmalbehörde, setzte es in den 1980er Jahren instand. Heute beherbergt es ein Stadtmodell Oslos.

#### Kontraskjæret und Reithalle

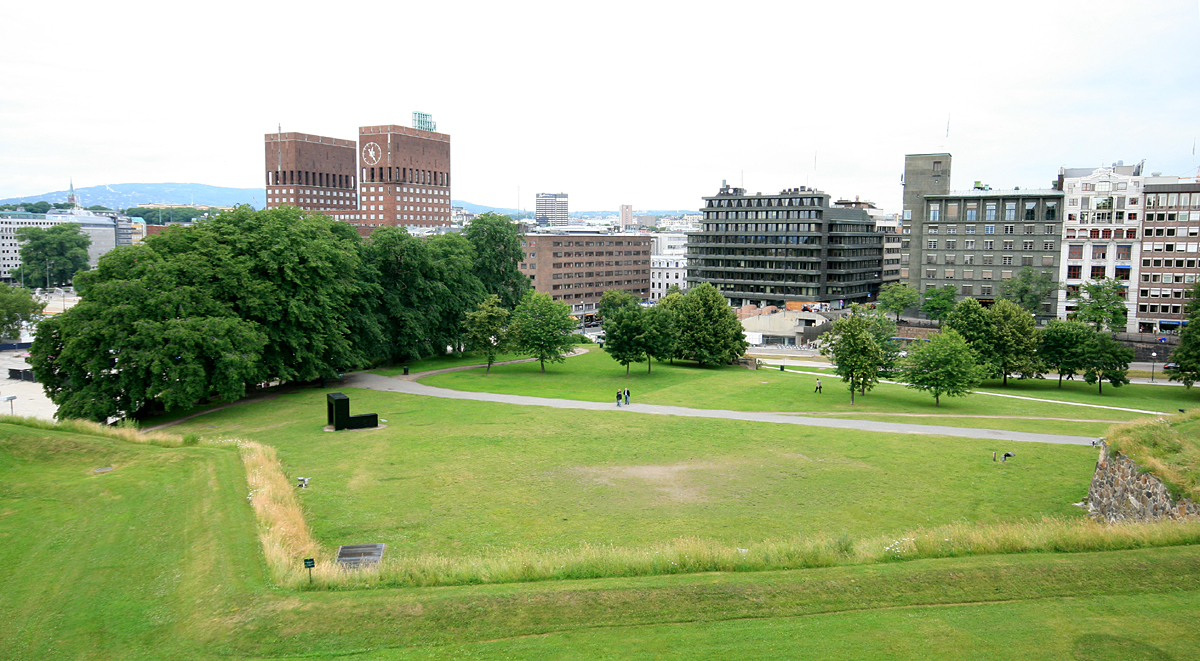
Blick vom Hornwerk auf den Kontraskjær, links die schwarze Stahlskulptur Marriage

Der Park Kontraskjær befindet sich auf dem Gebiet der früheren Esplanaden zwischen der Stadt und der Burg. Im offenen, zur Stadt abfallenden Feld war ein zickzackförmiger Graben mit einem gedeckten Weg eingelassen. Die zum Feind gerichtete Mauer im Graben wurde Kontereskarpe genannt, daher stammt auch der Name Kontraskjæret. Des Weiteren wurde das Feld durch Palisaden geschützt. Die Palisadenreihe ist im Park teilweise markiert. Ebenfalls sind die Grundmauern eines im Jahr 1686 abgebrannten Gebäudes sichtbar. Dieses Gebiet wurde teilweise überbaut. Hier befand sich eine Reiterbahn und das Restaurant Skansen, die beide zurückgebaut wurden, um eine bessere Sicht auf die Festung zu gewährleisten. Durch große Landumformungen versuchte man, das Gebiet teilweise wiederherzustellen. Seit den 1970er Jahren befinden sich hier unterirdisch eine Transformatorenstation und ein Lager. Die Stahlskulptur Marriage von Tony Smith fand hier ebenfalls ihren Platz. Sie wurde dem norwegischen Volk für den Friedenseinsatz (Osloavtalen) zwischen der Palästinensischen Befreiungsorganisation und Israel im Jahr 1994 von der Carter-Menil Human Rights Foundation geschenkt.
Ridehus på Kontraskjæret (deutsch: Reithalle auf dem Kontraskjær) ist eine Kopie des nye ridehus (deutsch: Neue Reithalle) und wurde 1900 erbaut. Das Gebäude wird von den Reitercorps der Polizei genutzt und zeigt ein fast verschwundenes Element sowohl in der Polizeiarbeit als auch in der Verteilung.

#### Myntgatekvartalet und angrenzende Gebäude

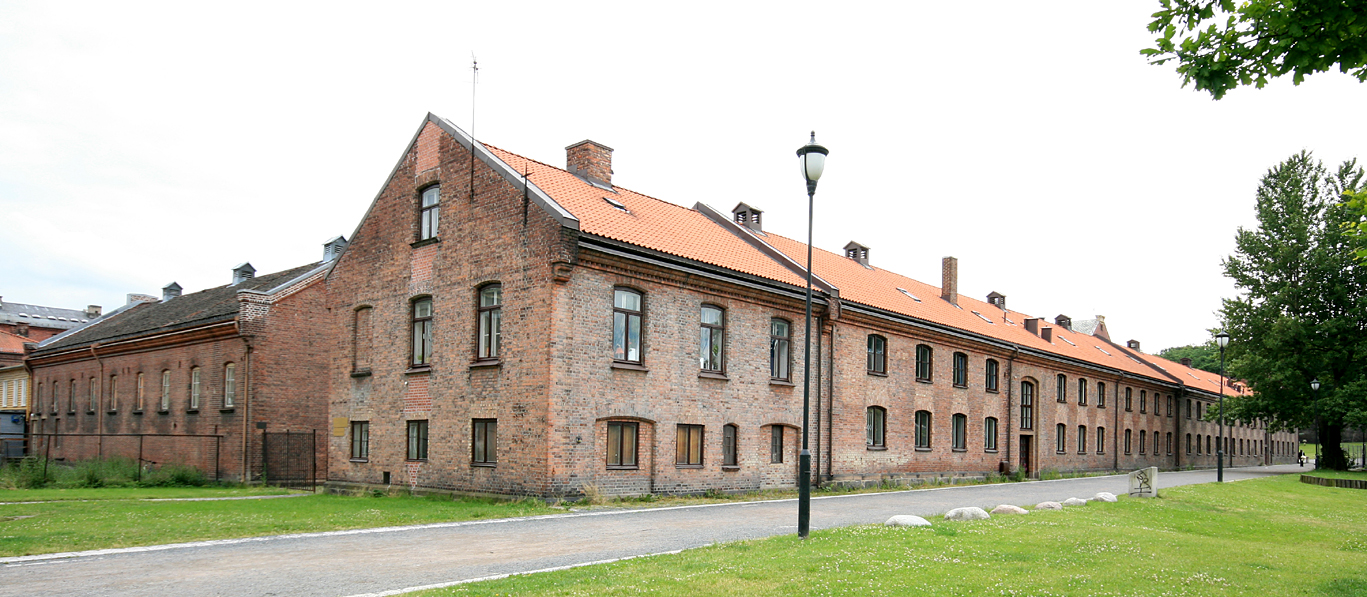
Kavaleristallen

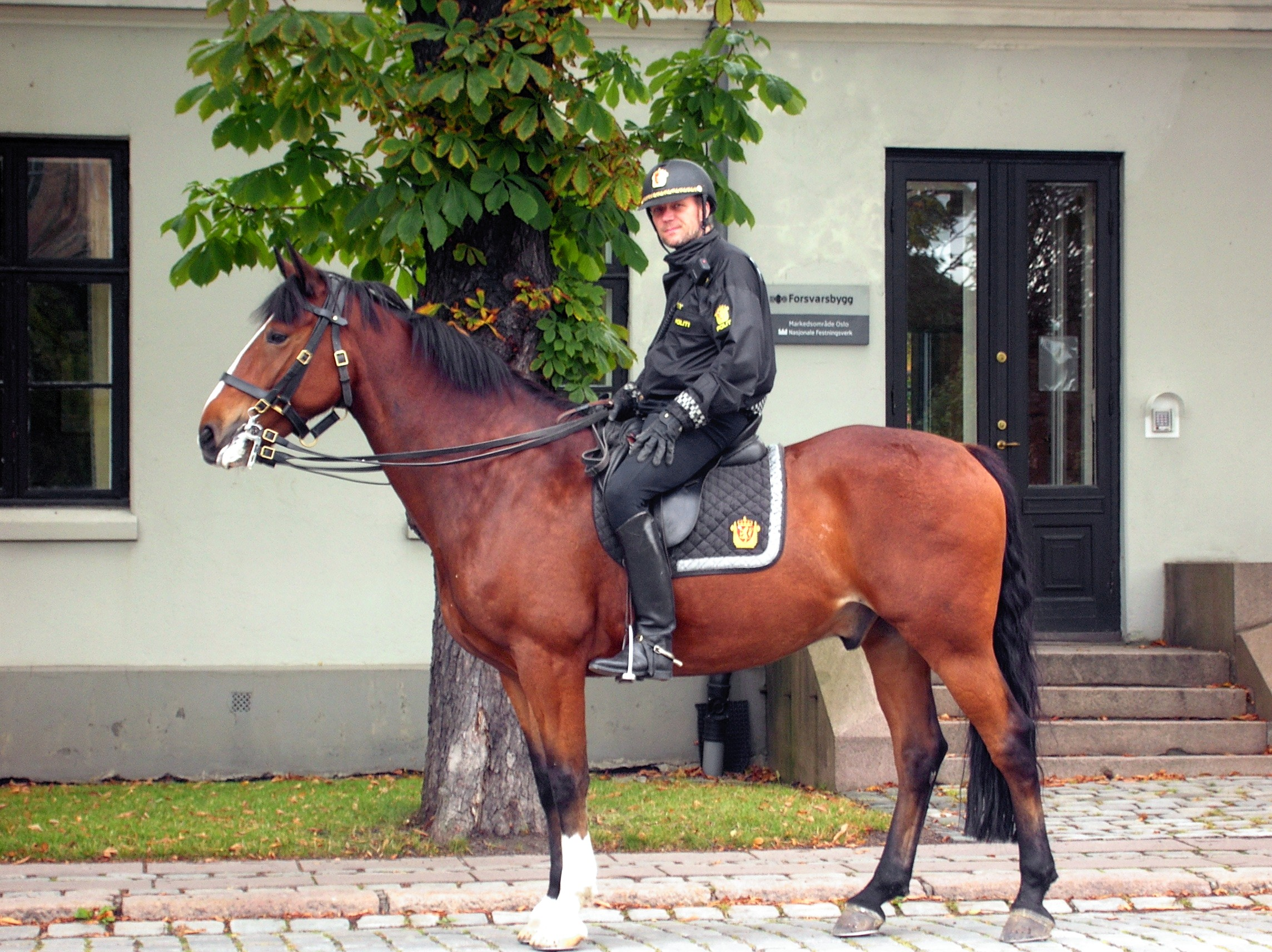
Berittene Polizei

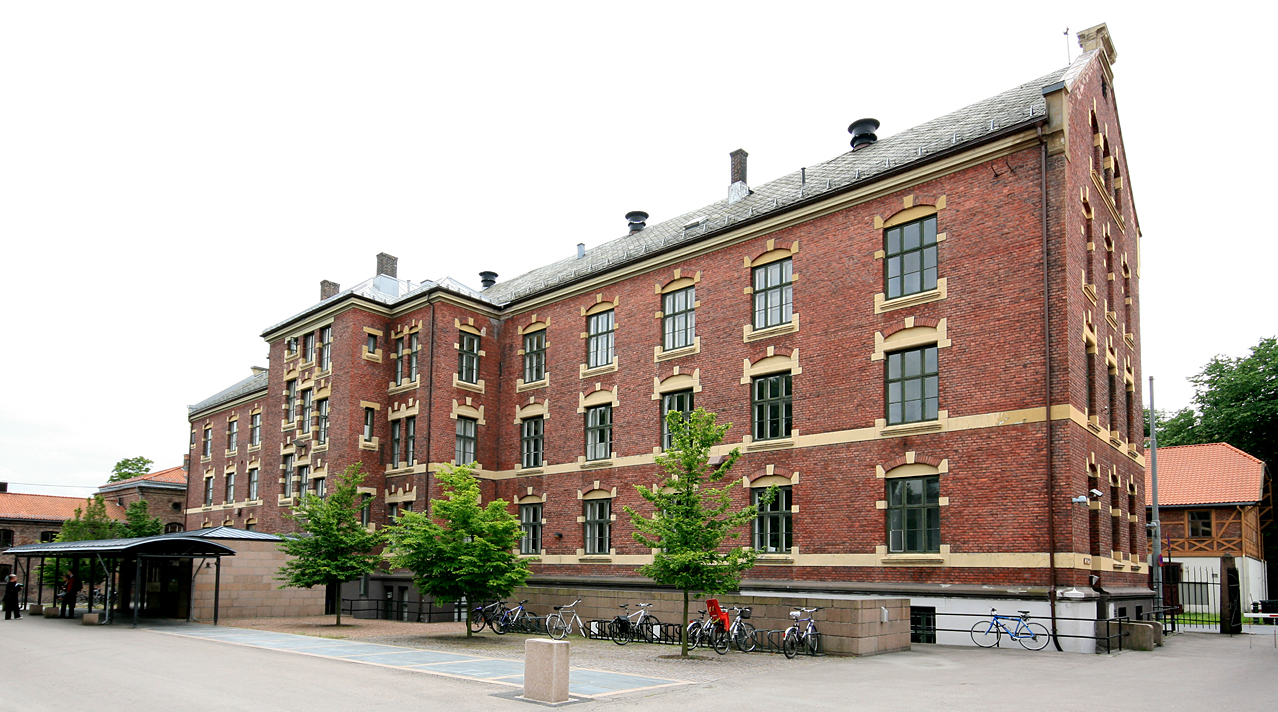
Kavalerikasernen

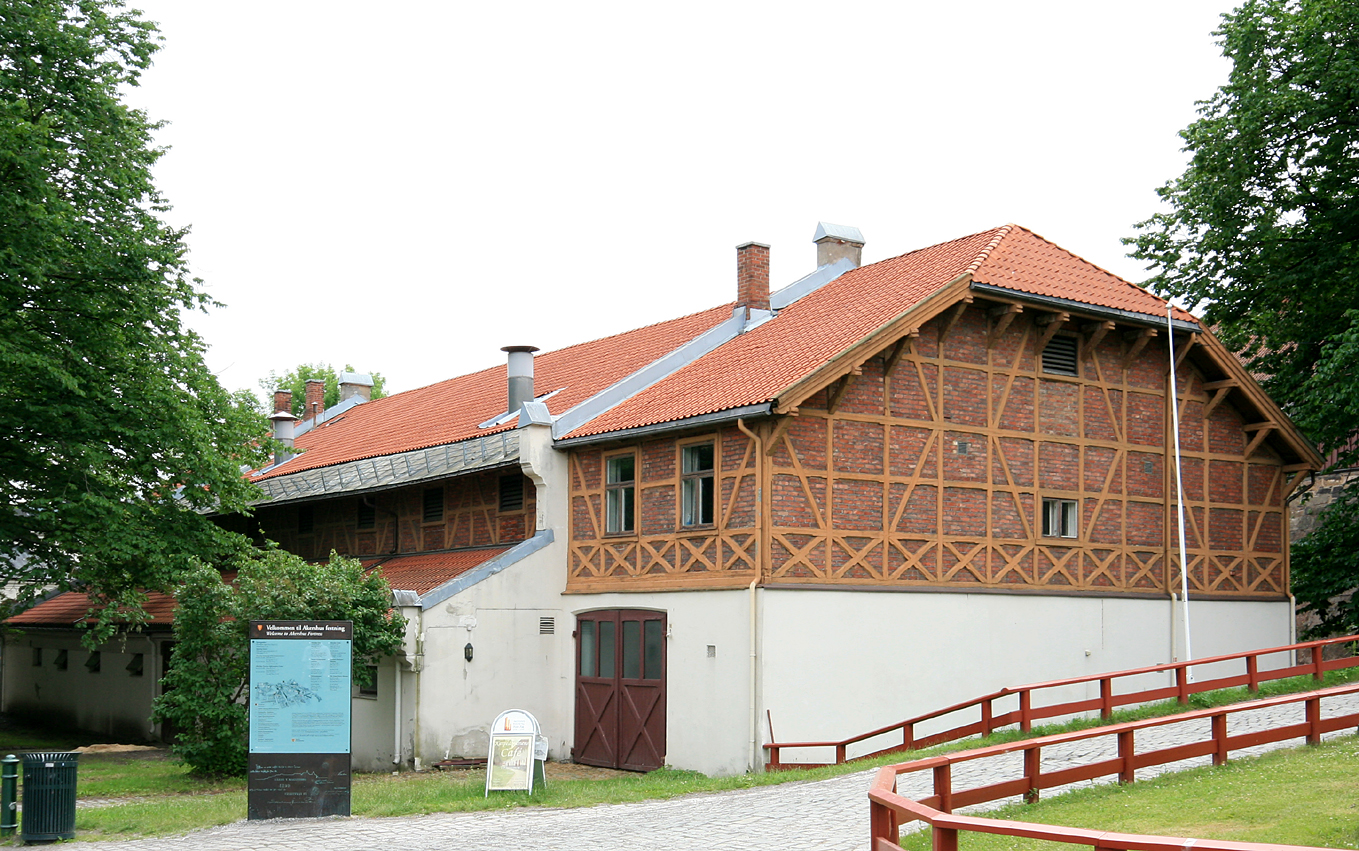
Offisersstallen

Das Myntgatekvartal repräsentiert die einstige Bedeutung der Pferdehaltung in der Verteidigung. Zu dem Quartier gehören die Gebäude Kavalleristallen, Ingeniørstallen, Artilleriestallen und Kavallerikasernen. Die Gebäude Offisersstallen, Høymagasinet und Ridehus på Kontraskjæret stehen in unmittelbarer Nähe. Der Offiziersstall und die Reithalle werden heute noch von der berittenen Polizei benutzt. Dies bewahrt das historische Vermächtnis des Viertels. Die Gebäude des Myntgatekvartal bestehen aus verfugtem Ziegel und stellen damit einen Bezug zum Quartier des Hovedarsenal her. Heute sind Büros in den Gebäuden untergebracht, trotzdem blieb der Charakter des Viertels erhalten.
Der Kavalleristall (deutsch: Kavalleriestall) stammt aus dem Jahr 1867 und wurde in zwei Etappen nordwärts erweitert. Der mittlere Teil entstand 1894, der nördliche 1901. 1950 wurden in beiden Etagen und im Dachgeschoss Büros eingerichtet. Sie werden vom Miljøverndepartment, dem Umweltministerium, benutzt.
Der Ingeniørstall (deutsch: Stall der Ingenieure), aus dem Jahr 1897, wurde 1917 zur Turnhalle umgebaut. Im Jahr 1949 erhielt das Gebäude einen Anbau mit Garderoben und Unterrichtsräumen für die Luftstreitkräfte.
Der Artilleristall (deutsch: Artilleriestall) von den Architekten Schirmer und von Hanno stammt aus dem Jahr 1861. Das Gebäude bestand aus einem Stall im Erdgeschoss mit darüberliegenden Heulager in der Dachebene. Für die Kavallerie verlängerte man das Haus 1867 in Richtung Süden. Nach dem Zweiten Weltkrieg gab man die Pferdehaltung im Gebäude auf und baute es zu einem weiteren Verwaltungsgebäude des Miljøverndepartment um. In den 1950er Jahren wurden neue Fenster und eine weitere Etage eingezogen.
Die Kavallerikasernen (deutsch: Kavalleriekaserne) aus dem Jahr 1898 wurde vom Architekten Ove Ekman im einfachen Neorenaissancestil entworfen. Sie war ausgelegt als Unterkunft und Unterräume für die Reit- und Eskadronschule. Nach dem Ende des Zweiten Weltkrieges wurden die Räumlichkeiten zu Büroräumen umgebaut. Sie werden seit 1972 ebenfalls vom Miljøverndepartment genutzt.
Der Offiserstallen (deutsch: Stall der Offiziere) wurde 1891 auf privater Basis für die alleinige Nutzung durch die Offiziere gebaut. Henrik Nissen war der ausführende Architekt. 1930 kaufte der norwegische Staat das Gebäude auf und stellte es als Stall für die Heer- und Reitschule zur Verfügung. Nach dem Zweiten Weltkrieg wurde das Haus zu Bürozwecken umgestaltet und als Garage genutzt. Zwischen 1972 und 1973 nahmen die Reitercorps das Gebäude noch einmal als Stall in Betrieb.
Oslo Militære Samfund (deutsch: Militärische Gesellschaft Oslo) ist ein Gebäude, das sich an der Kronprinsen Bastion befindet und sich in das Quartier eingliedert. Es wurde 1878 als Vereinshaus und Club gegründet und enthielt, außer den Gesellschaftsräumen, Wohnungen für den Hausmeister, Restaurator und Intendanten. Im Jahr 1940 wurde ein Seitengebäude errichtet, das direkt an die Bastion grenzt. Es ist in derselben Formensprache gehalten wie das Vereinshaus.

#### Festningsplassen und umliegende Gebäude

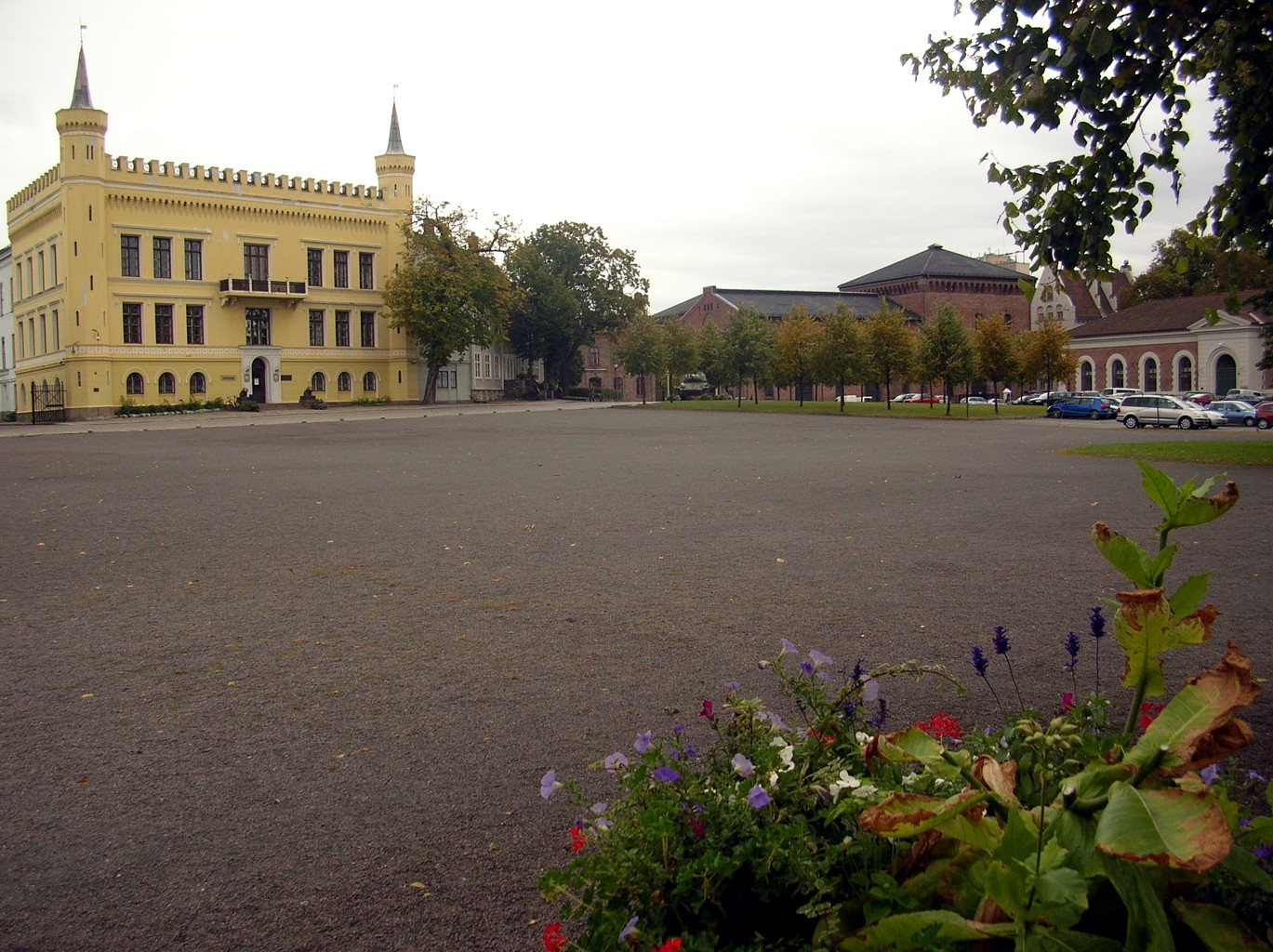
Festningsplass mit Blick auf den General Glads gård (links) und Festningens gymnastikksal (rechts)

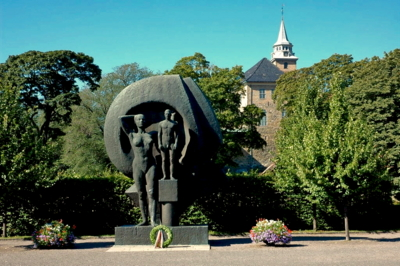
Nationalmonument auf dem Festningsplass

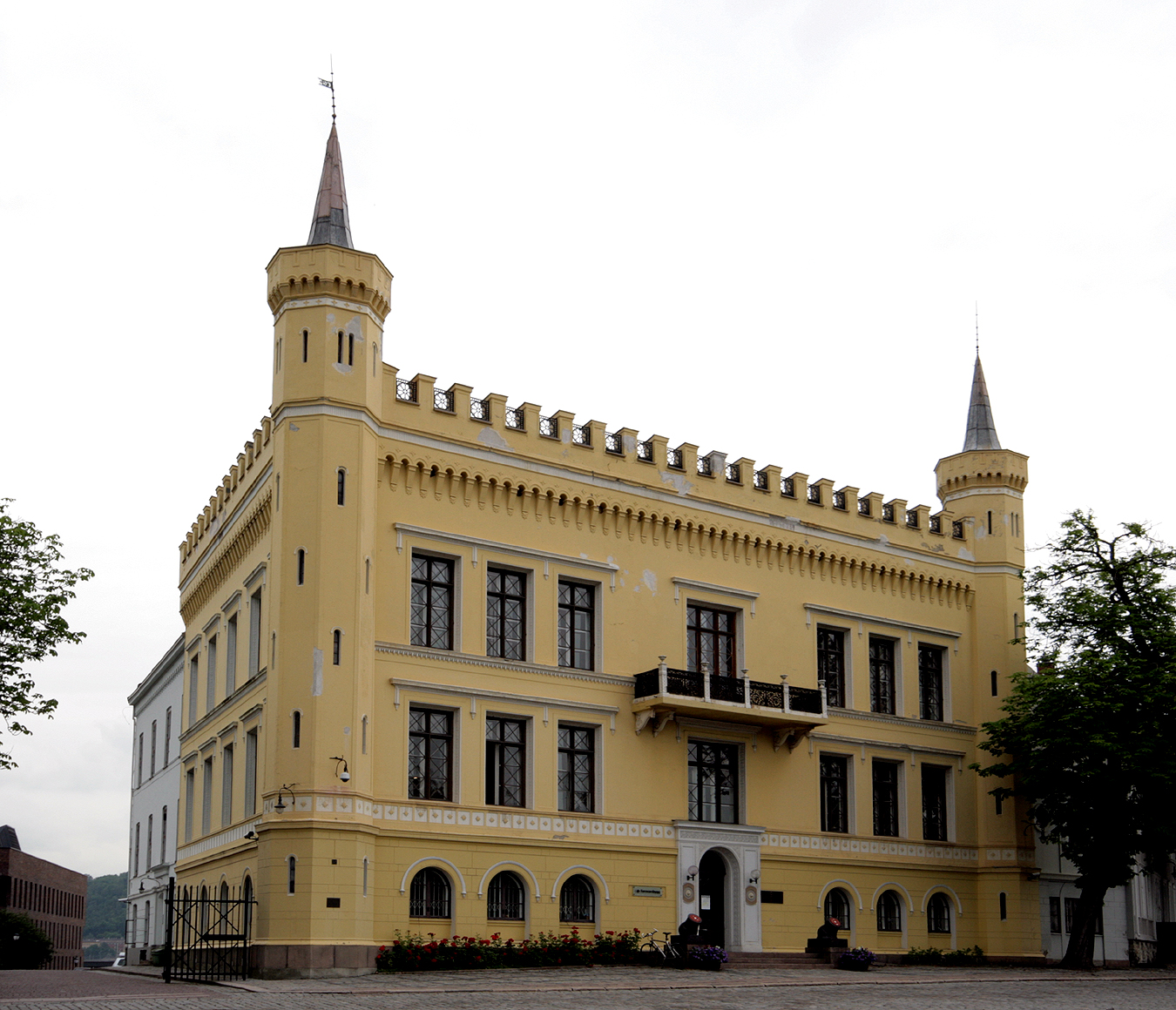
General Glads gård

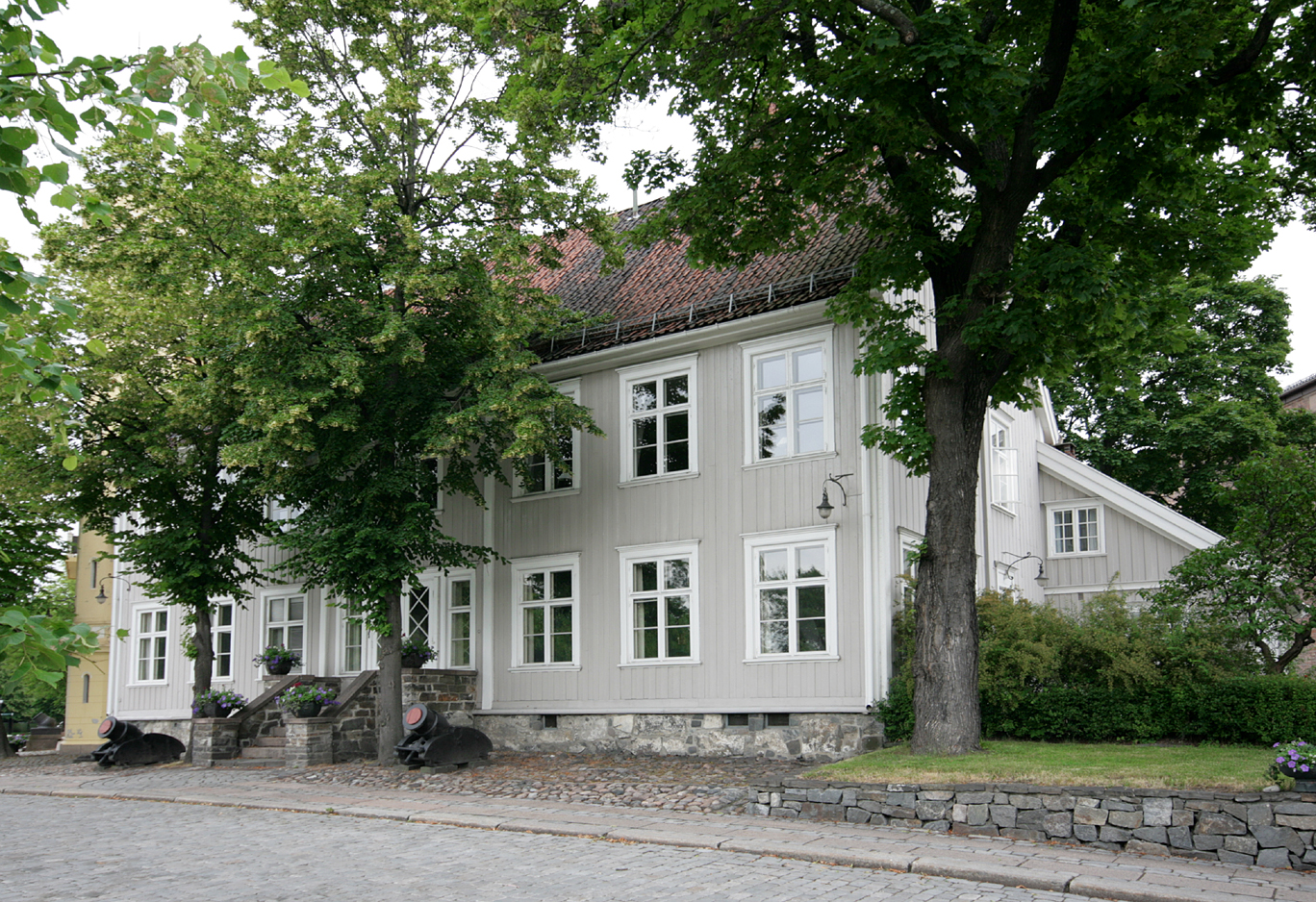
Kommandantskapet

Anfang des 17. Jahrhunderts wurde ein Großteil des Gebietes östlich der Festung, das auch als Hovedtangen bekannt war, dicht bebaut, da die Festung immer weiter wuchs. Ein Teil der Arbeiter, die am Bau der Festung unter König Christian IV. beteiligt waren, erhielten das Recht sich auf dem Gelände anzusiedeln. So wurde der Platz mit militärischen und zivilen Gebäuden bebaut. Im Jahr 1630 fand hier auch die königliche Münze ihren Platz. Um 1885 gilt das Gebiet als planlos mit hauptsächlich privaten Häusern bebaut. Nicht alle davon waren in einem guten Zustand. Ein paar Jahre später wohnten hier 30 Familien, davon waren sieben verarmt. Der Schmuggel mit Bier und Branntwein nahm zu und im 18. Jahrhundert wird von häufigen Schlägereien in den örtlichen Wirtshäusern berichtet. Hier vermischten sich verschiedene Bevölkerungsgruppen; zum einen die Soldaten aber auch Bürger aus der Stadt und die Gefangenen der Festung. Einige von ihnen durften sich frei auf Hovedtangen bewegen, waren aber entweder durch ihre Sklaventracht zuerkennen oder sie trugen Ketten. Bevor das Nahrungsverpflegungsgesetz in Kraft trat, durften sie erspartes Geld in den Läden für Essen und Trinken ausgeben. Im 19. Jahrhundert wurden die umliegenden Wälle mit Bäumen bepflanzt und die Bürger Oslos nutzten sie für Spaziergänge. Die heutige Bauung des Gebietes folgt hauptsächlich dem Muster des 17. und 18. Jahrhunderts. Sie stellt damit einen Kontrast zu heute angrenzenden Stadtviertel Kvadraturen dar, welches im rechtwinkligen System geplant wurde.
Der Festningsplass, als Teil des Gebietes Hovedtangen, hat eine lange Tradition als Parade- und Festplatz. Seit 1380 bestand zwischen Dänemark und Norwegen ein Staatenbund unter dänischer Vorherrschaft, der erst 1840 endete. Die Krönungen der dänisch-norwegischen Könige fanden demnach nicht in Norwegen statt. Daher bereitete man 1591 erstmals König Christian IV. auf dem Festningsplass einen königlichen Empfang. Im Jahr 1610 gab er hier seinen ältesten Sohn, Prinz Christian, als Thronfolger bekannt. Bei diesen Feierlichkeiten waren die reichsten und vornehmsten Männer des Landes zugegen. Da Prinz Christian vor seinem Vater verstarb, wurde sein Bruder 1648 auf dem Platz als König Frederik III. begrüßt. Dieser stellte hier acht Jahre später seinen Sohn Christian als Thronfolger vor, der im Jahr 1661 als König Christian V. empfangen wurde. Im 19. Jahrhundert planierte man das Gebiet zu einem ebenen Paradeplatz. Hier finden auch heute noch militärische Aufmärsche als Zeremonien für ausländische Staatsbesucher statt. Im Westen des Platzes befindet sich Norwegens Nationalmonument. Es wurde von Gunnar Jansson entworfen und am 8. Mai 1970 enthüllte es Kronprinz Harald. Es symbolisiert eine Mutter und Hausfrau mit der aufwachsenden Generation an ihrer Seite. Hinter ihnen befindet sich ein stilisiertes, in der Brandung wogendes Boot. Hier finden ebenfalls Kranzniederlegungen statt. Zugunsten des Monuments wurde eine alte Baumreihe gefällt. Als Ersatz pflanzte man 1998 neue Bäume auf dem Gebiet. Zwischen 1994 und 1995 wurde der südliche Teil des Platzes bepflanzt, der Platz selbst bekam einen neuen Belag und ein schon vorhandener Parkplatz wurde besser abgeschirmt.
Der Materialgård stammt aus dem Jahr 1788. Das Gebäude wurde teilweise in ausgemauerten Fachwerk errichtet, nur die Westseite wurde ganzheitlich in Mauerwerk ausgeführt. Im Westflügel, die Gebäudeseite, die zum Festningsplass ausgerichtet ist, befand sich die Wohnung des Ingenieurs. Auf die übrigen Gebäudeflügel verteilten sich mehrere Lager und weitere Nebenfunktionen. Vor dem Nordflügel wurde 1867 eine Überdachung angebracht, die den Namen Paradehalle erhielt. Zu der Zeit wurden einer oder mehrere Seitenflügel umgebaut und gegen 1880 gilt das ganze Haus als in Stein umgesetzt. Heute befinden sich die Büros des Forsvarsbygg, einer Eigentumsgesellschaft der norwegischen Streitkräfte, in dem Gebäude.
General Glads gård bezeichnet das Privathaus für den Oberstleutnant und Kommandanten Christian Glad. Es wurde 1844 vom Architekten Johan Henrik Nebelong entworfen, der auch für die Oskarshall in Oslo zuständig war. Das Haus wird als Hauptwerk der norwegischen romantischen Architektur betrachtet, da es von mittelalterlichen, teils deutschen, Burgformen inspiriert ist. 30 Jahre später kauften die norwegischen Streitkräfte das Gebäude auf und richtete Wohnungen und Büroräume im Erdgeschoss, welches zuvor als Keller diente, ein. Die Kommandantenwohnung mit 17 Räumen lag im 1. Obergeschoss. Im Geschoss darüber befanden sich die Räume der 2. Brigade, die Unteroffiziersschule war im Seitenflügel untergebracht. Im Jahr 1910 übernahm die Ingeniørvåpnet, eine Abteilung des Heeres, die Räume des Seitenflügels und gestaltete diese zu Büroräumen um. Gleichzeitig wurde ein neues Treppenhaus bis zum Dachgeschoss eingezogen. Die Kommandantenwohnung reduzierte man auf elf Zimmer, bevor sie im Jahr 1954 ebenfalls für Verwaltungszwecke umgebaut wurde. Seit 1945 benutzt das Forsvarsbygg das komplette Gebäude.
Das Gebäude Kommandantskapet wurde vom Architekten Patrocolus von Hirsch entworfen und um 1800 für den Hauptmann der Wache gebaut. Mit einem Seitenflügel, in dem unter anderem ein Stall und die Waschküche untergebracht war, schließt es sich an das Gebäude General Glads gård an. Es ist ein einfaches, mit Paneelen verkleidetes Haus im Empirestil. Wahrscheinlich wurden Teile des Vorgängerbaus von 1745 wiederverwendet. Heute sind noch viele Details im Originalzustand erhalten. Im Erdgeschoss waren die Büroräume für den Platzmajor eingerichtet. Dort befinden sich auch heute noch ein Besprechungszimmer und Büroräume. Im ersten Obergeschoss liegt die Wohnung des Kommandanten. 1911 wurde auch der Seitenflügel zu Bürozwecken umgebaut.
Festningens gymnastikksal (deutsch: Turnhalle der Festung) wurde 1861 als Turn- und Fechthalle nach den Plänen der Architekten Schirmer und von Hanno errichtet. Es ist ein Neorenaissancegebäude mit hohen Gipsdecken und einer Galerie. Auf Südseite entstand 1891 ein Anbau, der zwischen 1954 und 1955 eine neue Etage bekam. Dort sind einige Büros untergebracht. Seit den 1960er Jahren befindet sich dort die Datenzentrale der norwegischen Streitkräfte.

#### Abgegangene Außenwerke
- Batteri «ved vannet» (deutsch: Batterie «am Wasser»)
- Den tørre grav (deutsch: der trockene Graben)
- Det forsenkede batteri (deutsch: die versenkte Batterie)
- Ekserserbatteriet
- Glacis
- Hausmanns batteri
- Hovedtangens kontreskarpe
- Kontreeskarpen und den dekkete vei
- Nordre hovedvollgrav (deutsch: westlicher Hauptburggraben)
- Pipervikens batteri
- Place d’Armes
- Prinsessens bastion
- Redangen
- Redangens bastion
- Sortiportens kurtine
- Sortiportens tenalje
- Tritzschlers batteri
- Wedels batteri
- Østre hovedvollgrav  (deutsch: östlicher Hauptburggraben)